# Église de la Nativité-de-la-Sainte-Vierge de Jouy-le-Moutier
Pour les articles homonymes, voir Église de la Nativité.
L'église de la Nativité de la Sainte-Vierge et Saint-Leu est une église catholique paroissiale située à Jouy-le-Moutier, en France. Longtemps connue comme église Notre-Dame de la Visitation, l'église de la Nativité de la Sainte-Vierge possède comme deuxième patron saint Loup de Sens. Sa partie la plus ancienne et la plus remarquable extérieurement est le clocher roman à deux étages de baies, coiffé d'une flèche octogonale en pierre. Il ne devrait pas être beaucoup antérieur à 1130. S'élevant au-dessus de la croisée du transept, sa base sépare la nef du chœur, et afin de mieux les faire communiquer, elle a été rehaussée au XVIe siècle. Les chapiteaux romans ont pour la plupart été conservés lors de cette opération hardie. Si la base du clocher est désormais aussi haute que la nef, elle est toutefois étroite, ce qui a motivé le déplacement de l'autel à la fin de la nef. Le beau chœur des années 1220 / 1240 influencé par l'architecture de la cathédrale Notre-Dame de Paris, dont le chapitre nommait à la cure, est ainsi sans usage. La nef est d'un style gothique flamboyant moins raffiné, notamment autour des fenêtres hautes, mais elle est incontestablement d'une grande originalité tant pour les grands chapiteaux des arcades, que pour les galeries ouvertes avec balustrades à jour qui l'entourent au nord, à l'ouest et au sud. L'église a été classée monument historique par arrêté du 11 décembre 1912. Sa restauration a toutefois commencé dès les années 1870, et si elle n'a pas été heureuse sur tous les plans, elle a respecté tous les chapiteaux à l'intérieur. L'église de Jouy-le-Moutier est la plus ancienne et la plus grande parmi les quatre églises que compte le groupement paroissial de l'Hautil, mais elle vit aujourd'hui dans l'ombre de l'église Sainte-Claire de Vauréal, inaugurée en 1995 et financée par des dons.

## Localisation
L'église est située dans le département français du Val-d'Oise, dans l'agglomération de Cergy-Pontoise, à Jouy-le-Moutier, sur la Grande-Rue (RD 55) au centre du village ancien, non loin de la mairie. Jouy-le-Moutier est à l'origine un village-rue composé du chef-lieu et de trois hameaux, qui s'étire sur 2,6 km sur la rive droite de l'Oise. Le village respecte toujours une certaine distance vis-à-vis de la rivière et se blottit contre le versant oriental du massif de l'Hautil, qui culmine à 191 m au-dessus du niveau de la mer. Ainsi l'église est implantée à flanc de coteau, et un escalier d'une bonne vingtaine de marches monte de la Grande-Rue jusqu'au porche devant la façade septentrionale. Cette façade ainsi que le chevet donnent sur la rue, alors que la façade occidentale donne sur un petit parvis accessible sans escalier. C'est par l'une des portes de la façade occidentale que l'on entre dans l'église (habituellement la petite porte du bas-côté nord), le portail septentrional étant désaffecté. En passant par le parking au sud de l'église, l'on peut en faire le tour. Un petit jardin public se situe au sud-est de l'église ; c'est depuis cet endroit qu'on bénéficie de la meilleure vue sur le clocher roman.

## Historique

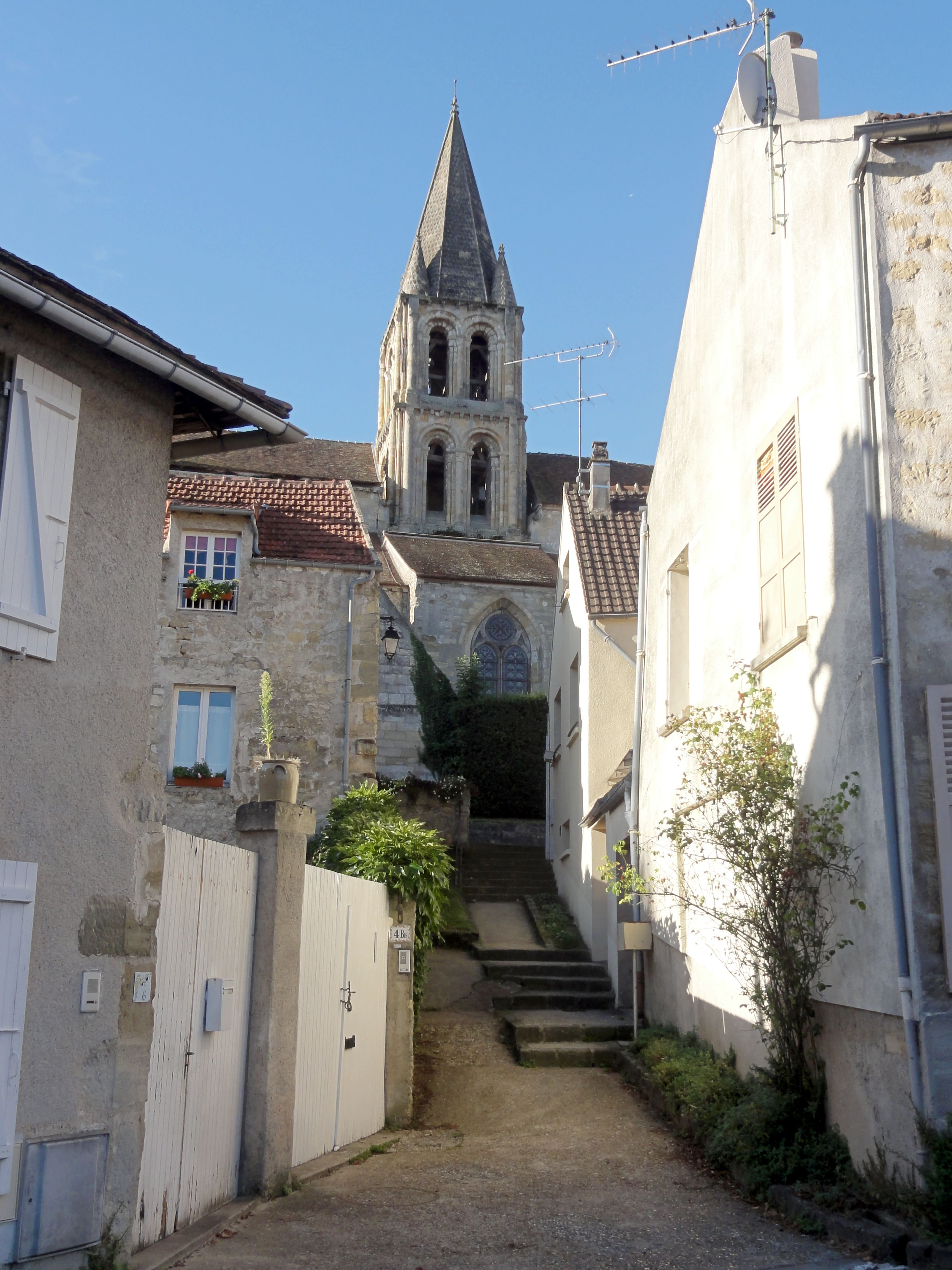
Vue depuis le nord.

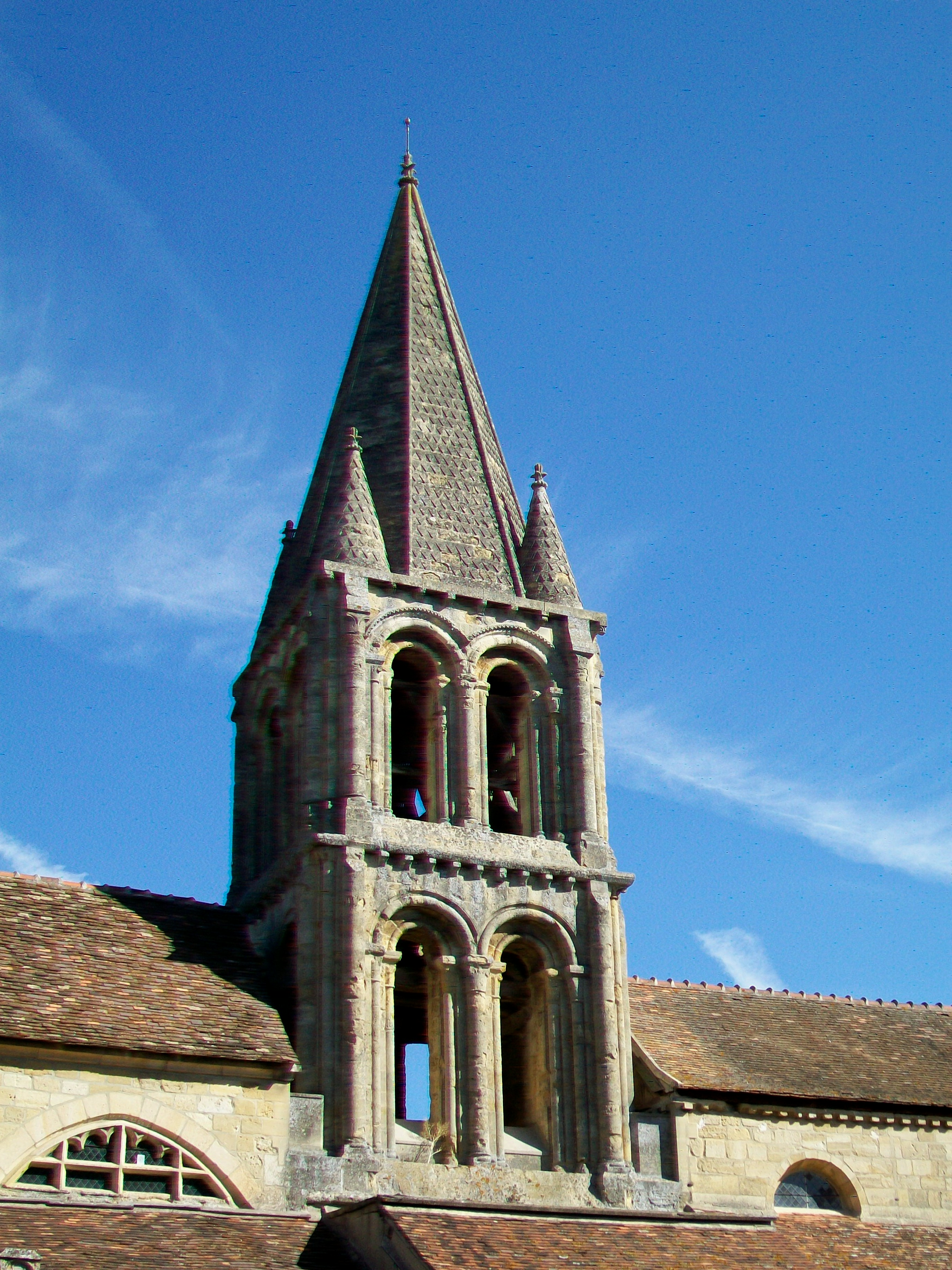
Clocher, côté sud.

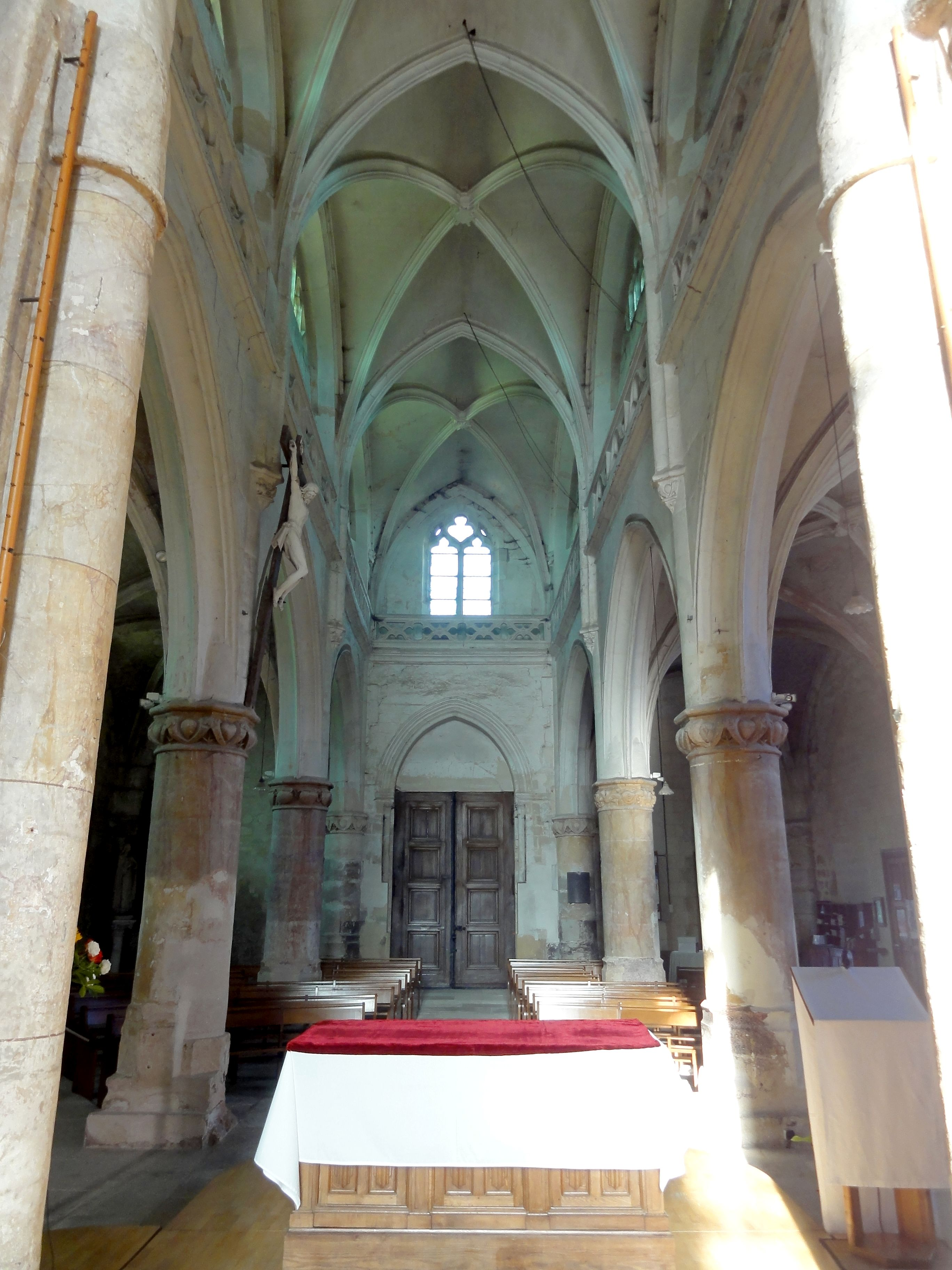
Nef, vue depuis la base du clocher ; au premier plan, le maître-autel.

Jouy-le-Moutier était l'une des trois paroisses du diocèse de Paris situées sur la rive droite de l'Oise. La plus ancienne parmi elles est Andrésy (Yvelines). Celle-ci ayant été trop étendue, la paroisse de Jouy-le-Moutier en a été détachée à une époque inconnue. Dès le IXe ou Xe siècle, la paroisse d'Andrésy appartient au chapitre de Notre-Dame de Paris qui nomme aussi à la cure, et il en va de même de Jouy dès le début. La plus ancienne mention connue de la cure de Jouy ne remonte qu'à 1186, date à laquelle l'église existe déjà. Vers 1250 environ, la paroisse de Jouy est à son tour devenue trop grande, et la nouvelle paroisse de Lieux (aujourd'hui Vauréal) en est démembrée. L'appellation Jouy-le-Moutier n'existe pas encore : en 1269, on y fait encore référence comme Joiaco ou Valle Joiaci, en latin, ce qui donne en français Joï. Plus tard, apparaissent aussi Villa Joyaci et Joiacum. On a commencé de parler de Jouy-le-Moutier pour éviter la confusion avec le hameau de Jouy-la-Fontaine. Moutier, moûtier ou moustier signifie une grande église en ancien français, mais puisque le terme est aussi donné comme traduction du mot latin monasterium, il s'est établie la croyance que l'église serait issue d'un monastère ; or, il n'en est rien. L'église est placée sous l'invocation de la Sainte-Vierge. Le second patron, saint Loup de Sens (vers 573-623), n'est pas encore mentionné dans les actes de la fin du Moyen Âge. Patron des jardiniers, il est appelé saint Leu en Île-de-France et couramment associé à saint Gilles l'Ermite (640-720), et une chapelle du collatéral nord du chœur était effectivement dédiée à Saint-Gilles (en reste comme souvenir sa statue dans la niche au-dessus de l'entrée de la sacristie). La dédicace de l'église est traditionnellement célébrée le 12 septembre. En 1754, l'abbé Lebeuf ne mentionne point le titre de la Visitation de la Vierge Marie, qui au moment de l'érection de la paroisse n'était de toute façon pas d'usage. Mais l'église a longtemps été connue comme l'église Notre-Dame-de-la-Visitation,,. Ce titre a été abandonné par la paroisse, qui a placé l'église sous le vocable de la Nativité de la Sainte-Vierge qui se célèbre le 8 septembre.
En 1993 / 1994, lors des travaux pour l'installation du chauffage par le sol, des fouilles archéologiques ont été menées dans l'église, et permis de dégager les traces d'édifices antérieurs au XIIe siècle. La partie la plus ancienne de l'église actuelle est le clocher central, dont seulement les quatre piles subsistent à l'intérieur. La disposition des chapiteaux dans les angles de la croisée du transept indique un voûtement d'ogives ès l'origine : la proche Normandie et le Beauvaisis sont précurseurs en le domaine et une date au début du second quart du XIIe siècle paraît plausible. Par ailleurs, l'influence normande se confirme par la disposition des colonnettes qui supportent les doubleaux secondaires : elles ne sont pas engagées dans les angles rentrants, mais adossées aux dosserets de la pile comme les colonnes supportant les arcades. C'est une disposition rare qui existe notamment dans les églises Saint-Étienne et Saint-Nicolas de Caen. Extérieurement, le clocher ressemble beaucoup à son homologue de Nesles-la-Vallée, qui date de 1130 / 1140 et montre davantage de perfection dans les détails. Ainsi l'on peut considérer que le clocher de Jouy-le-Moutier date des années 1130. Il était probablement associé à une large nef sans bas-côtés, ce que Louis Régnier lit dans la façade occidentale qui remonte à la seconde moitié du XIIe siècle dans sa partie centrale, et ce qui est conforme à l'usage dans la région à l'époque. Il devait aussi y avoir un transept à proprement parler, comme le montrent les arcades au nord et au sud de la base du clocher qui datent d'origine : l'on comprend mal pourquoi Michel Join-Lambert exprime son incertitude vis-à-vis de l'existence d'un véritable transept. Entre 1220 et 1240, les chanoines de Paris font bâtir un nouveau chœur de deux travées, qui doit rester étroit afin de contrebuter le clocher. Ce chœur se situe stylistiquement entre la fin de la période gothique primitive et l'essor du style gothique rayonnant. De l'étape de construction suivante, ne reste guère plus que les chapelles à l'emplacement des extrémités des anciens croisillons et les murs extérieurs des bas-côtés de la nef. Après l'achèvement du chœur, les croisillons, la nef et les bas-côtés sont bâtis à neuf, en le laissant que la façade de l'ancienne nef,.
Au premier quart du XVIe siècle, le portail occidental, la nef, les bas-côtés et les anciens croisillons sont largement remaniés dans le style gothique flamboyant ; pour la nef et les grandes arcades, il s'agit même d'une reconstruction presque totale. Les détails seront abordés lors de la description de l'église (voir ci-dessous). Le porche est construit à cette époque. Vers la fin du règne de François Ier, le remplage de la grande verrière du chevet est refait. — Quand le baron Ferdinand de Guilhermy visite l'église en 1844, le portail occidental possède encore un trumeau central avec une niche, abritant la Vierge à l'Enfant assise et allaitante qui se trouve maintenant à droite du maître-autel. Le portail du bas-côté sud est alors bouché, et son tympan présente un double trilobe superposé ; les quatre chapiteaux datent encore du milieu du XIIIe siècle. En 1876, le portail du bas-côté nord aujourd'hui couramment utilisé est débouché et fait l'objet d'une restauration maladroite, qui lui fait perdre son aspect ancien (pour Louis Régnier, ce portail serait moderne). Le toit en pavillon du porche est supprimé, les doubles clochetons plaqués à mi-hauteur du contrefort d'angle nord-est ne sont pas restitués, et les moulures de l'arcade ne sont pas non plus refaites : c'est peut-être de cette restauration que date la suppression du trumeau. Presque toutes les bases des colonnettes des grandes arcades du chœur sont refaites à un moment inconnu au XIXe siècle. L'église est classée monument historique par arrêté du 11 décembre 1912. Au début des années 1920, seulement l'arc reste encore visible de la porte du portail latéral sud, des rainures des trilobes du tympan, et les voussures de l'archivolte sont dépourvues d'ornements. La façade occidentale est restaurée dans l'entre-deux-guerres, et le portail latéral sud est alors reconstitué, mais il n'est pas certain que sa forme soit conforme aux observations du baron de Guilhermy. Michel Join-Lambert souligne en tout cas que cette restauration met en valeur la façade, et elle dégage également le clocher. Le toit en pavillon du porche est refait ultérieurement, mais il ne retrouve pas sa couverture d'ardoise mentionnée par Louis Régnier,,.
Après la Révolution française et la création du département de Seine-et-Oise, la paroisse est rattachée au nouveau diocèse de Versailles qui correspond exactement au territoire du département. Dans le contexte de la refonte des départements d'Île-de-France, le nouveau diocèse de Pontoise est érigé en 1966, et Jouy-le-Moutier en fait partie à l'instar de toutes les autres paroisses du département. Le diocèse de Paris se limite désormais à la seule ville de Paris. Le groupement paroissial de l'Hautil inclut aujourd'hui les anciennes paroisses indépendantes de Jouy-le-Moutier, Neuville-sur-Oise et Vauréal. Des messes dominicales sont célébrées dans l'église de la Nativité de la Sainte-Vierge de Jouy-le-Moutier tous les dimanches et fêtes à 10 h 00 ; en semaine, une messe a lieu le vendredi matin à 9 h 00. Si l'église de la Nativité de la Sainte-Vierge est la plus grande et la plus ancienne du groupement paroissial, c'est la très récente église Sainte-Claire de Vauréal qui est désormais au centre de toutes les activités en dehors des messes.

## Description

### Aperçu général

Plan de l'église.

Légèrement orientée vers le nord-ouest du côté de la façade, l'église répond à un plan cruciforme mais occupe une surface rectangulaire au sol, légèrement infléchie vers le nord, environ 13,70 m de large et 29,50 m de long à l'intérieur. Seuls les deux croisillons font légèrement saillie, ainsi que le porche devant la première travée du bas-côté nord et la sacristie devant la première travée du collatéral nord du chœur. L'église se compose d'une nef de trois travées accompagnée de bas-côtés ; d'un transept dont la croisée supporte le clocher central ; et d'un chœur de deux travées au chevet plat, accompagné de deux collatéraux. L'ensemble de l'église est voûté d'ogives, sauf les extrémités des croisillons, qui forment des chapelles peu profondes voûtées en berceau brisé. La hauteur sous les voûtes atteint 12,60 m. Comme particularité, les trois vaisseaux sont de largeur égale et sauf la base du clocher, les travées sont légèrement barlongues dans l'axe de l'édifice : Habituellement, les bas-côtés sont au moins un tiers moins large que le vaisseau central et leurs travées sont souvent carrées, alors que les travées de la nef et du chœur sont généralement barlongues dans le sens perpendiculaire à l'axe. La largeur importante des bas-côtés s'explique par l'étroitesse du vaisseau central, où la largeur entre les piliers n'atteint que 4,20 m, car les murs gouttereaux doivent contrebuter le clocher. Ainsi la hauteur sous les voûtes paraît beaucoup plus importante qu'elle ne l'est. La nef et le chœur présentent une élévation à trois étages avec grandes arcades, triforium et étage des fenêtres hautes. Bien que modifiée, l'on identifie facilement la base du clocher comme romane, et la partie centrale de la façade est de style gothique primitif : ce sont les seules parties qui remontent au XIIe siècle. Tout le reste de l'église a été construit à neuf au XIIIe siècle, mais dans la nef et les bas-côtés, pratiquement aucune trace demeure de cette époque depuis un important remaniement gothique flamboyant pendant la première moitié du XVIe siècle. La structure des toitures est simple : le clocher est coiffé d'une flèche en pierre, et la nef et le chœur sont couverts par des toits à deux rampants avec des pignons à l'ouest et à l'est. Les bas-côtés et les croisillons possèdent des toits en appentis s'appuyant contre les murs du vaisseau central, tout en laissant libres les fenêtres hautes,,.

### Intérieur

#### Nef

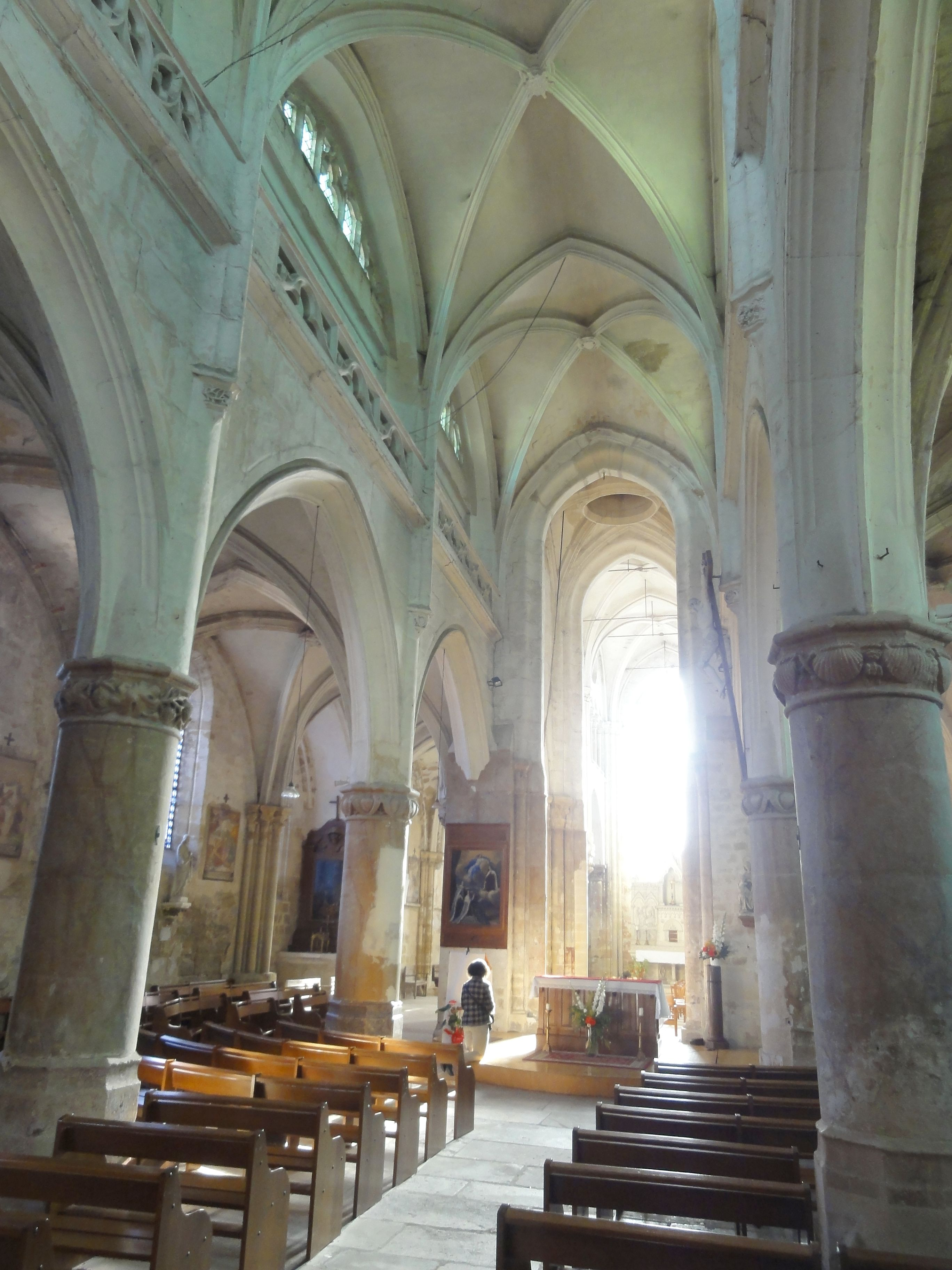
Nef, vue vers l'est.

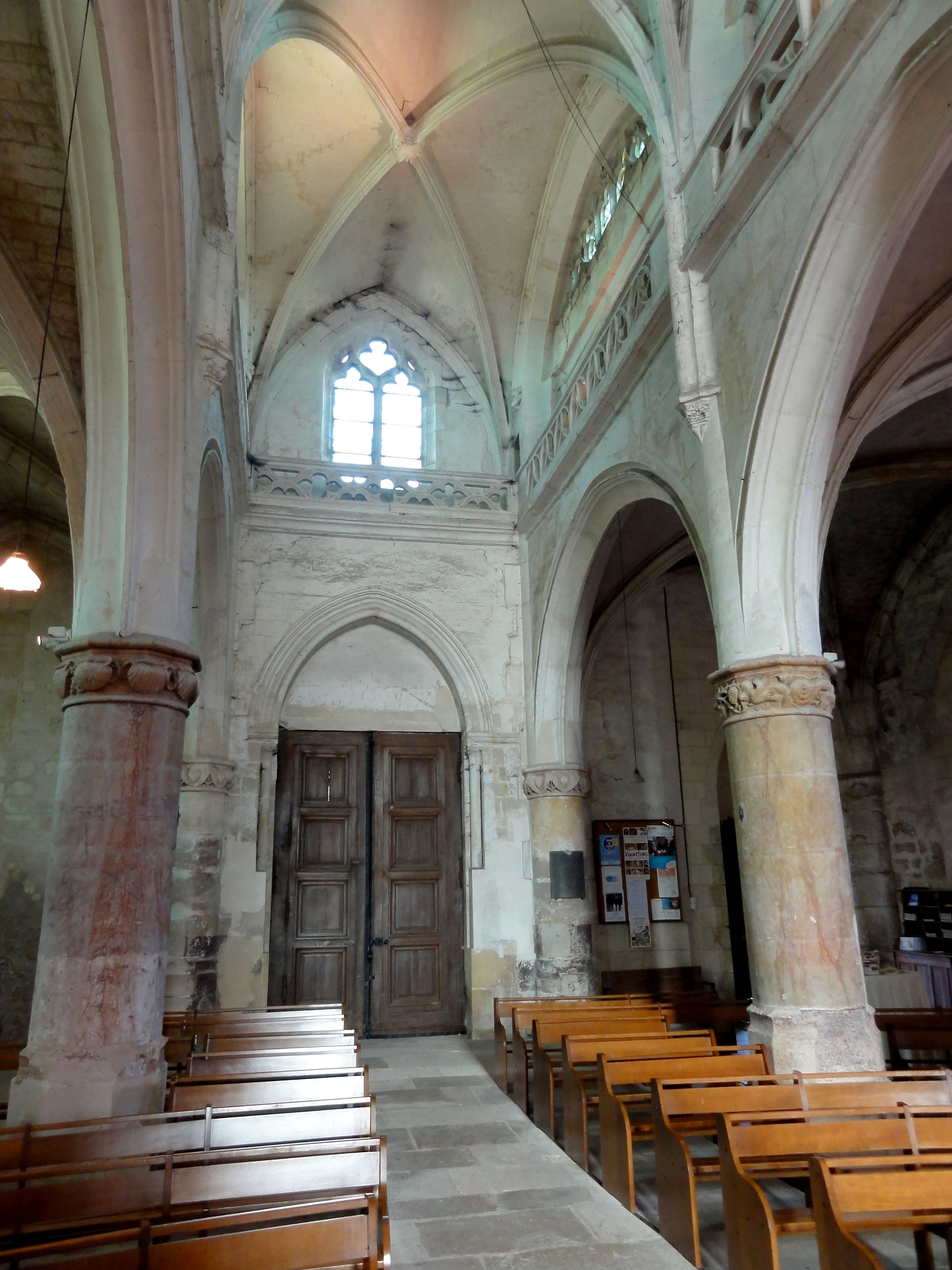
Nef, vue vers l'ouest.

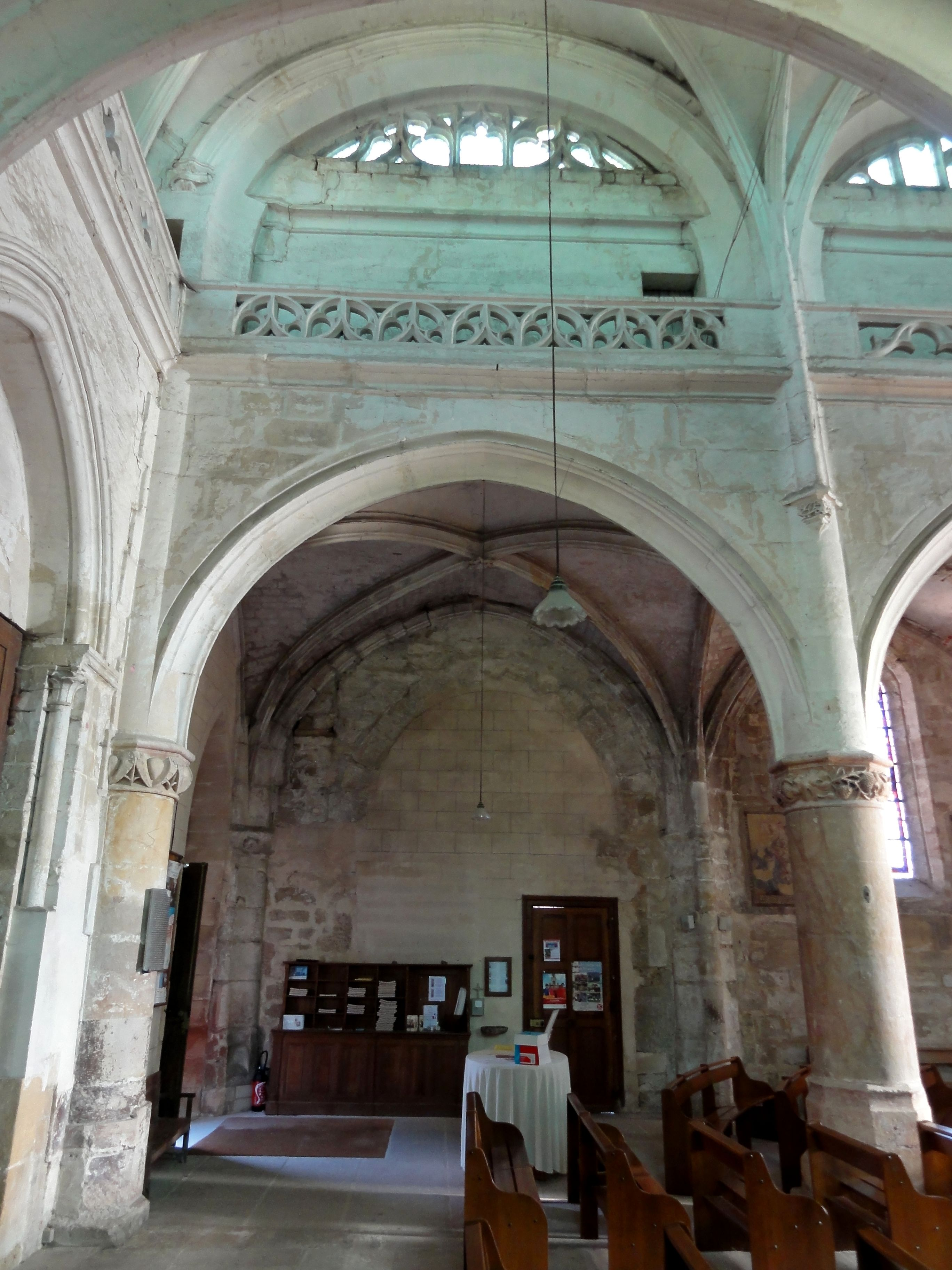
Nef, élévation nord (1ère travée).

Nef et bas-côtés forment ensemble un espace unique de 13,60 m de large et de 16,70 m de long, soit environ 221 m2, composé de neuf travées et reposant au centre sur quatre piliers cylindriques isolés. Telle est au moins l'impression que laisse l'intérieur de la partie occidentale de l'église. Même si le vaisseau central est nettement plus élevé que les autres, la subdivision en vaisseaux est moins dominante que dans les églises aux bas-côtés plus étroits et aux grandes arcades plus serrées ; elles ont ici une portée de 4,75 m environ. Cette situation a été mise à profit pour réorganiser l'église selon une disposition originale, qui rapproche le célébrant des fidèles et donne aux offices le caractère d'une assemblée impliquant toute l'assistance : les bancs en segment de cercle sont disposés en hémicycle autour de la troisième travée du vaisseau central, où se situe le nouveau maître-autel. Les bas-côtés sont ainsi utilisés à même titre que la nef, mais l'ensemble du chœur et des collatéraux ne sert habituellement plus.
Le caractère de la nef est donc marqué par la portée des grandes arcades, mais également par la structure particulière des parties hautes et l'originalité de l'ornementation. Le profil des arcades et des nervures des voûtes, ainsi que la facture de la plupart des clés de voûte, sont pleinement gothiques, mais le décor sculpté des chapiteaux emprunte un motif de la Renaissance, car, selon Louis Régnier, l'architecte voulut montrer qu'il ne dédaignait pas la mode. Ce motif sont les oves, devenant parfois des rais de cœur avec l'interposition de fléchettes. On le trouve sur les chapiteaux des deux demi-colonnes engagées dans le mur occidental, ainsi que sur les deux piliers orientaux. Sur celui au nord, les fléchettes alternent avec trois feuilles regroupées autour d'un fruit. Sur les deux piliers occidentaux, l'on voit des feuilles de vigne, des grappes de raisin, un gros escargot et un genre de singe au nord, et des coquilles Saint-Jacques reliées par des cordelières au sud. L'on peut penser que ce motif traduit la participation financière d'une confrérie de pèlerins de Saint-Jacques-de-Compostelle. Comme d'habitude à la période flamboyante, les corbeilles des chapiteaux sont peu élevés, et le tailloir octogonal se réduit à une moulure torique. Ces chapiteaux, les colonnes appareillées en tambour, les bases et les socles octogonaux ainsi que les soubassements cubiques sont traités en faux marbre rose, probablement depuis le XVIIIe siècle. La transition du plan octogonal vers le plan carré s'opère par des sections pyramidales, moulurées ou non. Le profil prismatique des arcades est conforme à l'esprit flamboyant, alors que le recours aux piliers monocylindriques isolé représente un retour vers une disposition fréquente jusqu'au début de la période rayonnante, influencée par Notre-Dame de Paris. Normalement l'architecture flamboyante veut que le profil des se continue en partie sur les piliers, ou que ceux-ci soient ondulés, comme dans la partie haute des arcades sous la base du clocher. Toutes les arcades sont en arc brisé surbaissé ; les premières arcades ne sont pas en plein cintre contrairement à ce que dit Louis Régnier en l'expliquant par leur largeur plus importante, qui ne correspond pas non plus à la réalité,.
Des tailloirs des chapiteaux, naissent de simples renflements dans les murs hauts de la nef, qui à partir de culs-de-lampe sculptés de feuillages et d'oves, prennent un profil plus élaboré se composant de deux gorges de part et d'autre du renflement central, qui correspond à la retombée des doubleaux. Les autres moulures s'arrêtent sous la forte corniche qui délimite inférieurement les galeries du second niveau d'élévation. Ces galeries remplacent le triforium en usage aux XIIe et XIIIe siècles jusqu'au début du XIVe siècle, et qui existe dans le chœur. Leur particularité est de se présenter comme des coursières aux balustrades ajourées, et non comme des couloirs ouvertes sur la nef par des baies. Les galeries sont interrompues par les piliers de la nef et accessibles via les combles des bas-côtés, par des portes dans les murs de refend. Elles n'ont pas de plafond, et par conséquent, les murs de l'étage des fenêtres hautes sont pratiquement établis en continuité avec les murs de refend de la galerie, et sont placés en retrait par rapport aux murs de l'étage des grandes arcades. Malgré tout, comme il a déjà été dit, la retombée des doubleaux se fait par des ondulations qui les relient aux chapiteaux des grandes arcades. De cette contrainte choisie délibérément par l'architecte, résulte la nécessité de placer les formerets des hautes-voûtes en avant des murs de l'étage des fenêtres hautes. Les formerets ont donc dû être reliés aux murs par des massifs de maçonnerie d'un effet disgracieux, ce qui fait dire à Louis Régnier que la nef est beaucoup moins élégante que pittoresque. Elle n'a pas son semblable dans la région, mais correspond à un parti fréquent en Basse-Normandie dès la fin du XIIIe siècle. La plupart des nefs flamboyantes des petites et moyennes églises de la région présentent par ailleurs des murs hauts aveugles. Ici, l'architecte a trouvé un motif différent pour chaque section des balustrades, et il a prévu des fenêtres hautes. Elles sont petites et n'occupent que la partie supérieure de la lunette des voûtes, mais épousent la ligne des formerets et occupent toute la largeur disponible. L'on suppose que c'est par souci de préserver la vue sur le clocher qu'on a renoncé à rendre les fenêtres plus hautes. Les fenêtres sont subdivisées verticalement par quatre meneaux, et au centre, l'on identifie le sommet d'une lancette trilobée. D'après Michel Join-Lambert, la sècheresse de ce remplage annonce la Renaissance, mais il faut admettre que la forme très basse des baies ne laisse guère de place pour des réseaux flamboyants complexes ,.
Les nervures des ogives et doubleaux sont au profil de deux cavets superposés par des arêtes, qui est parmi les plus répandus à l'époque flamboyante. Les ogives pénètrent dans les doubleaux un peu au-dessus des balustrades. Puis ce sont seulement les doubleaux qui retombent sur les culs-de-lampe déjà mentionnés, et dont le décor résolument flamboyant comporte par ailleurs des animaux, trois reptiles et un écureuil, un lézard, un oiseau, outre les feuillages et oves. Au revers de la façade, les nervures se situent exceptionnellement au niveau du mur extérieur placé en retrait, et non au niveau des murs du rez-de-chaussée. Les ogives retombent ici sur des culs-de-lampe d'une facture différente qui représentent des personnages, un moine et un laïc, tenant des phylactères vides. Les clés de voûte sont ornées d'un soleil, d'une fleur et d'un écusson porté par deux hommes nus, qui ne sont pas des anges contrairement à ce que dit Michel Join-Lambert : les pieds ressemblent à des mains, et des queues se détachent entre les jambes. Pour revenir au mur occidental, il est donc également muni d'une galerie, dont la balustrade es semblable aux autres. Les parties hautes sont beaucoup plus heureuses, car la retombée des voûtes dans les angles de la nef n'a pas nécessité les massifs de maçonnerie, et la fenêtre est beaucoup plus haute, mais aussi plus étroite. Son remplage flamboyant assez classique se compose de deux lancettes trilobées surmontées d'un soufflet et de deux mouchettes. Fait assez rare, le portail principal est aussi décorée à l'intérieur, et s'ouvre sous une archivolte en tiers-point moulurée, et entre deux colonnettes garnies de chapiteaux du XIIIe siècle. Ils constituent l'unique preuve matérielle de la reconstruction de la nef au XIIIe siècle, qui n'a pas dû affecter ses dimensions. Cette décoration a longtemps été dissimulée par un tambour de porte, et lors d'une restauration au XIXe siècle, la partie inférieure des colonnettes et les bases ont malheureusement été supprimées ,.

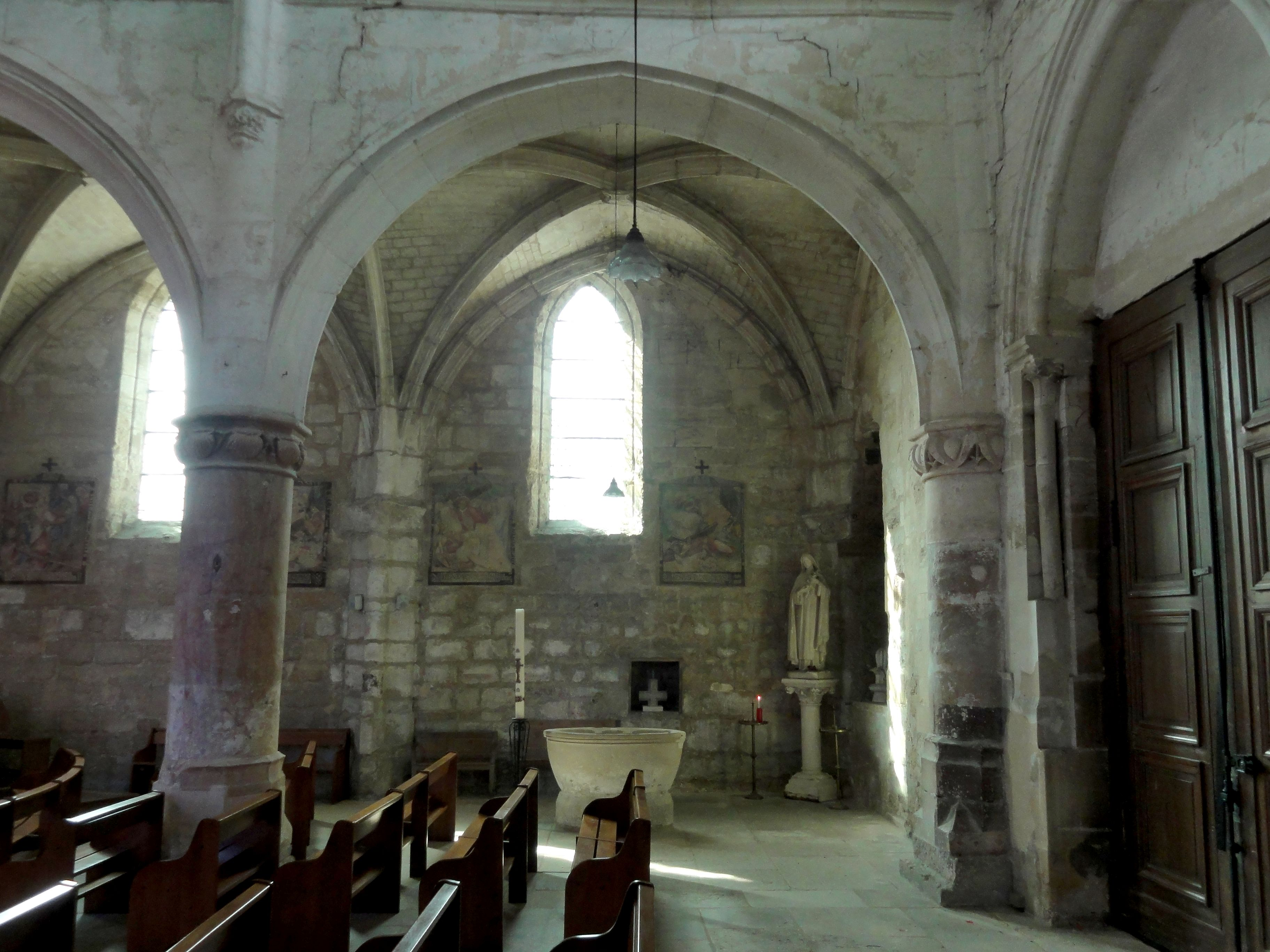
1re grande arcade du sud.
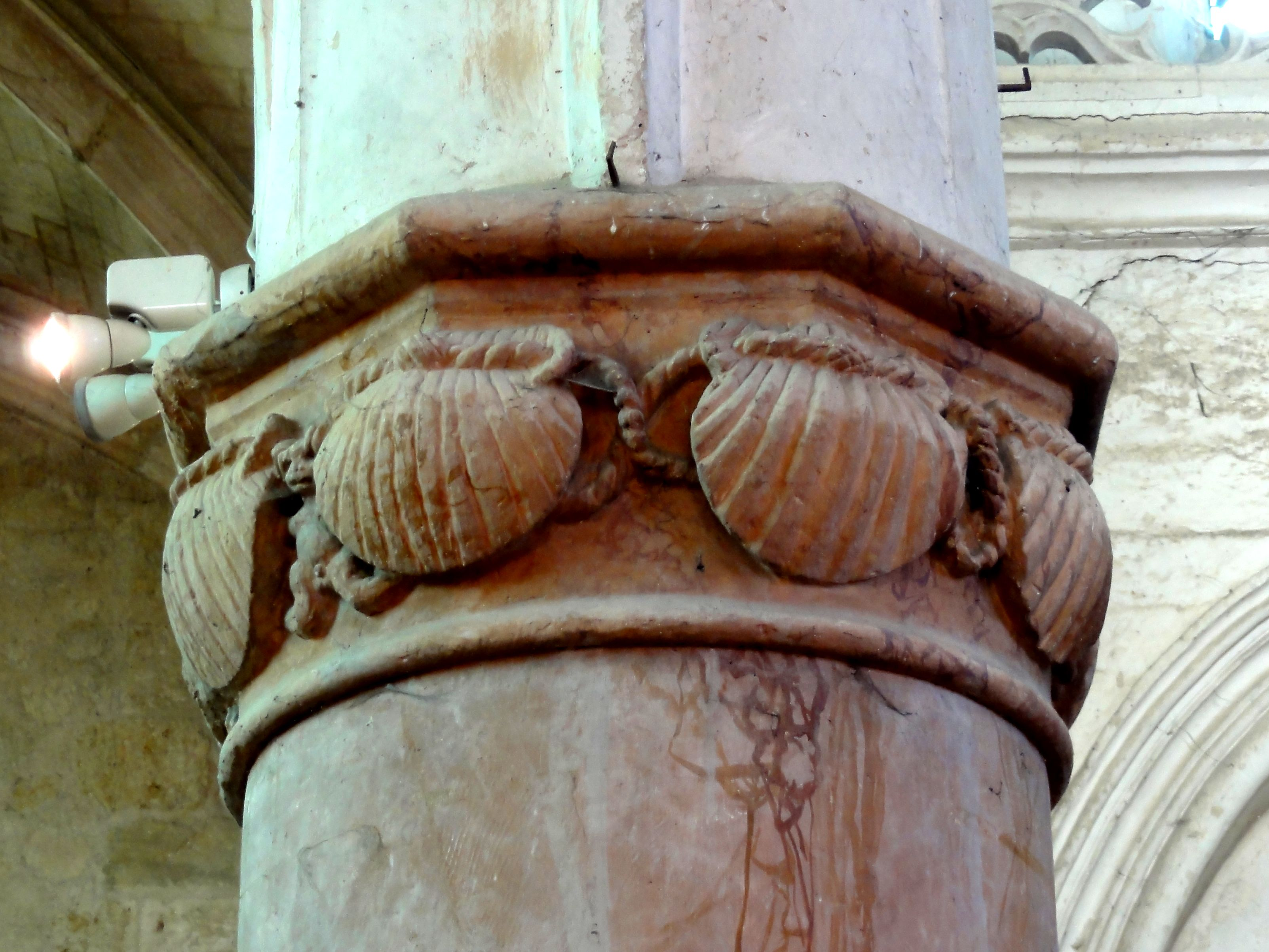
Chapiteau du 1er pilier du sud.
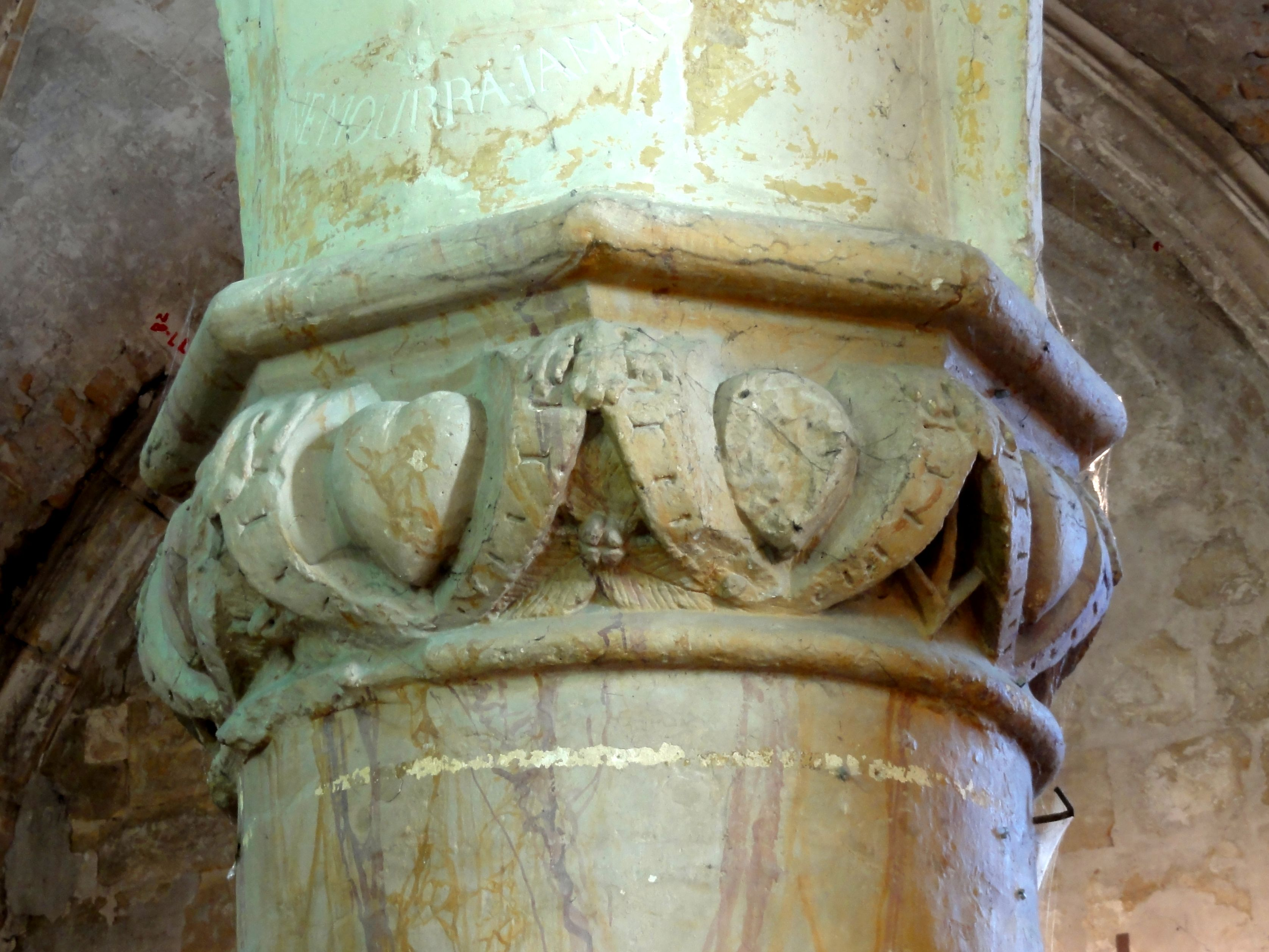
Chapiteau du 2e pilier du nord.
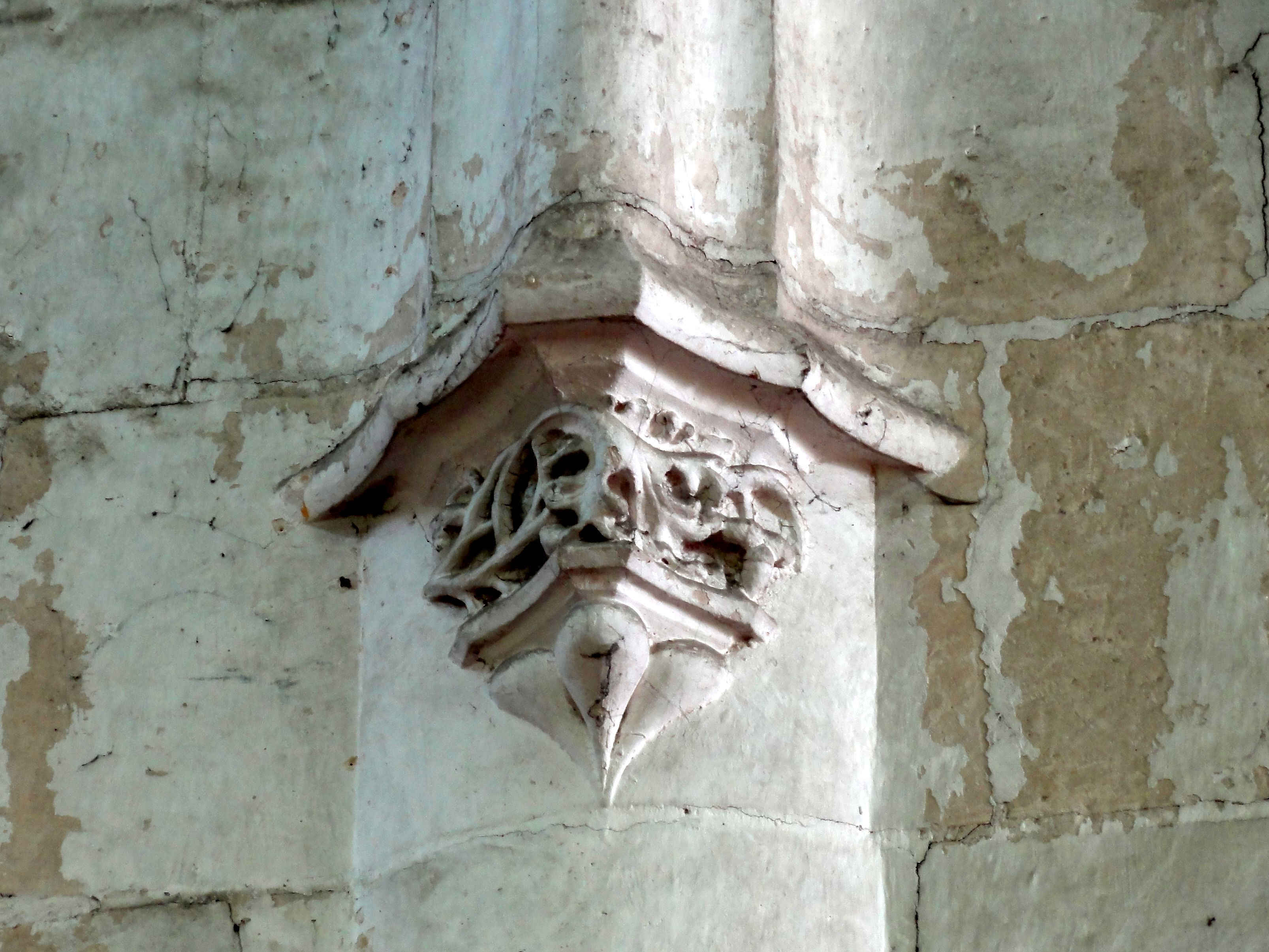
Cul-de-lampe au nord.
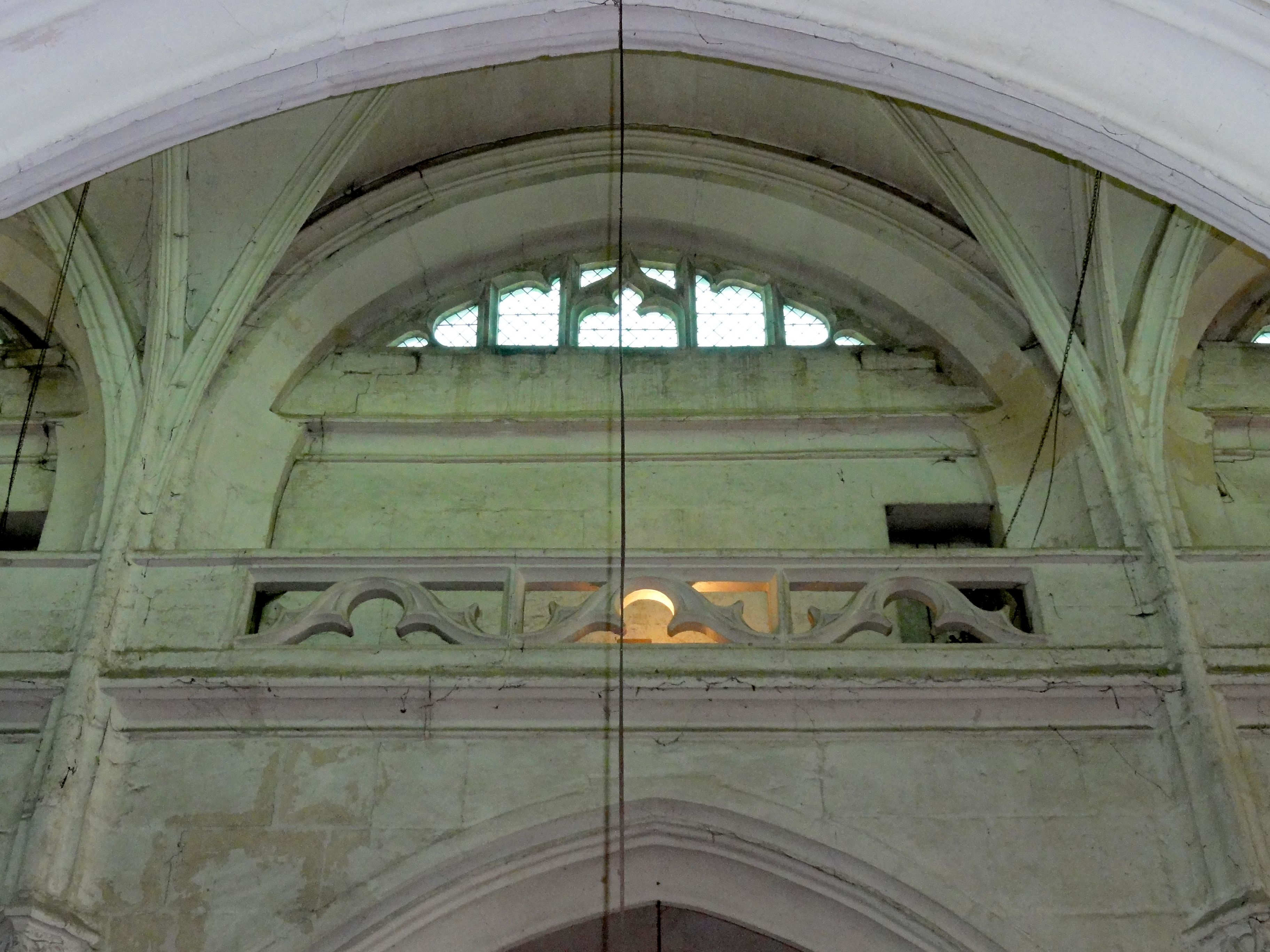
Parties hautes côté nord.
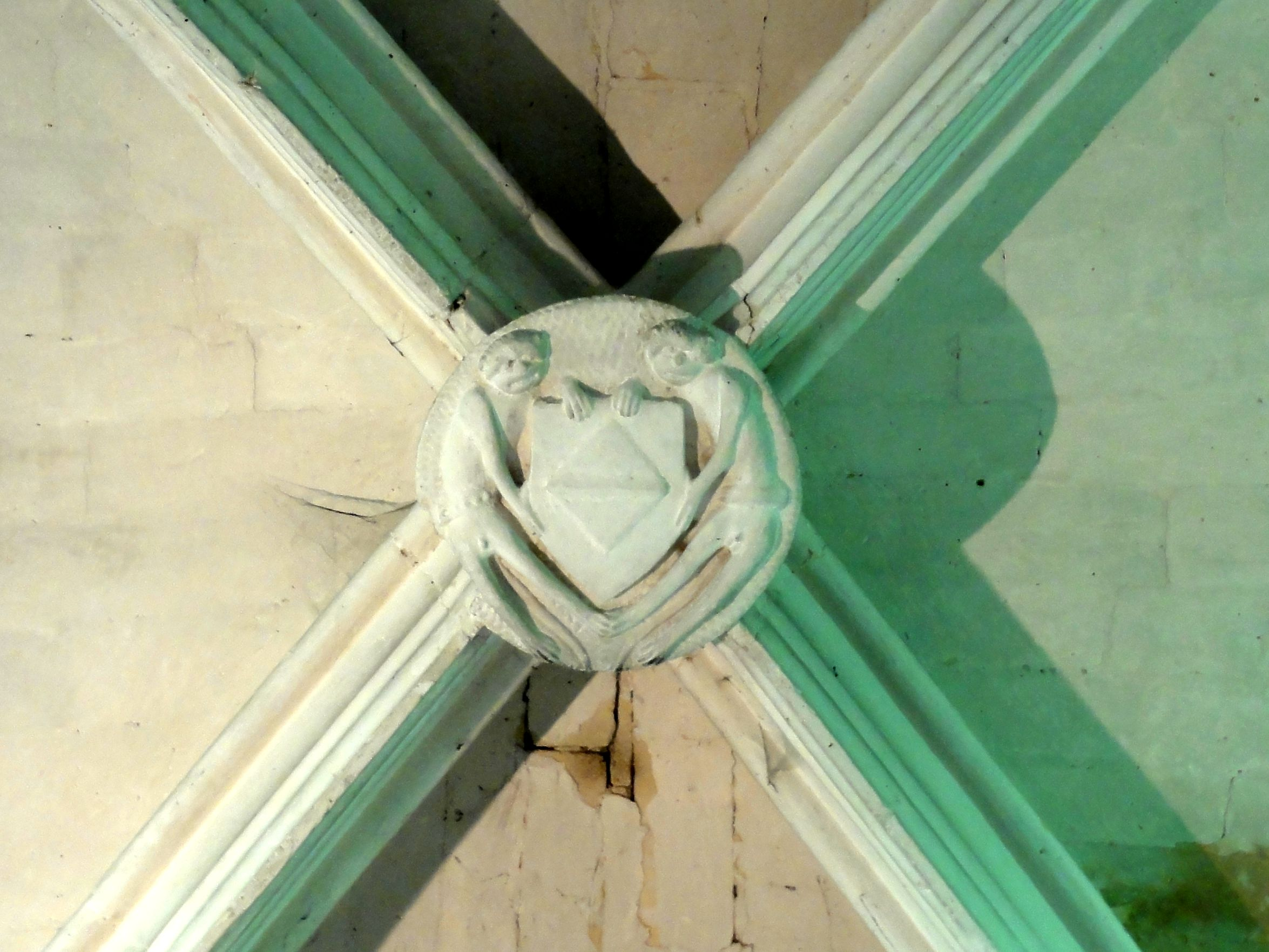
Clé de voûte de la 3e travée.

#### Bas-côtés

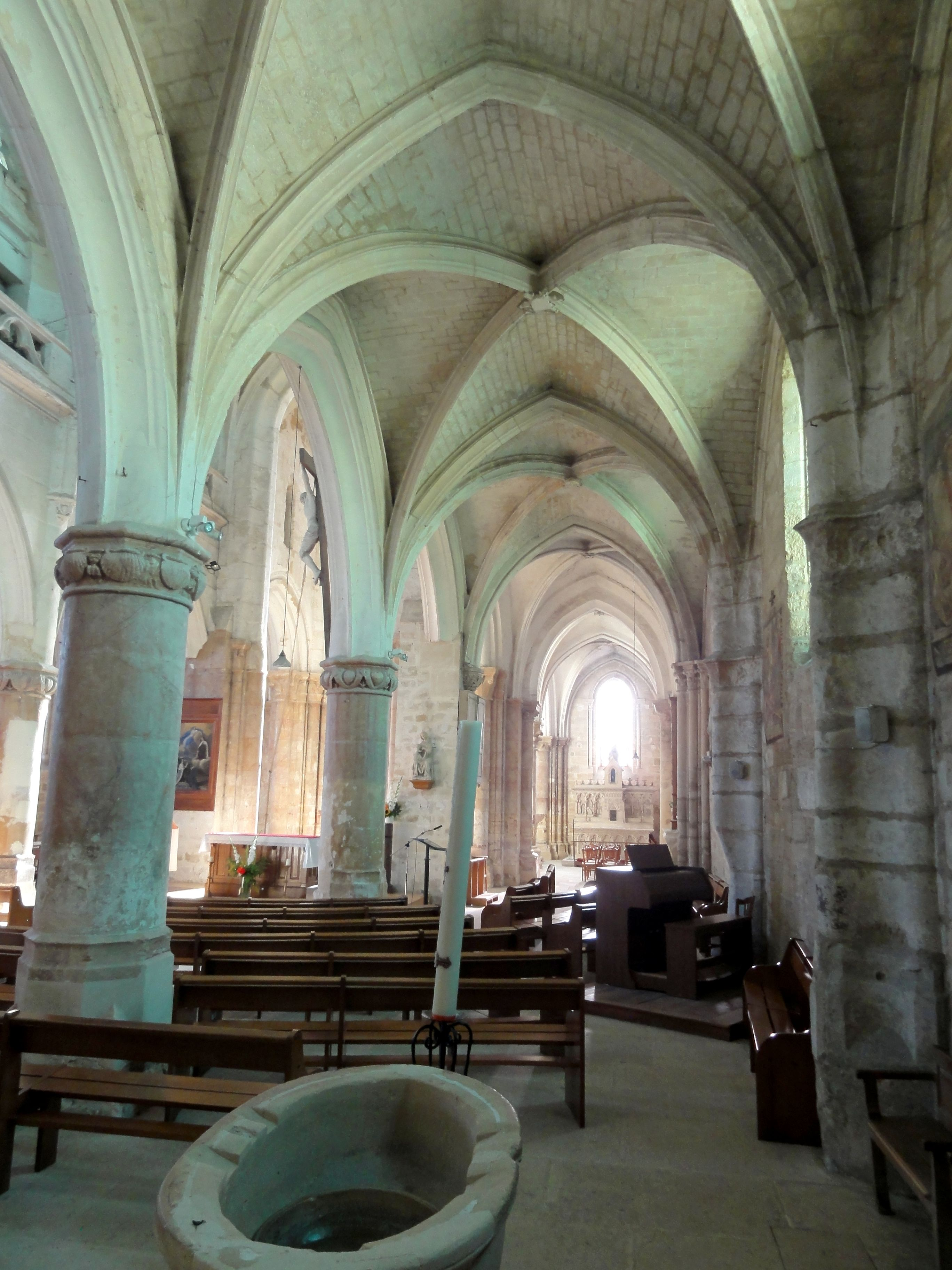
Bas-côté sud, vue vers l'est.

Les murs et fenêtres des bas-côtés sont encore du XIIIe siècle, sauf la première travée côté nord, dont le mur fait partie du porche construit au XVIe siècle. L'une de ses deux portes a été bouchée depuis la réouverture de la porte dans le mur occidental de la même travée. Les fenêtres ne cachent par ailleurs pas leur époque et sont des lancettes simples assez aigües, parfois mal alignées et excentrées par rapport au milieu des murs. L'étroitesse des fenêtres laisse paraître improbable qu'elles aient jamais possédé un remplage. Les murs ne sont pas du tout décorées. Sur le mur méridional de la première travée du bas-côté sud, Michel Join-Lambert reconnaît le formeret de la voûte du XIIIe siècle. En fait l'on voit seulement un léger décrochement et une légère différence du teint de la pierre tout à droite, tant sous la lunette de la voûte qu'un peu plus bas. Mais ce que Michel Join-Lambert en déduit est indéniable : la travée était initialement plus courte que les autres. L'auteur s'interroge sur les raisons sans trouver de réponse : mais peut-être, la travée entière n'était-elle pas plus courte, mais il y avait à l'angle une tourelle d'escalier comme à Haravilliers. La nef en est aujourd'hui dépourvu et l'on n'accède aux galeries qu'en empruntant l'escalier près du chevet et en passant par les combles des anciens croisillons. Une niche carrée existe par ailleurs dans le mur en question, qui ne paraît pas avoir été une piscine. Si le portail du mur occidental du bas-côté sud a été rétabli, il n'a pas pour autant été rendu utilisable : il existe une différence de hauteur par rapport au sol, qui aurait nécessité la construction d'un escalier,.
Sauf à l'intersection avec les anciens croisillons, les supports et les voûtes des bas-côtés ont été entièrement reconstruits au XVIe siècle. Des demi-piliers ondulés simples, au profil de deux larges gorges encadrant un renflement central, sont engagés dans les murs latéraux à l'intersection entre les travées, et des quarts de piliers se trouvent dans les angles nord-ouest et sud-ouest. Ils supportent des chapiteaux flamboyants qui ont été grattés à un tel point lors d'une restauration au XIXe siècle, que le décor a en grande partie disparu. Sur chaque chapiteau, l'on peut toutefois encore reconnaître un animal, comme par exemple un chien dormant dans l'angle nord-ouest. Les nervures des voûtes sont pénétrantes, et le profil est le même que dans la nef. Les clés de voûte sont également de la même facture, mais présentent des motifs toujours différents. L'une fait exception : C'est celle de la dernière travée du bas-côté nord, qui comporte un haut-relief de saint Michel terrassant le démon, réalisation que Louis Régnier qualifie d'une délicate naïveté : tout en évoquant l'art populaire, l'adresse du sculpteur est remarquable. À côté, l'on voit un écusson de trois fleurs de lys martelées à la Révolution, puis une rosace ornementale. Dans le bas-côté sud, l'on voit une rosace différente, un écusson aujourd'hui vierge de tout relief, et un blason mi-parti de trois fleurs de lys écartelées d'hermines, au premier et quatrième d'une fleur de lys, au deuxième et troisième d'hermines : ce sont vraisemblablement les armes de Claude de France (1499-1524), et Louis Régnier en déduit une date d'achèvement antérieur à la mort de la première femme de François Ie. — À l'est, les grandes arcades se fondent dans un massif de maçonnerie plaqué devant les piles occidentales du clocher, et de ce côté, les ogives retombent sur des culs-de-lampe de feuillages vers l'intérieur des anciens croisillons, qu'ils partagent avec les ogives de ces derniers. Du côté des murs extérieurs, subsistent des faisceaux de cinq colonnettes aux chapiteaux de crochets du XIIIe siècle,.

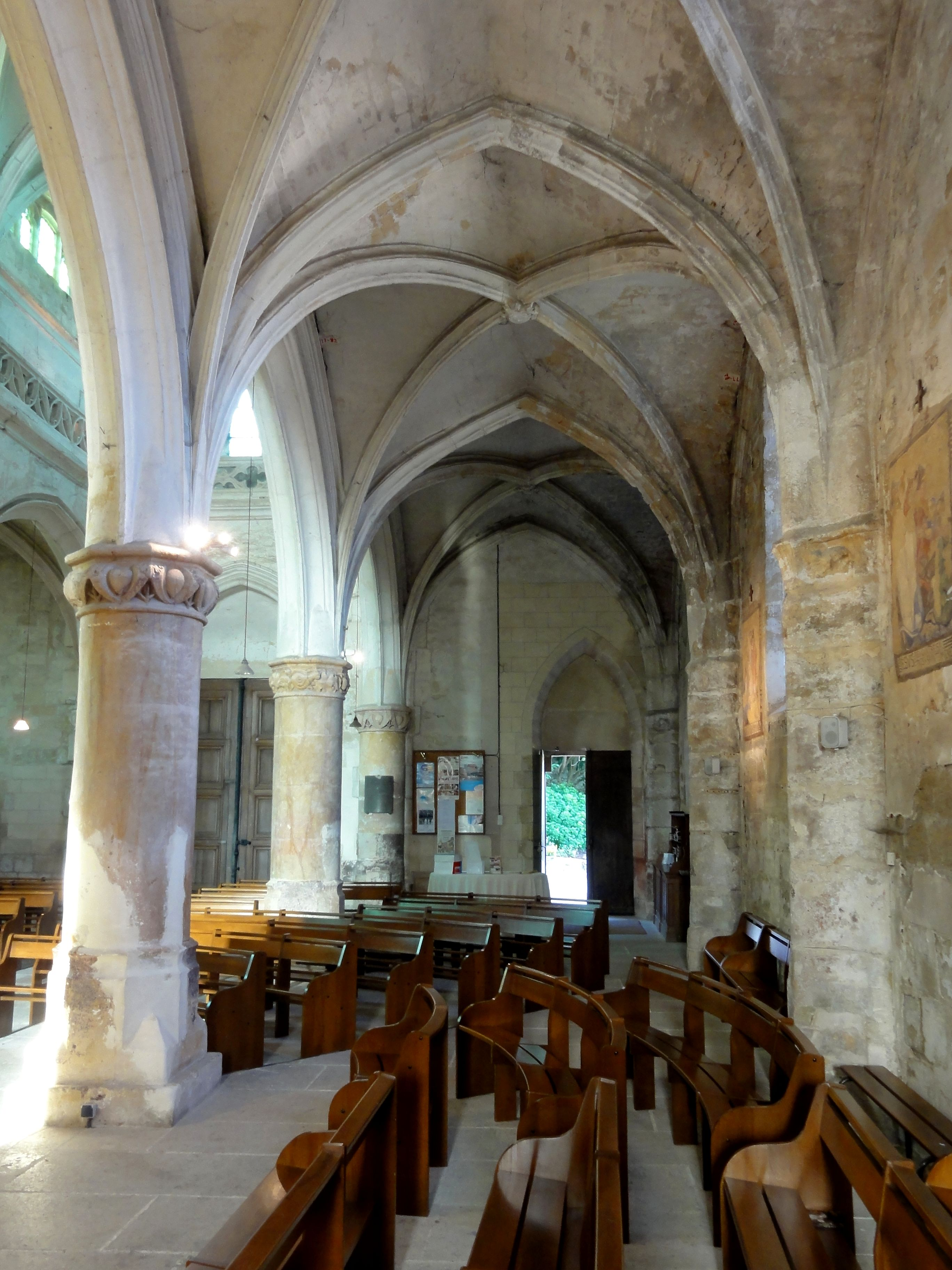
Bas-côté nord, vue vers l'ouest.
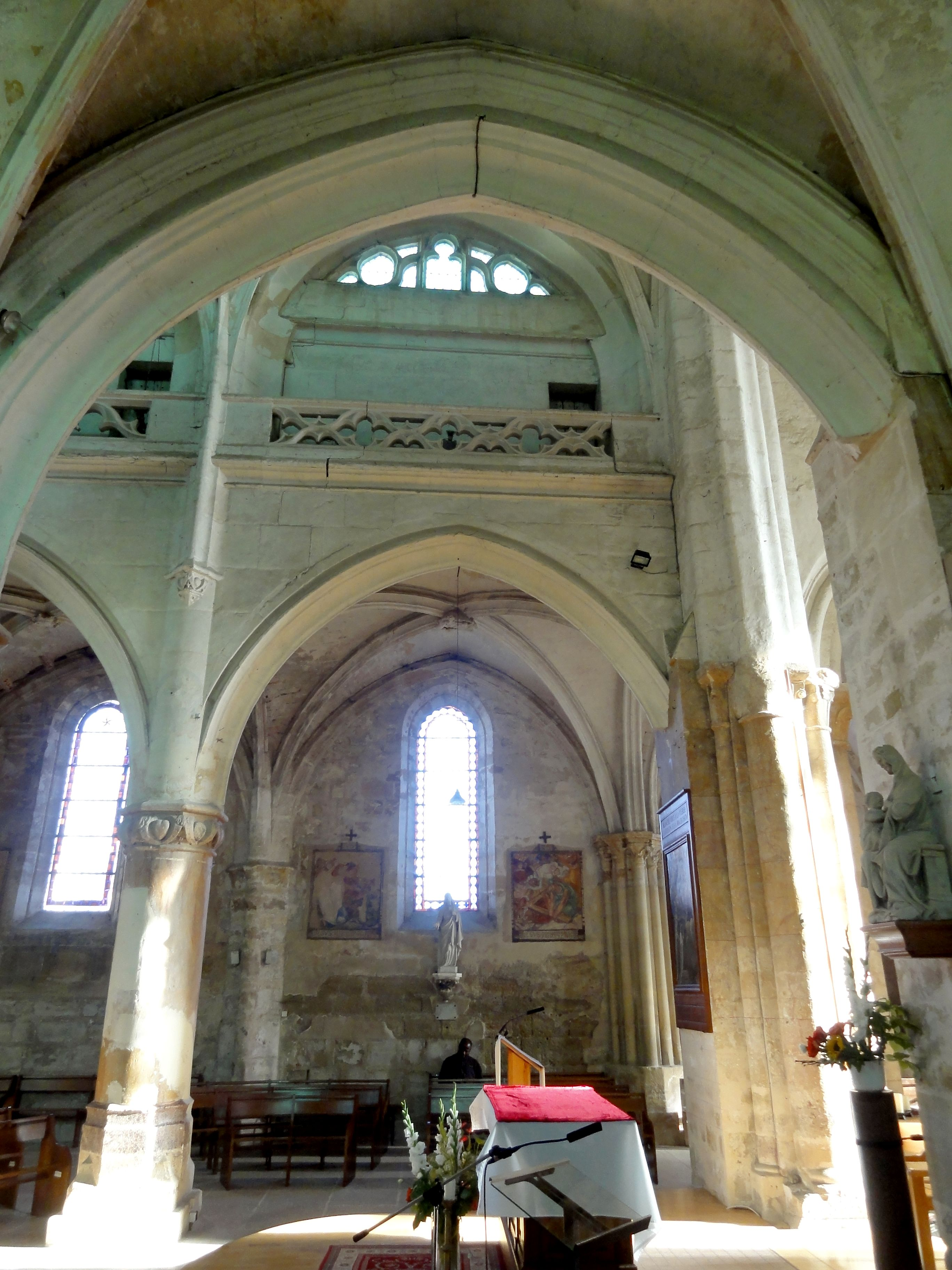
Vue par la 3e grande arcade du sud.
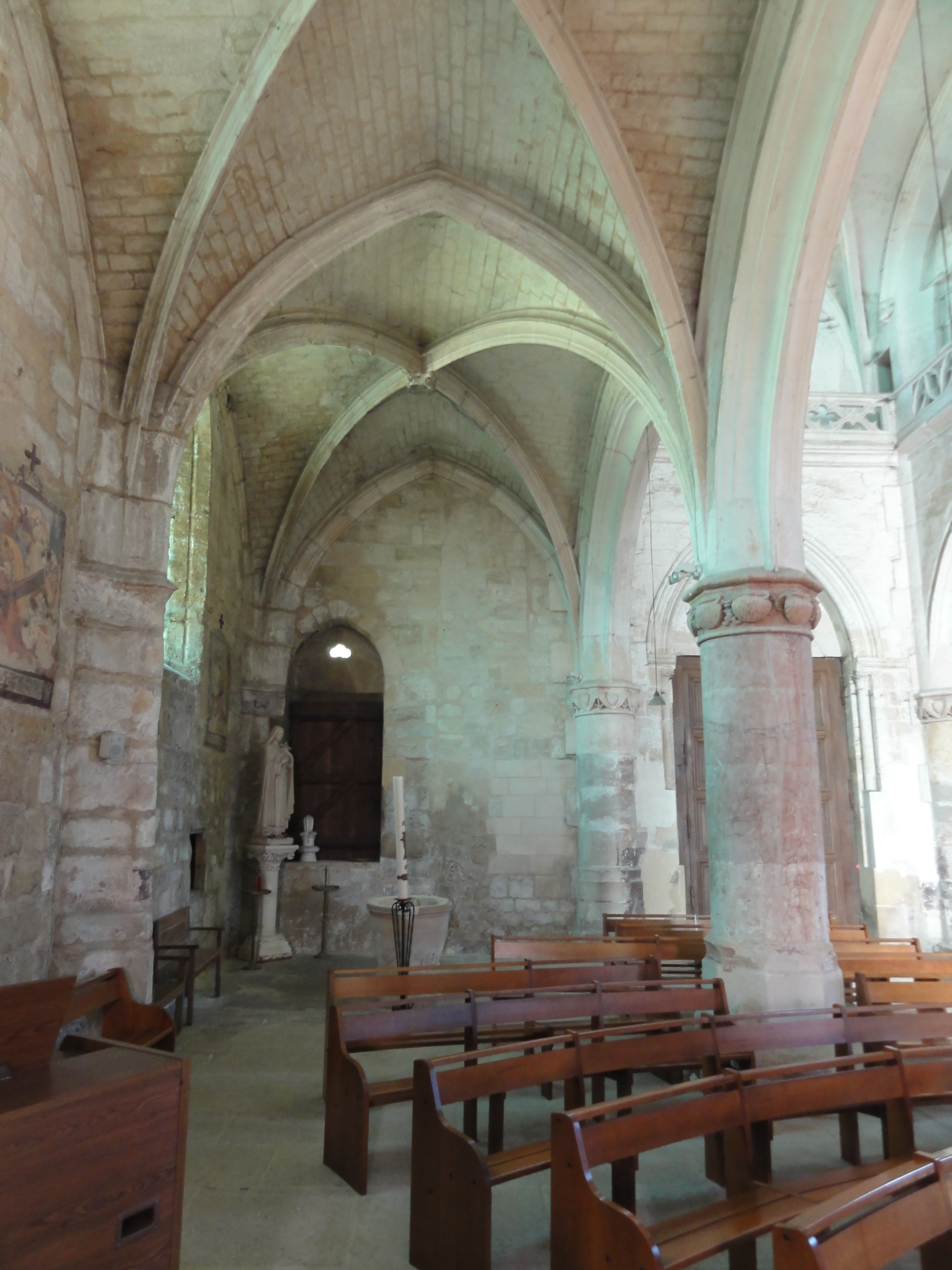
Bas-côté sud, vue vers l'ouest.
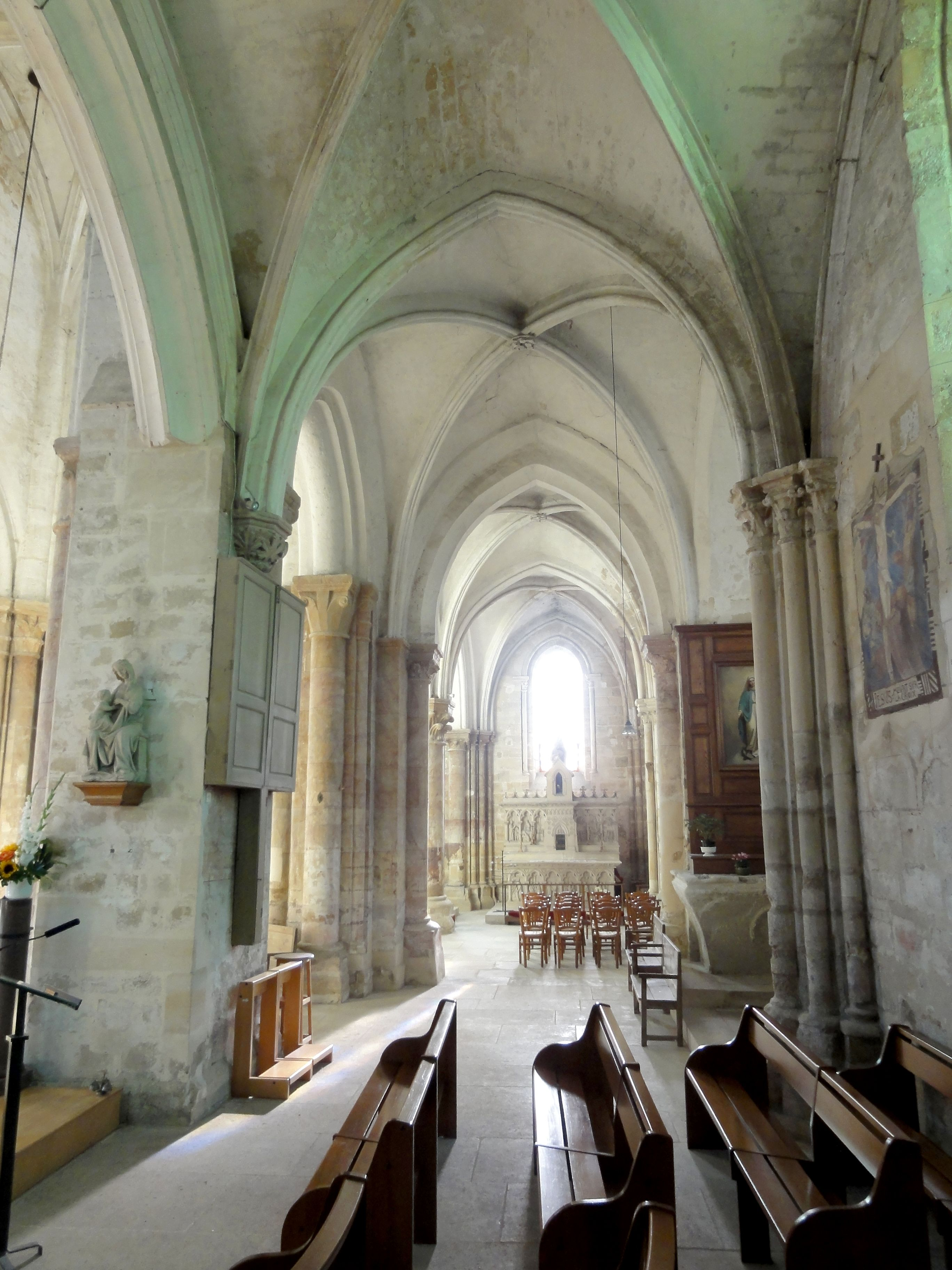
Bas-côté sud, vue dans le croisillon sud.
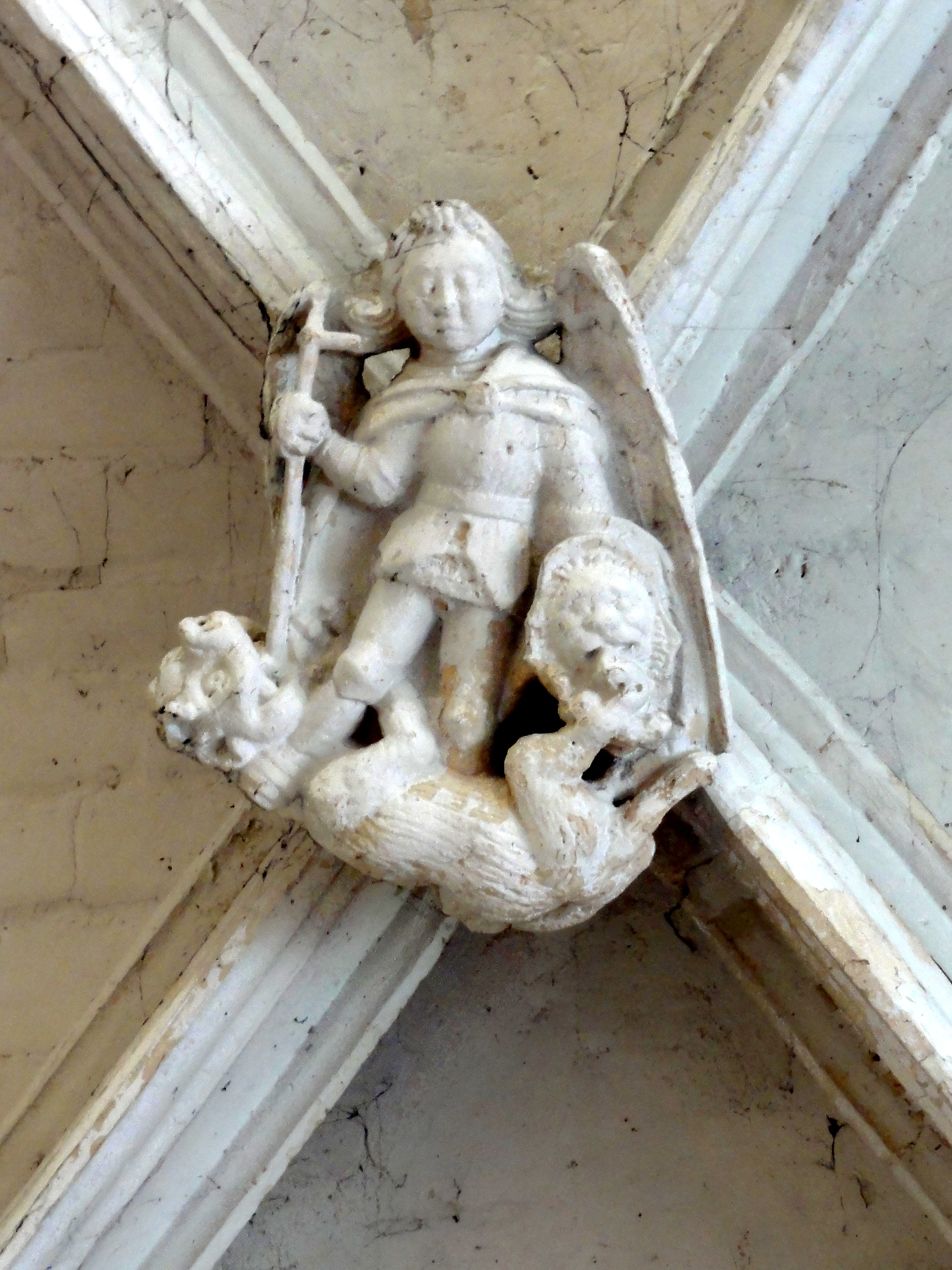
Clé de voûte : Saint Michel terrassant le démon.
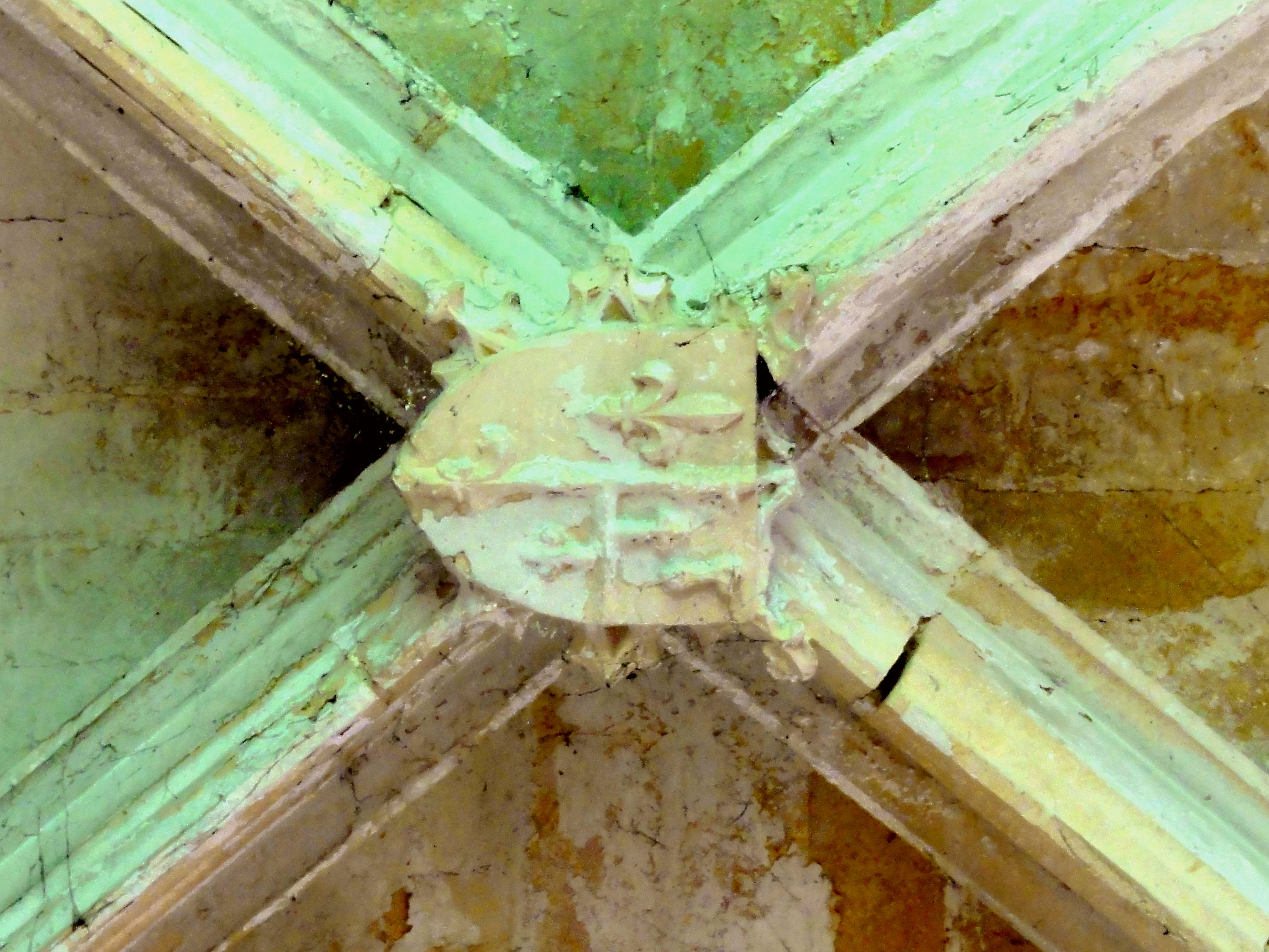
Clé de voûte : Armes de Claude de France.

#### Base du clocher

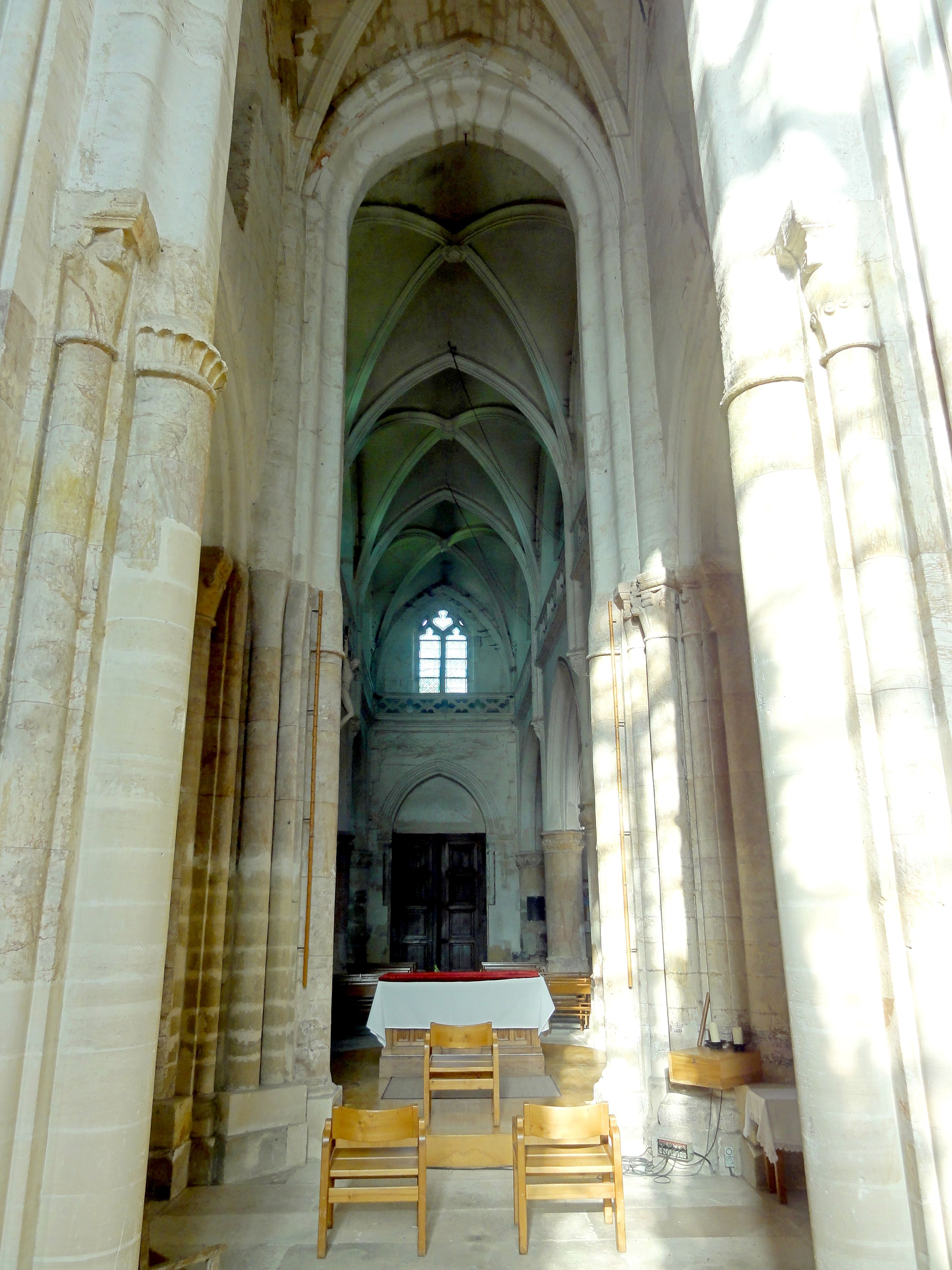
Base du clocher, vue vers l'ouest.

Autour de la base du clocher qui constitue en même temps la croisée du transept, quatre époques se côtoient, donc trois sur les piles du clocher elles-mêmes. Aujourd'hui, la nef communique avec le chœur par deux hautes et étroites arcades, qui reposent sur des piliers ondulés du XVIe siècle, qui a leur tour prennent appui sur les faisceaux d'une colonne et de deux colonnettes romanes qui supportaient les anciens doubleaux, et qui régissent en même temps la largeur des arcades. Ce rehaussement de la base du clocher remonte à l'époque de la reconstruction flamboyante de la nef, et a permis de porter l'ensemble des travées du vaisseau central à la même hauteur. C'est une performance prodigieuse de la part du maître d'œuvre qui dût assurer en même temps la stabilité du clocher, ce qu'il réussit apparemment à merveille. La transformation est la même qui s'opéra trois siècles plus tôt dans l'église Saint-Aubin d'Ennery, où un clocher roman s'interpose entre une nef gothique primitive et un vaste chœur Renaissance. Deux églises dans la région illustrent comment nef et chœur peuvent être cloisonnés du fait de l'existence d'une base de clocher trop exigüe : l'église Saint-Étienne de Cambronne-lès-Clermont et l'église Saint-Martin de Cormeilles-en-Vexin, où par ailleurs s'est montré toute la problématique du contrebutement du clocher. En effet, depuis la construction du chœur gothique, celui-ci a plusieurs fois menacé de s'écrouler car n'opposant pas assez de résistance au clocher, dont la base n'a pourtant pas été rehaussé. Dans l'église Saint-Pierre-et-Saint-Paul de Sarcelles par contre, le clocher roman d'un seul étage de baies a été entièrement repris en sous-œuvre à la période gothique, de sorte de faire entièrement disparaître la base primitive,.
À Jouy-le-Moutier, les piles, colonnes et colonnettes romanes restent toutes en place. Les arcades en tiers-point et à double rouleau vers les croisillons sont également romans. La préférence de l'époque était encore pour le plein cintre comme le montrent les portes reliant l'ancien premier étage aux combles, et les baies à l'extérieur. Les maîtres-maçons savaient toutefois que le tiers-point apporte davantage de solidité, et l'ont donc employé pour toutes les arcades devant supporter une charge. Au sud, le formeret roman en tiers-point est par ailleurs toujours en place. Il n'y a pas d'autres vestiges de la voûte d'ogives initiale d'autour de 1130. La voûte actuelle est flamboyante et comporte un trou de cloches en son milieu ; les nervures sont toutes pénétrantes. — Seulement quelques-uns des chapiteaux ont été supprimés : les quatre gros chapiteaux des colonnes sous les nouvelles arcades (dont la partie inférieure à godrons d'un chapiteau subsiste toutefois), et les chapiteaux dans l'angle sud-ouest de la base du clocher. Ces chapiteaux n'ont pas été enlevés, mais seulement burinés pour leur faire perdre tout relief. Les petits chapiteaux, qui sont au nombre de trois dans les quatre angles de la base du clocher, et au nombre de deux à l'extérieur de chacune des quatre arcades, avaient comme vocation de supporter les doubleaux secondaires des arcades et les ogives. Ils sont généralement sculptés de longues feuilles méplates, terminées en volutes d'angle. Une fois, la partie inférieure de la corbeille est couverte d'écailles triangulaires qui évoquent un artichaut. Les gros chapiteaux, qui sont au nombre de deux par arcade, et dont seulement quatre subsistent en intégralité, présentent davantage de variété. Mais ils ont tous des volutes d'angle et présentent sur la partie inférieure une collerette de feuilles stylisées ou des godrons. Un modillon cubique ou, dans un cas, une fleur rosacée rappelant vaguement la rosace du chapiteau corinthien, se détache au centre de la face principale, en dessous du tailloir. Les volutes sont les extrémités recourbées de feuilles plates, ou donnent naissance à des palmettes d'une grande simplicité. La facture de ces chapiteaux est archaïque, et la plupart des tailloirs le sont aussi. L'état de conservation est bon, alors que la plupart des bases a malheureusement disparu. Elles comportent deux tores inégaux séparés par une scotie, et des griffes d'angle. Certaines bases encore en place ont été maladroitement refaites au XIXe siècle. Les socles sont carrés et diminuent en hauteur du bas vers le haut, moyennant des glacis,.

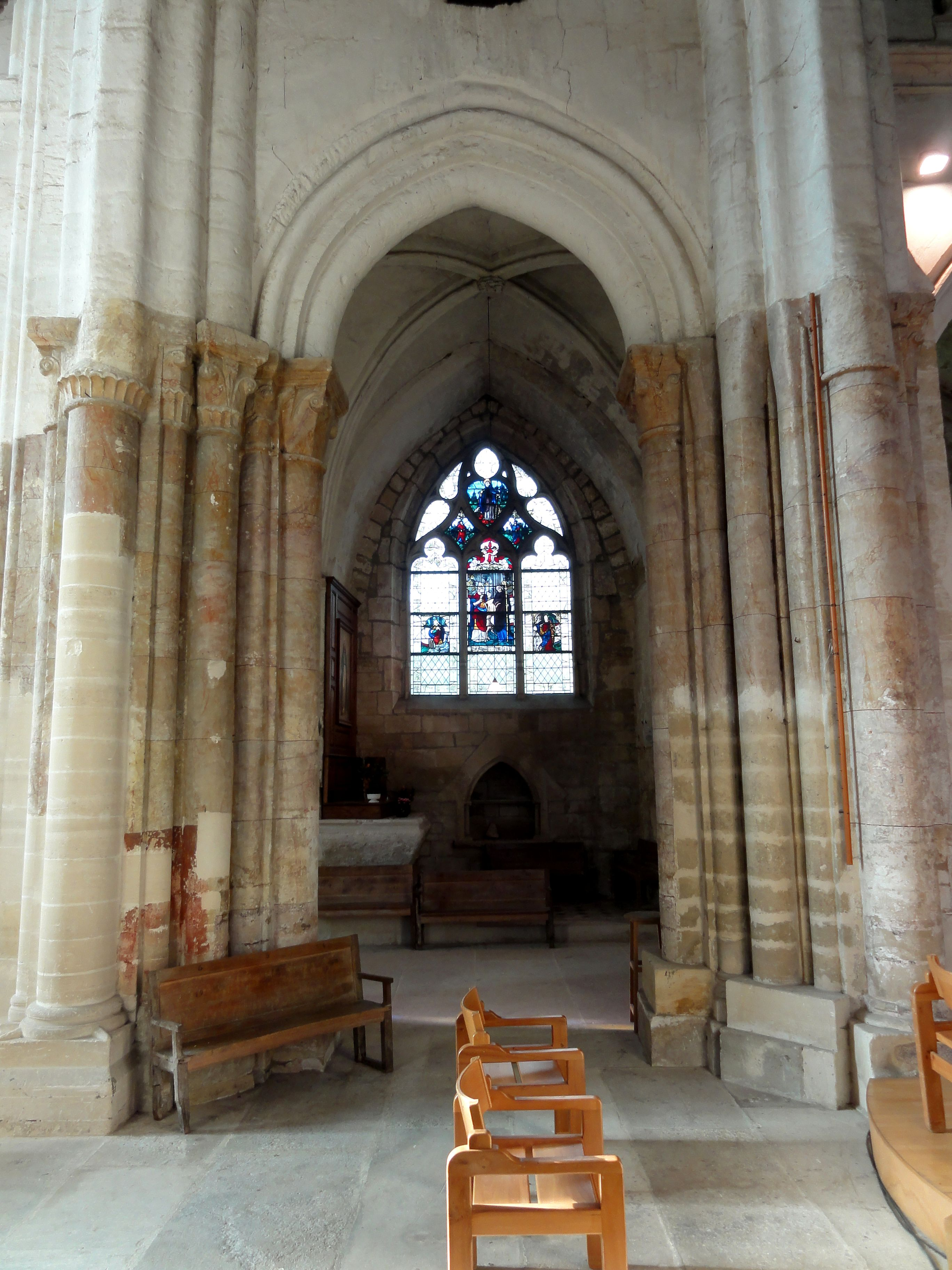
Base du clocher, vue vers le sud : doubleau et formeret romans.
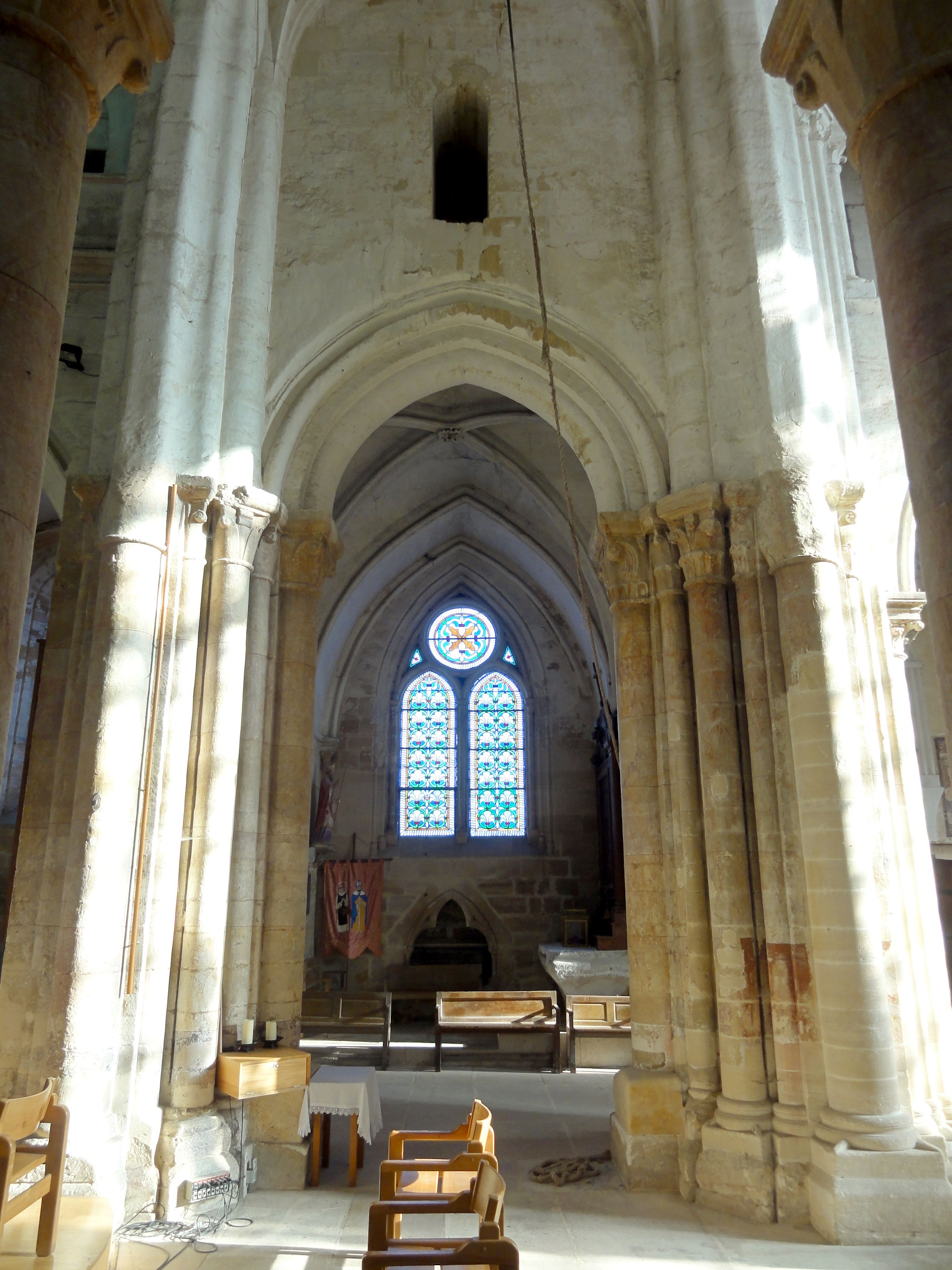
Transept, vue sud-nord ; à droite, bases refaites.
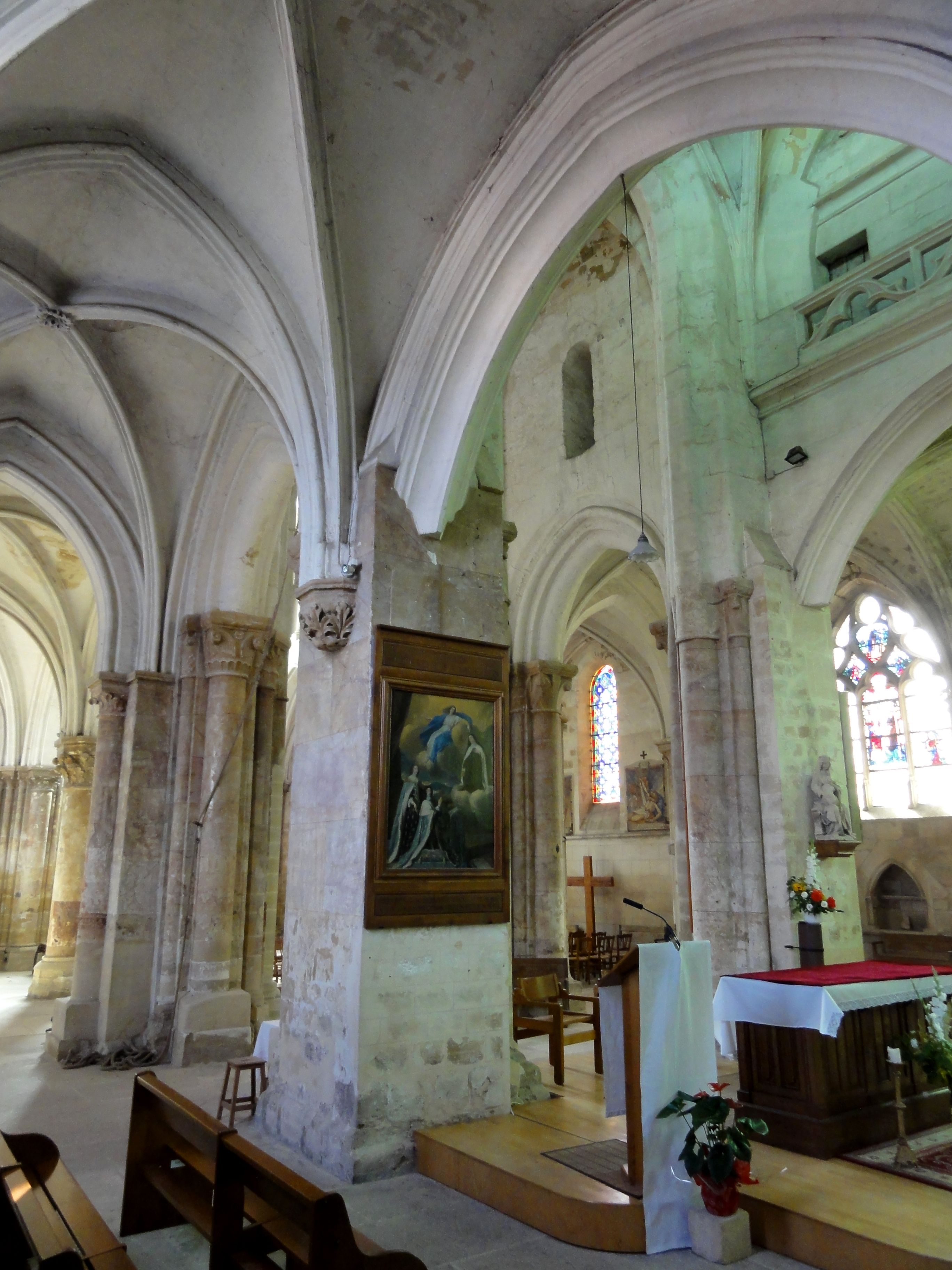
Vue sur les piles du clocher depuis le bas-côté nord de la nef.
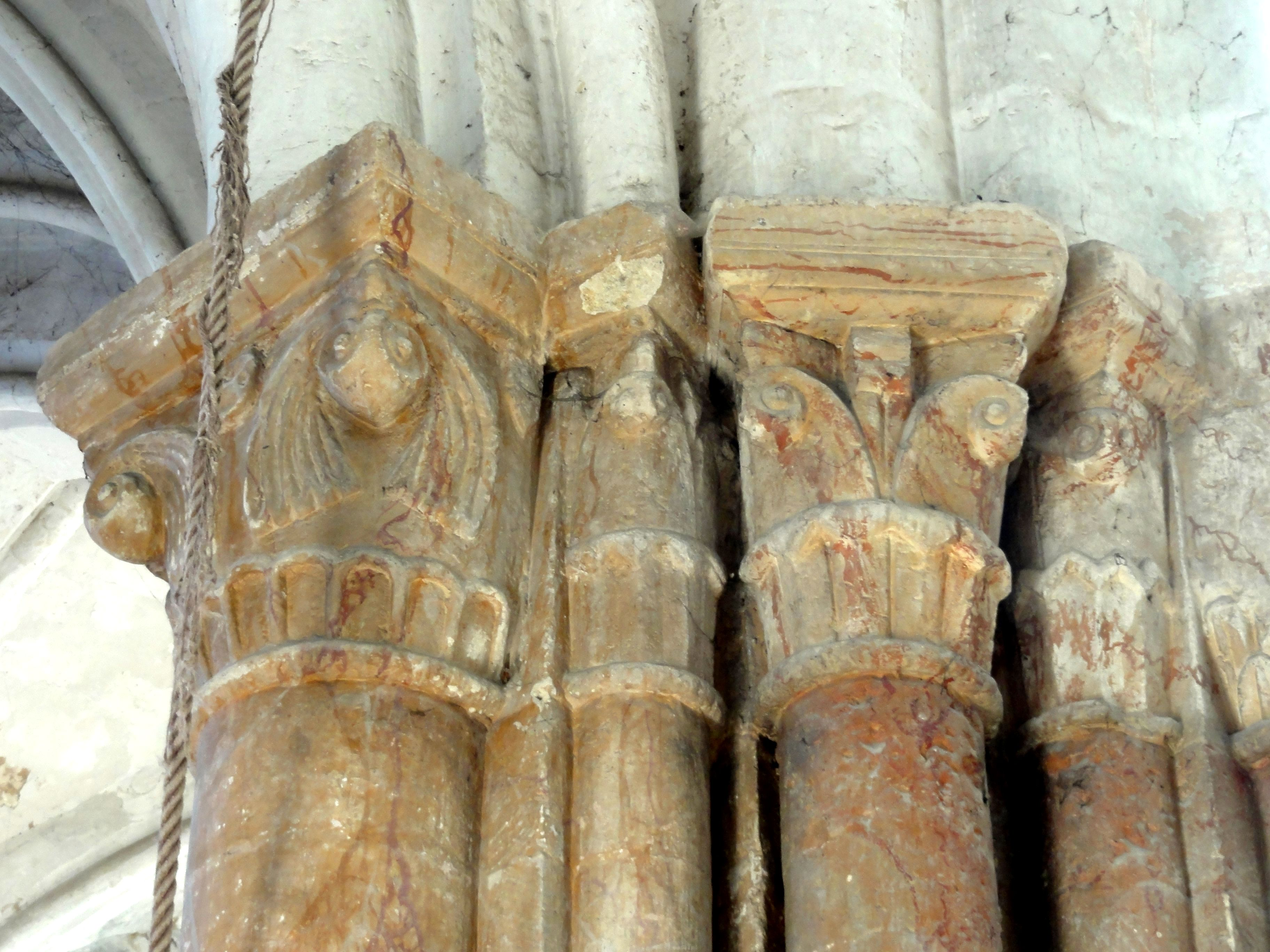
Chapiteaux dans l'angle nord-est ; à g., arcade vers le croisillon nord.
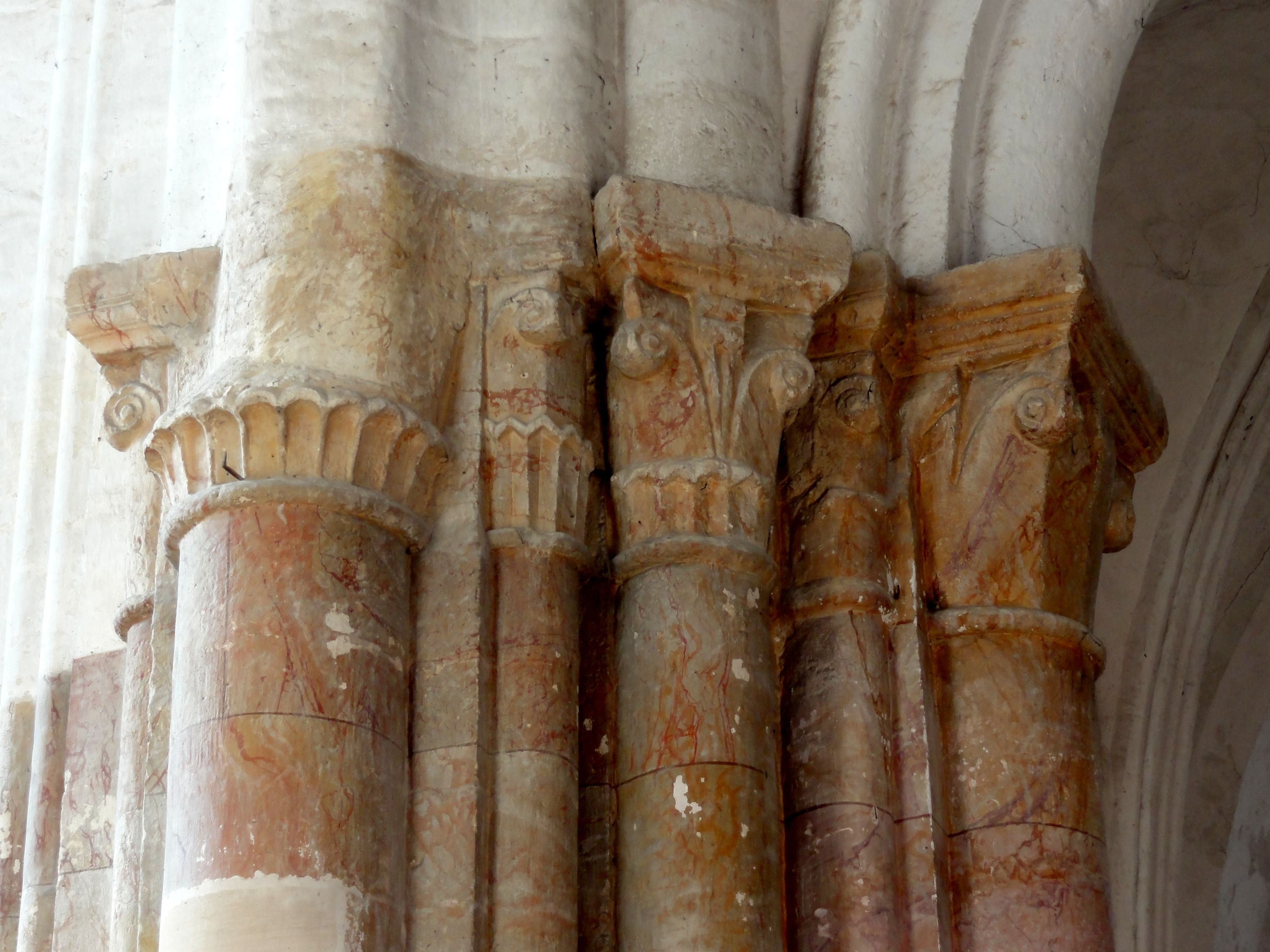
Chapiteaux dans l'angle sud-est ; à dr., chapiteau à moitié supprimé.
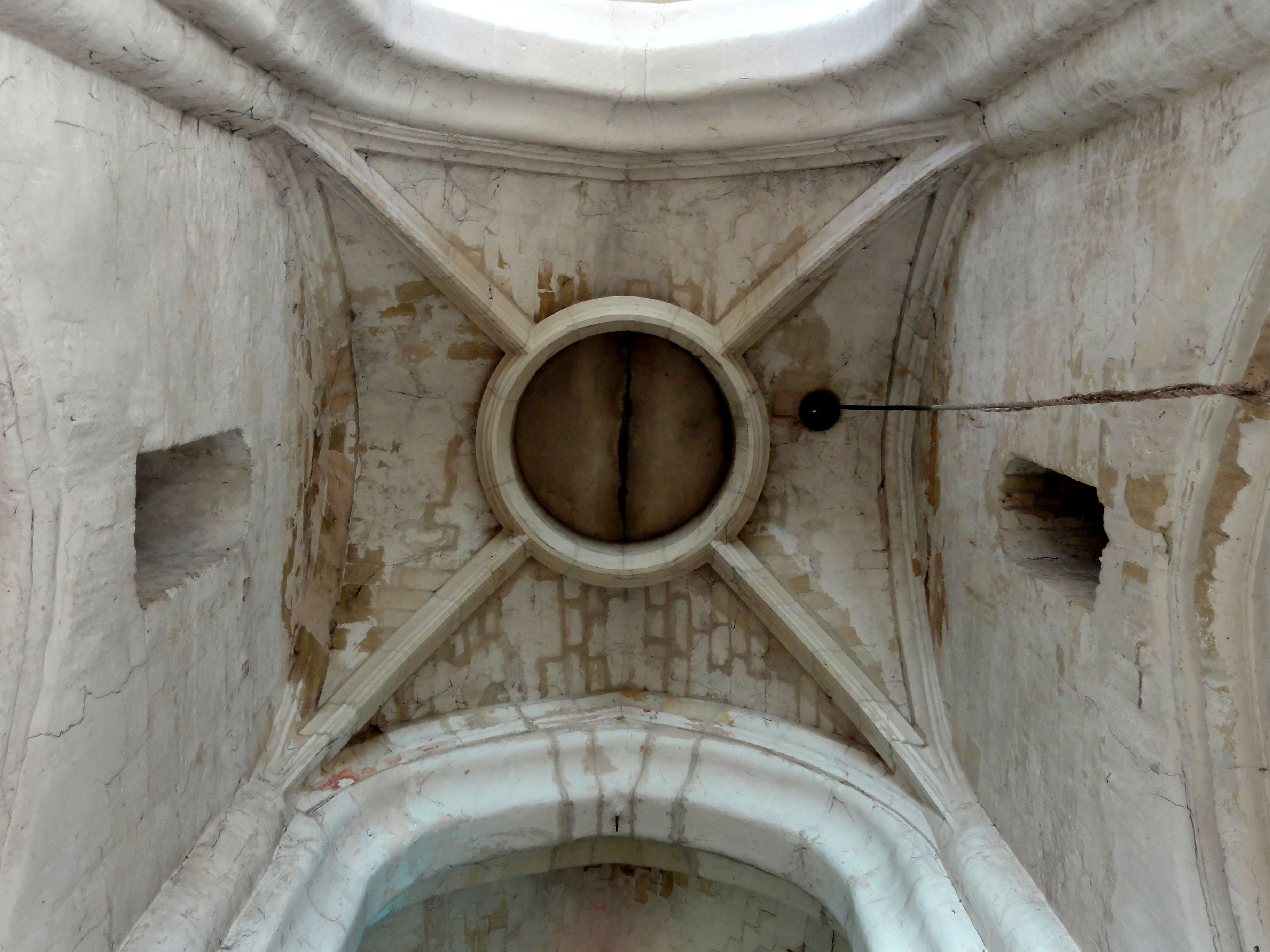
Voûte de la croisée et portes romanes ouvrant dans les combles.

#### Anciens croisillons

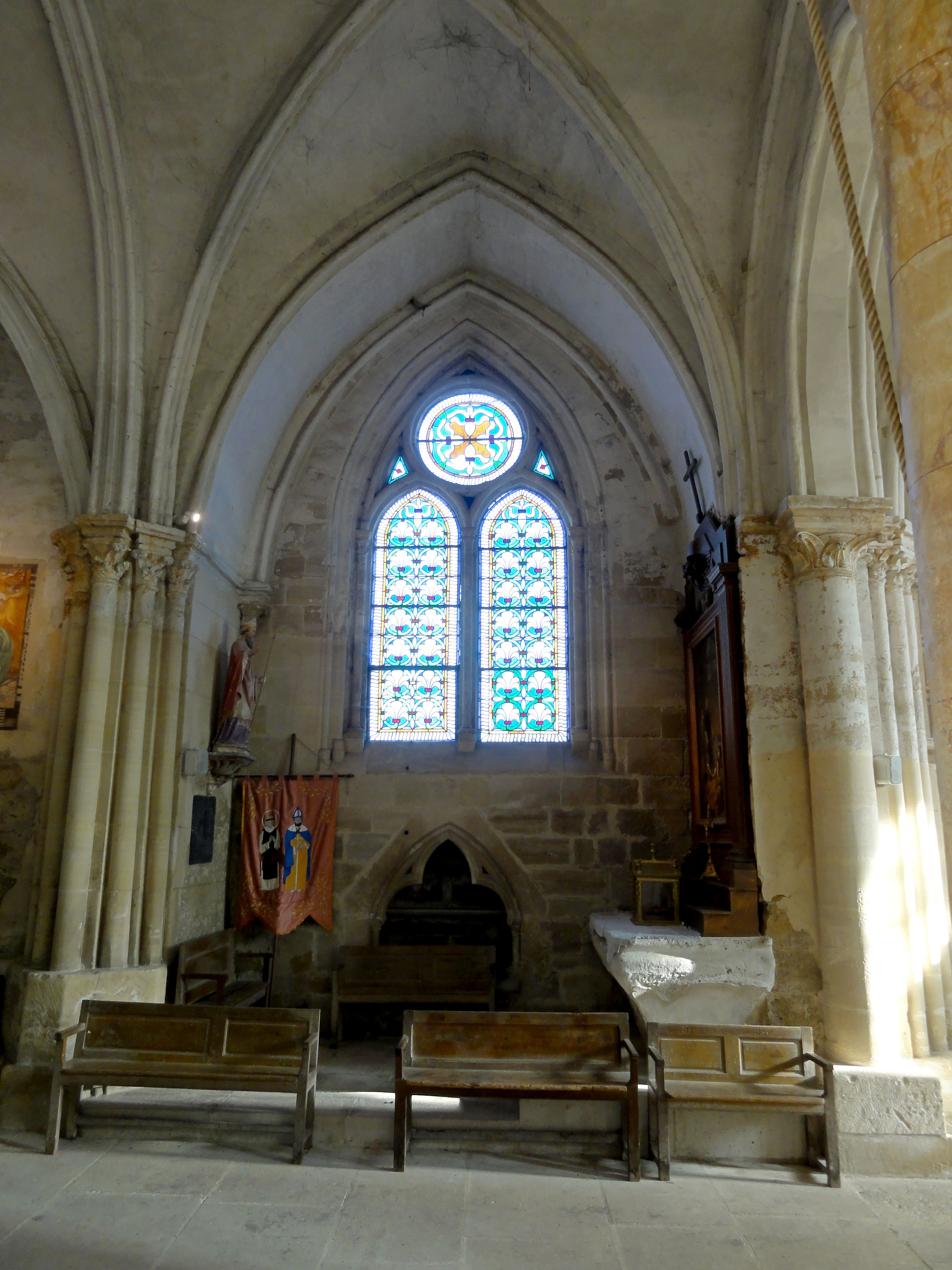
Ancien croisillon nord et chapelle Saint-Leu.

Il convient de parler d'anciens croisillons, car un transept se définit comme vaisseau perpendiculaire au vaisseau central et porté à la même hauteur ou presque : les croisillons romans sont souvent moins élevés que la nef, mais en tout cas plus élevés que les bas-côtés. À Jouy-le-Moutier, la reconstruction du chœur et de la nef au XIIIe siècle ont apporté des vaisseaux autrement élevés que le transept roman, et les croisillons ont été entièrement reconstruits après le chœur. De larges doubleaux les séparent des collatéraux du chœur, qui répondent à la nécessité d'opposer des arcades suffisamment solides à la poussée exercée par le clocher. La sculpture des chapiteaux, les nervures des voûtes et le profil des doubleaux orientaux sont analogues aux collatéraux du chœur. Mais curieusement, les épaisses demi-colonnes aux gros chapiteaux qui supportent les larges doubleaux orientaux ne sont pas cantonnées de colonnettes à l'intérieur des anciens croisillons. Ces nervures retombent sur des pilastres nus plaqués contre les murs. Au sud, le doubleau oriental a été retaillé à la période flamboyante. La clé de voûte au nord est remarquable ; c'est une charmante couronne de feuillages,.
Comme il a déjà été évoqué, quatre époques cohabitent dans les anciens croisillons : outre les doubleaux orientaux et les chapelles aux extrémités nord et sud qui datent vraisemblablement des années 1240, il y a les arcades romanes vers la base du clocher ; des faisceaux de cinq colonnettes du milieu du XIIIe siècle près des murs extérieurs aux extrémités des doubleaux occidentaux ; et des culs-de-lampe de la même période engagés dans les piles du clocher aux extrémités opposées des mêmes doubleaux. Ces doubleaux sont par ailleurs étonnement minces et datent aussi du milieu du XIIIe siècle. Le XVIe siècle est uniquement présent dans l'ancien croisillon sud. Les deux chapelles voûtées en berceau brisé sont effectivement différentes au nord et au sud. Louis Régnier croit que la chapelle du sud a été construite en premier lieu et aurait comporté à l'origine une fenêtre plus étroite. Elle a été repercée au XVIe siècle et dotée d'un réseau flamboyant de trois lancettes aux têtes tréflées, surmontées d'accolades qui s'entrecroisent et forment deux losanges et un soufflet. Une piscine gothique existe dans le soubassement de la fenêtre, dont l'arcade trilobée a été supprimée. Il n'y a pas de formeret ni de chapiteaux, et la transition entre l'ancien croisillon sud et la chapelle se fait par un simple décrochement. Cette chapelle est dédiée à la Vierge Marie, sainte patronne de l'église, et comporte un autel orienté avec retable à son titre, mais point de statue. La chapelle du nord est placée sous l'invocation de saint Leu, second patron de l'église, et est meublée de la même façon. S'il n'y a plus de statue de saint Leu (pas plus qu'ailleurs dans l'église), la chapelle peut s'enorgueillir d'une châsse renfermant quelques reliques du saint. La fenêtre est du milieu du XIIIe siècle ; entourée de moulures gothiques, son remplage se compose de deux lancettes surmontées d'un oculus, et les trois meneaux sont garnis de chapiteaux. Une piscine gothique encore complète mais fortement restaurée se trouve dans le soubassement, comme au sud. Ici la voûte en berceau dispose d'un formeret, qui retombe sur un cul-de-lampe à gauche, mais s'arrête net à droite,.

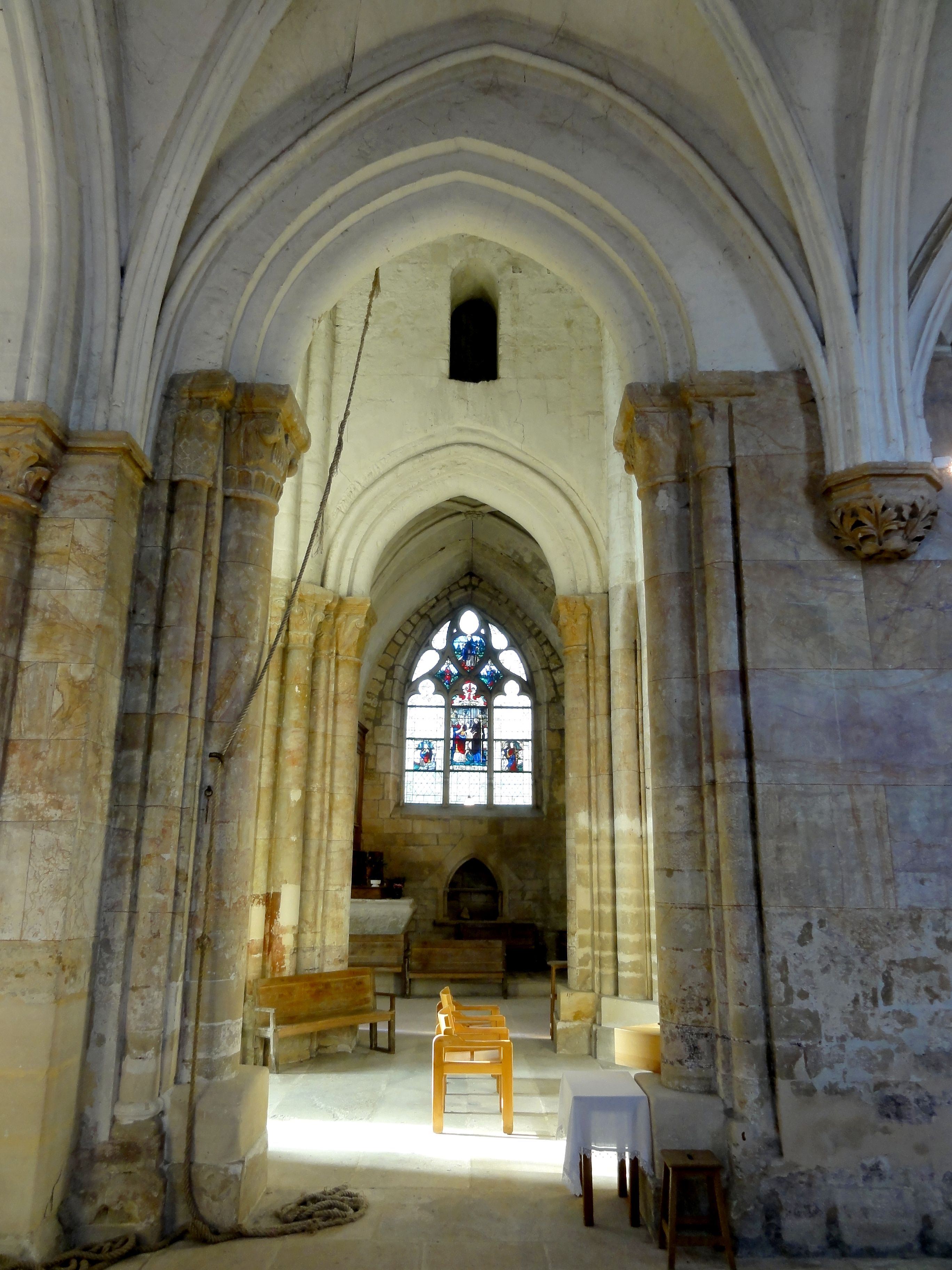
Transept, vue nord-sud.
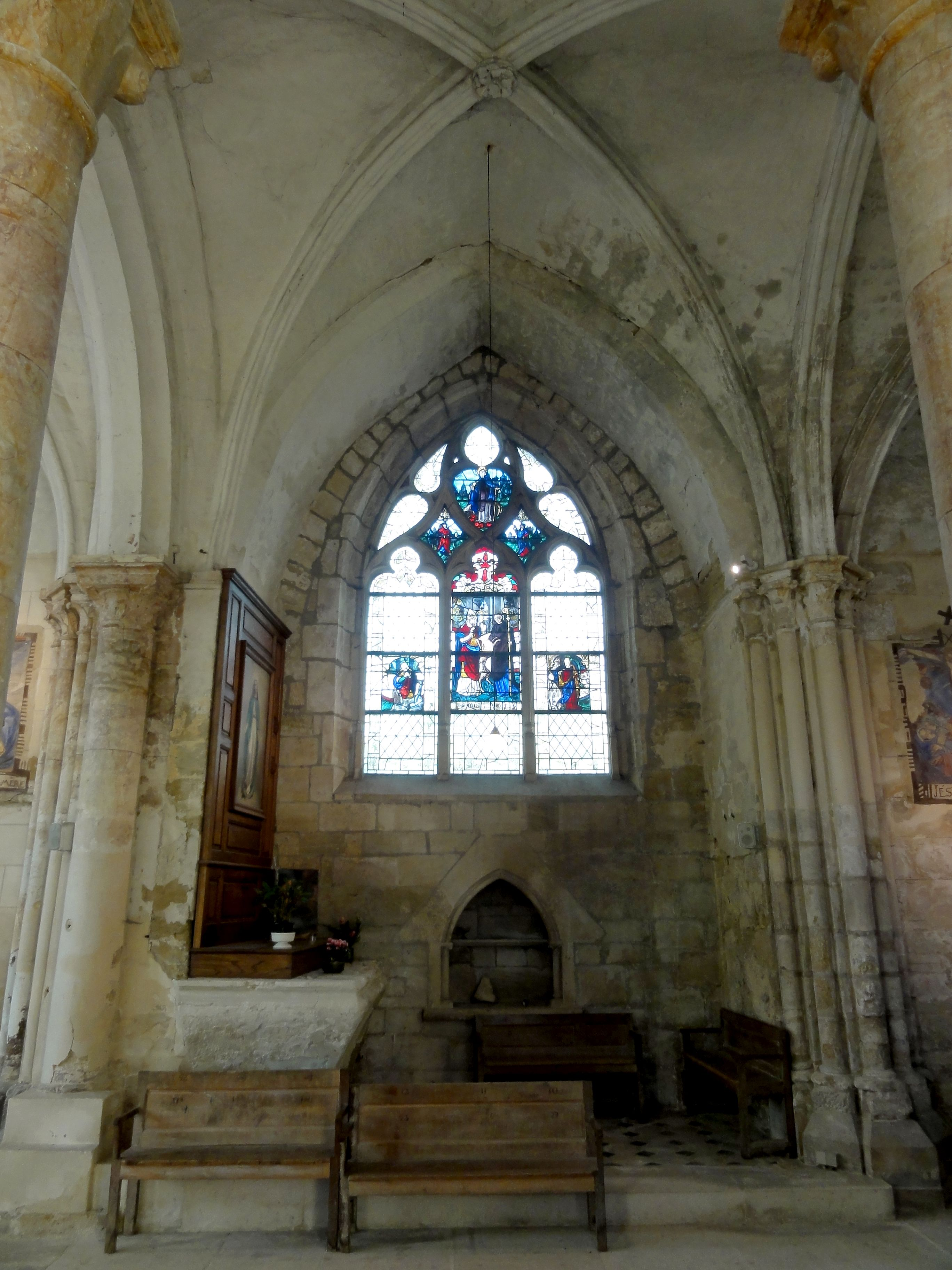
Ancien croisillon sud.
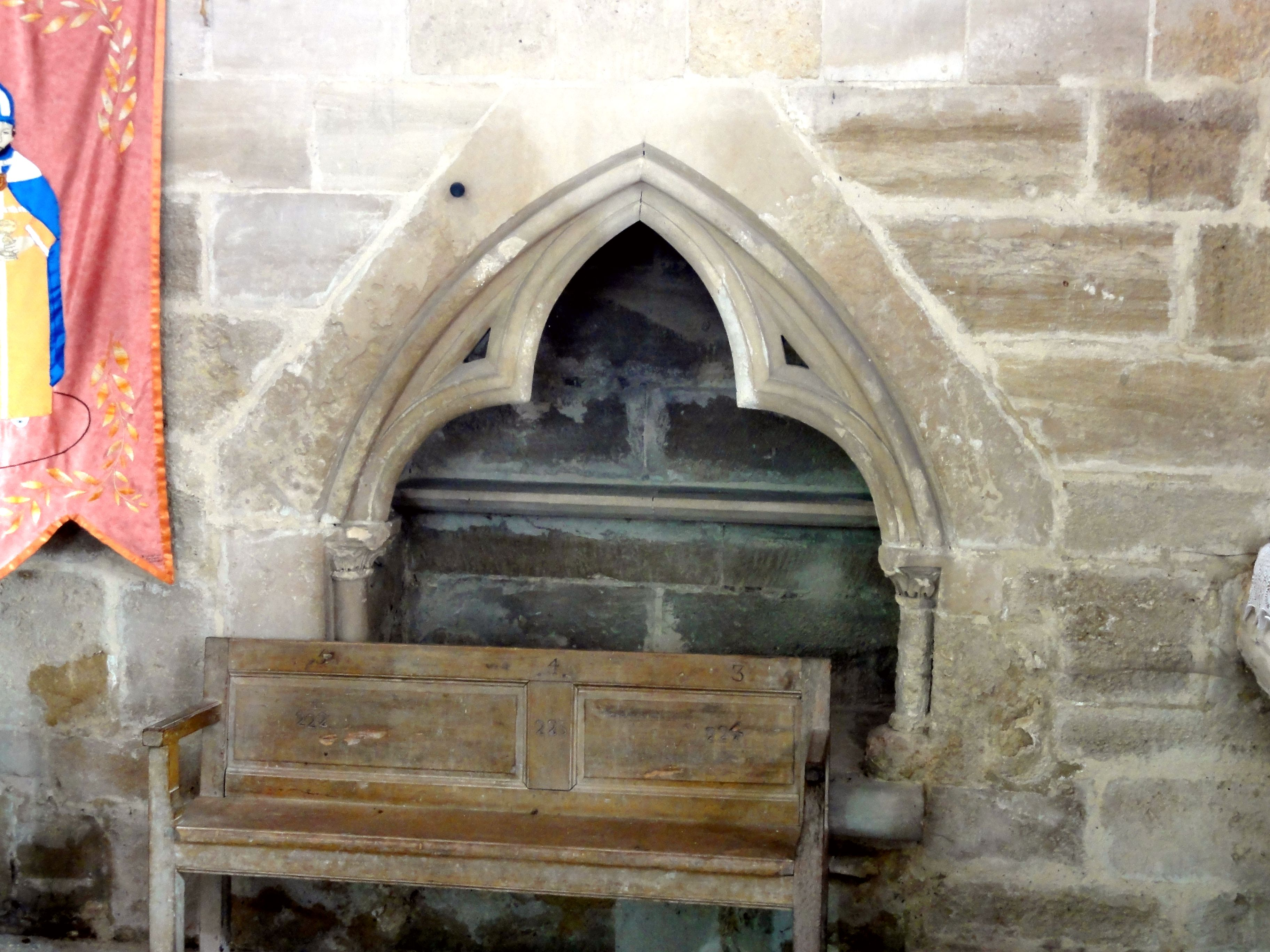
Piscine de la chapelle St-Leu.
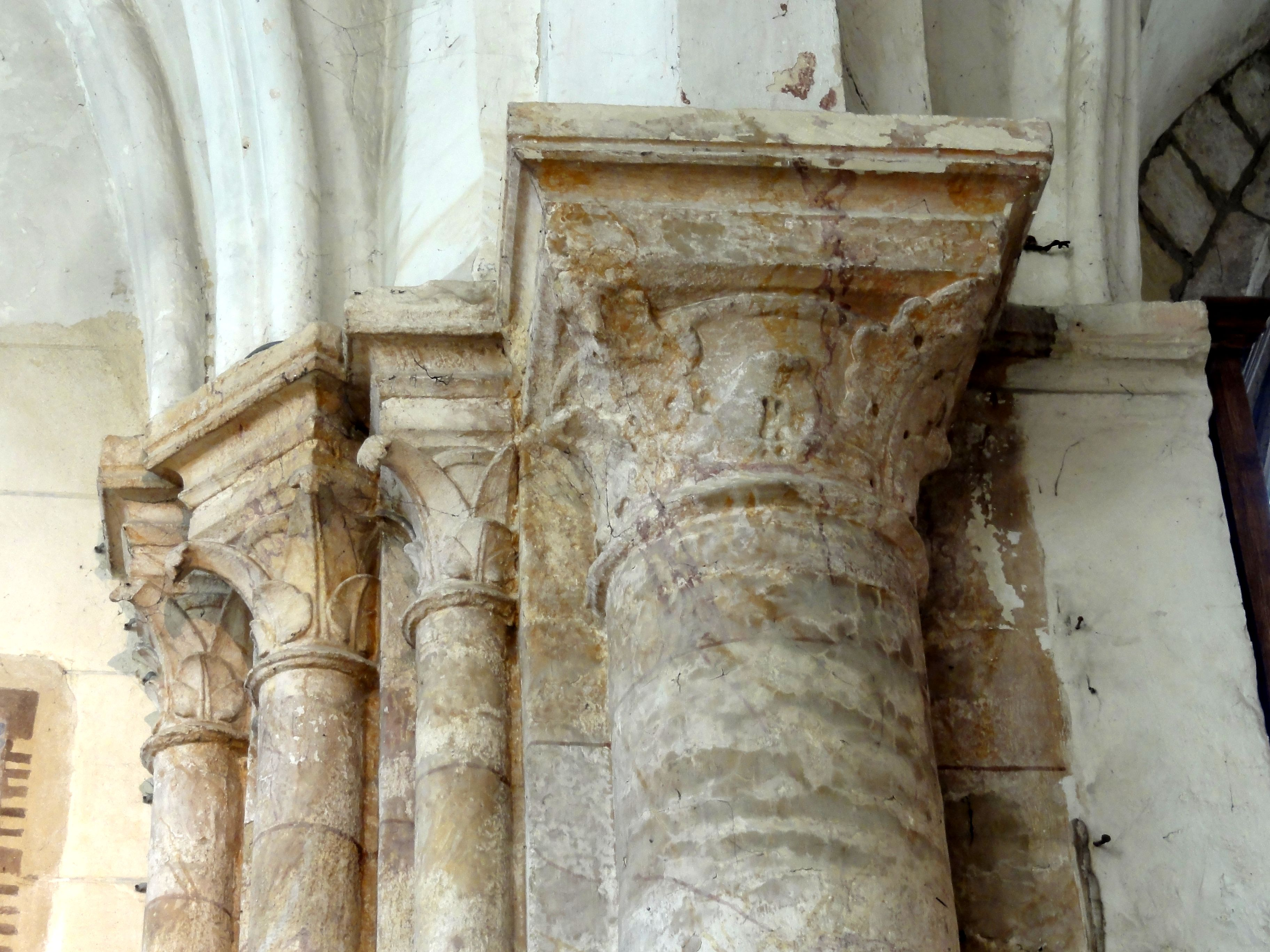
Chapiteaux des années 1240.
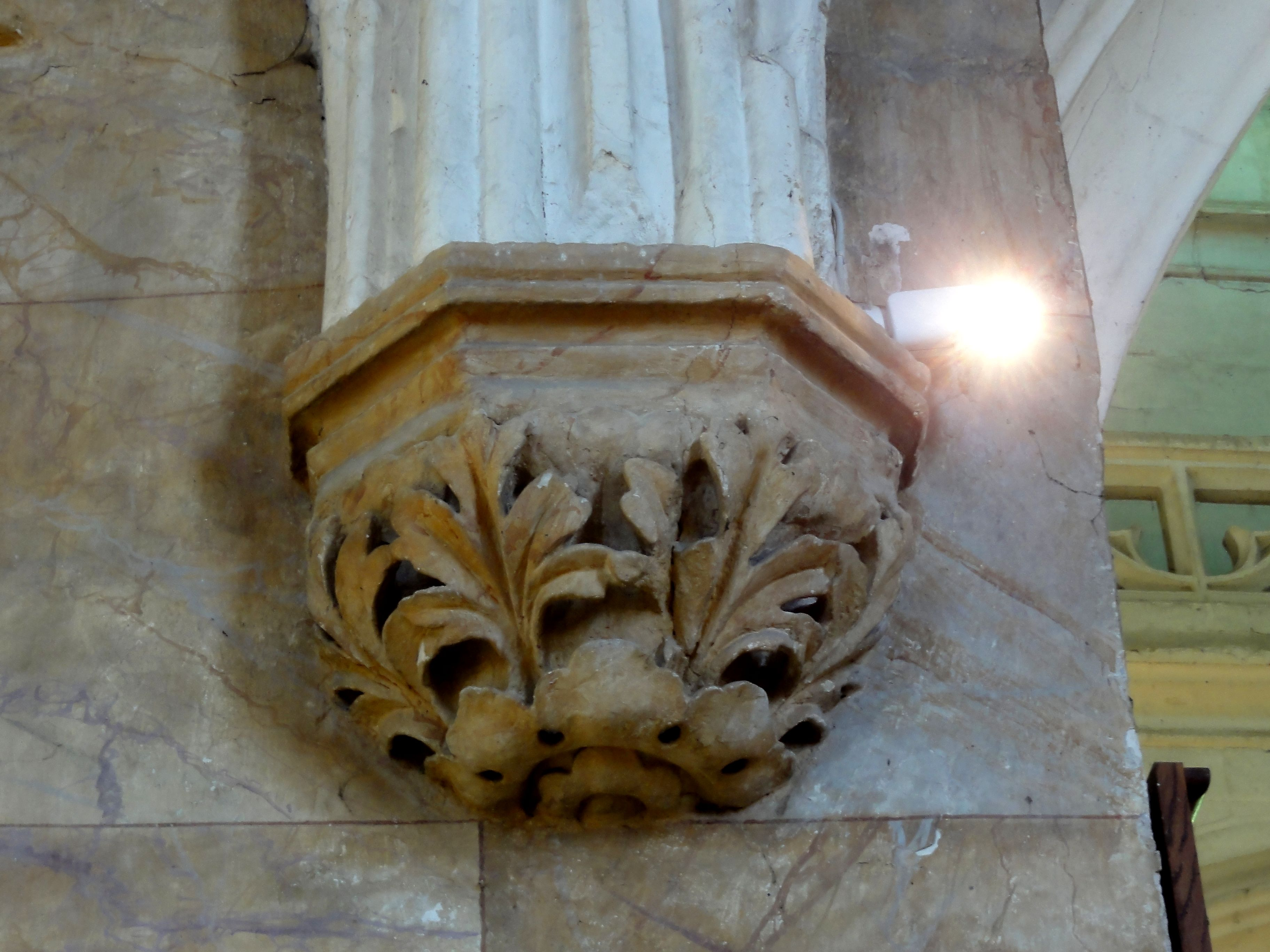
Cul-de-lampe du XIIIe.
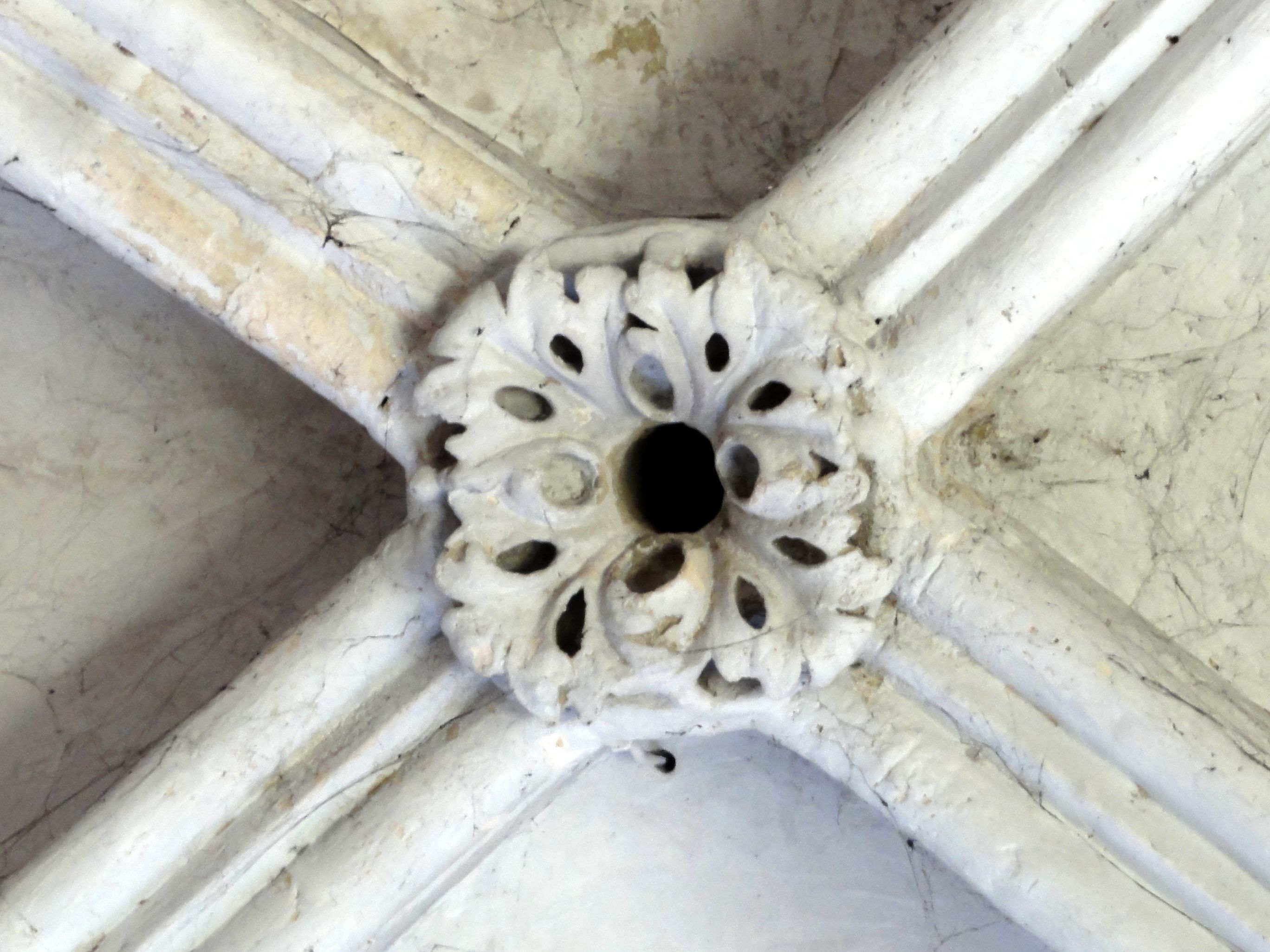
Croisillon nord, clé de voûte.

#### Chœur

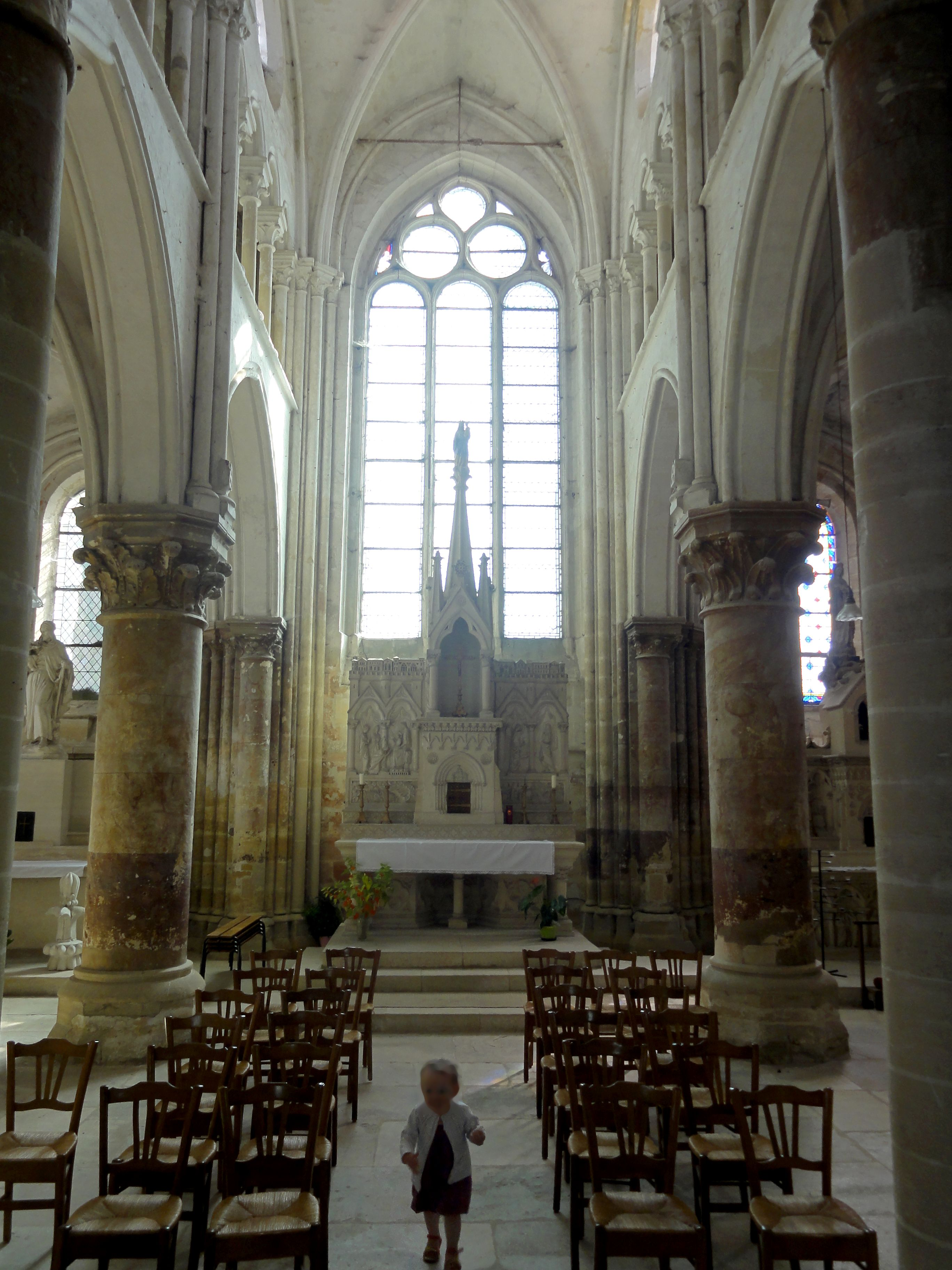
Chœur, vue vers le chevet.

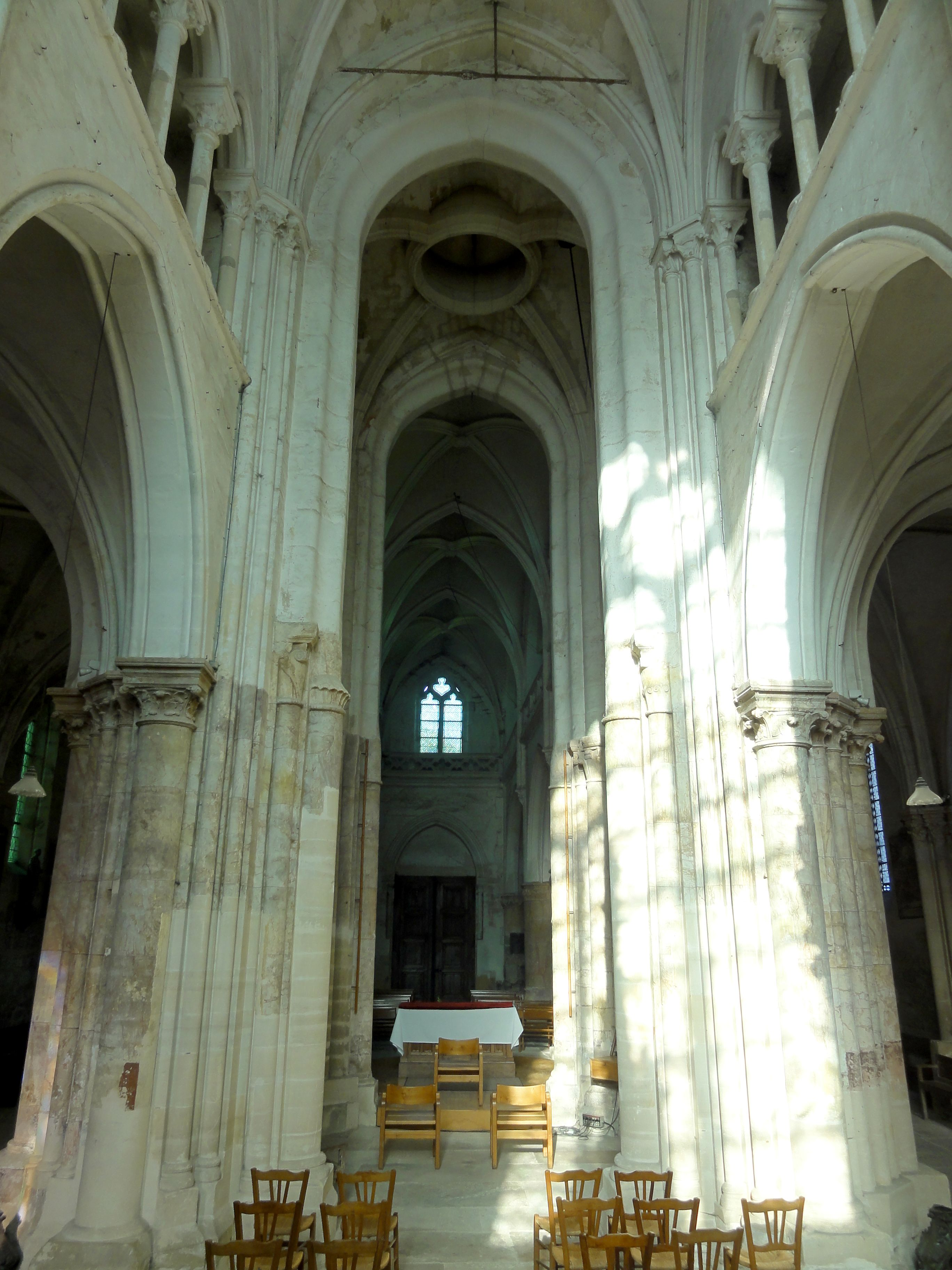
Chœur, vue vers l'ouest.

Le chœur est, selon Louis Régnier, un spécimen intéressant du beau style en usage en Île-de-France dans le premier tiers du règne de saint Louis. C'est, d'après Michel Join-Lambert, un exemple du style propagé par le chapitre de Notre-Dame de Paris dans les paroisses dont il avait le patronage. Bien qu'il ne comporte que deux travées, il est spacieux du fait de la forme barlongue de ces travées, qui sont plus profondes que larges. L'aspect intérieur est monumental grâce à une élévation à trois étages qui comporte ici un triforium véritable. Au milieu, les grandes arcades retombent sur le gros chapiteau de crochets d'un pilier isolé cylindrique appareillé en tambour. Le chapiteau du nord est enveloppé de feuilles de vigne adroitement enroulées, et celui du sud d'arum et de nénuphar. Les arcades en tiers-point sont à simple rouleau et moulurées de deux tores entre un large méplat, comme les arcades vers les anciens croisillons. Aux extrémités, elles retombent sur des chapiteaux plus petits mais toujours assez grands, analogues à ceux des arcades vers les anciens croisillons. À côté de l'entrée de la base du clocher, leurs demi-colonnes engagées sont flanquées de deux colonnettes supportant les chapiteaux du second ordre : il n'y a pas de supports dédiés pour les formerets. C'est par contre le cas au droit du chevet, où des faisceaux de trois colonnettes sont logés dans les angles. Chaque fût est logé dans un angle droit, comme à Boissy-l'Aillerie et Cergy. Les bases ont pour la plupart maladroitement été refaites au XIXe siècle comme dans la base du clocher, et leurs griffes se ressemblent. Les chapiteaux ont heureusement été respectés par les restaurateurs et se remarquent par leur élégance et leur variété. Les feuilles forment toujours des crochets sous les angles du tailloir, qui parfois prennent la forme d'une petite tête humaine, spirituellement traitée comme le dit Louis Régnier. Les tailloirs sont tous identiques et correspondent à la forme courante à l'époque, présentant un cavet profond bordé de deux filets,.
Des faisceaux de trois colonnettes prennent appui sur les tailloirs des grosses colonnes au milieu des arcades. La colonnette médiane correspondant au doubleau est légèrement proéminente, et un modillon cubique décorée d'une croix de Malte s'interpose entre sa base et le tailloir. Il s'agit vraisemblablement de croix de consécration, qui plus couramment étaient peintes sur les fûts des colonnes. Toutes les colonnettes du chœur sont par ailleurs en délit, ce qui a permis de réduire leur diamètre. L'étage du triforium n'est pas éloigné du sommet des grandes arcades, et délimité horizontalement par une moulure torique. Le triforium se compose de quatre arcades brisées reposant sur cinq colonnettes, dont celles au début et à la fin ne sont pas engagés dans le mur. L'on y accède par une tourelle d'escalier interne dans l'angle nord-est du chevet, puis par les combles des collatéraux et une porte dans le mur de refend. La disparition de la coursière du chevet lors de la réfection de la grande baie au milieu du XVIe siècle oblige de passer par la nef et de faire le tour de toute l'église pour parvenir au triforium du sud. Les chapiteaux et tailloirs sont curieusement un peu plus grand que ceux du second ordre. Les arcades du triforium sont moulurées pareillement que les grandes arcades. Aucune moulure ne les sépare de l'étage des fenêtres hautes, qui n'est que peu développé afin de ménager la hauteur du chœur par respect du clocher, dont l'on ne voulait pas qu'il disparaisse derrière les toitures comme à Cergy. Les fenêtres hautes se résument ainsi à des oculi ronds non moulurés, comme dans les nefs de Grisy-les-Plâtres et de Marly-la-Ville. La moitié inférieure des oculi est malheureusement obturée, de sorte que l'éclairage naturel est presque exclusivement assuré par la vaste baie flamboyante du chevet. Les toits des collatéraux ont effectivement été rehaussés, comme le prouvent encore les corbeaux qui subsistent dans les combles. Quant aux voûtes, le profil des ogives est de deux tores séparés par une arête, qui est remplacé par un filet sur les doubleaux (un au milieu et un à l'ouest). Dans son ensemble, le chœur ressemble à ceux d'Andrésy, d'Arcueil, de Champigny-sur-Marne et de Louveciennes, ainsi qu'à la nef de Marly-la-Ville (où toutefois le triforium est réduit à trois arcades par travée),.

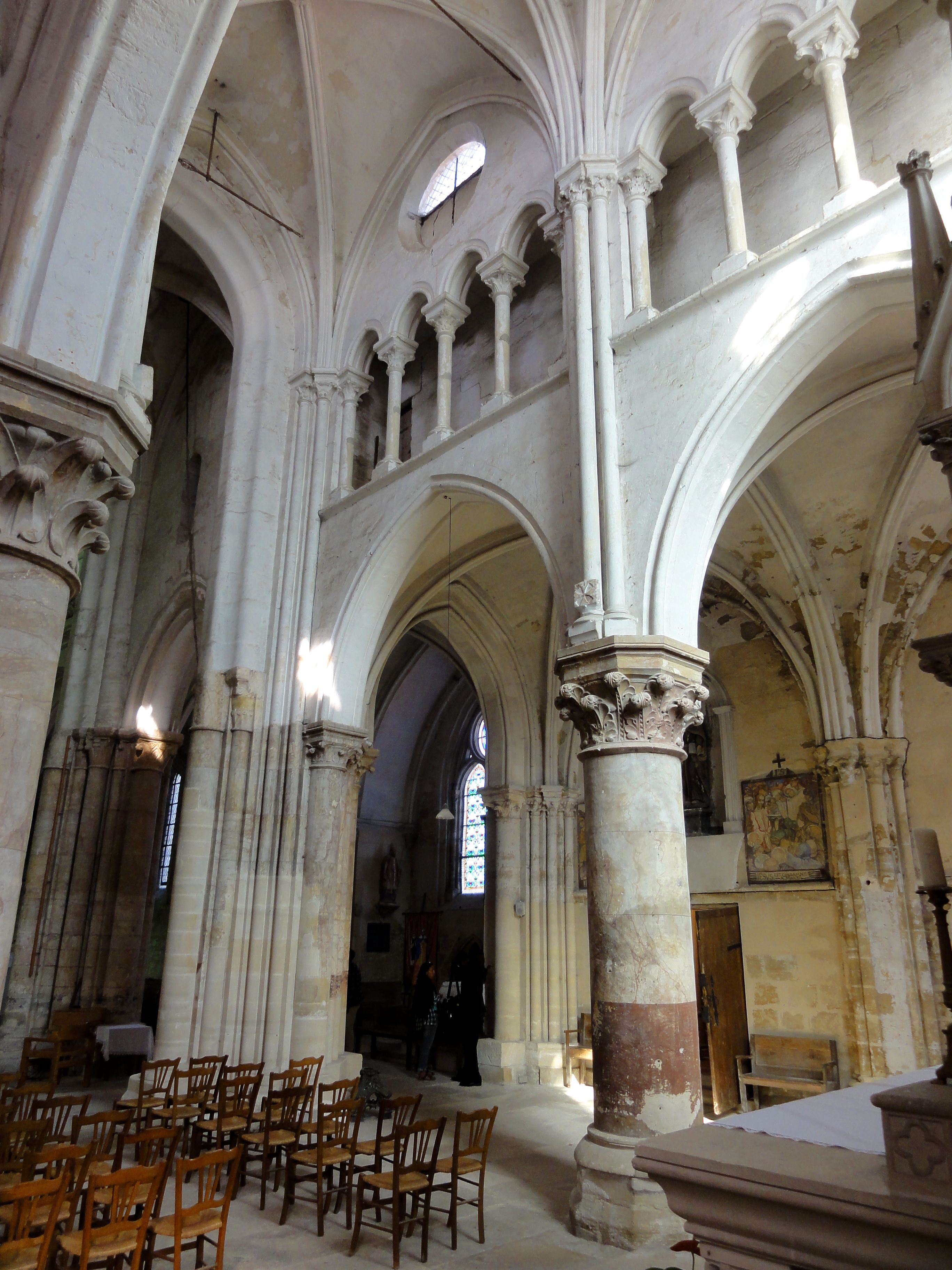
Élévation sud.
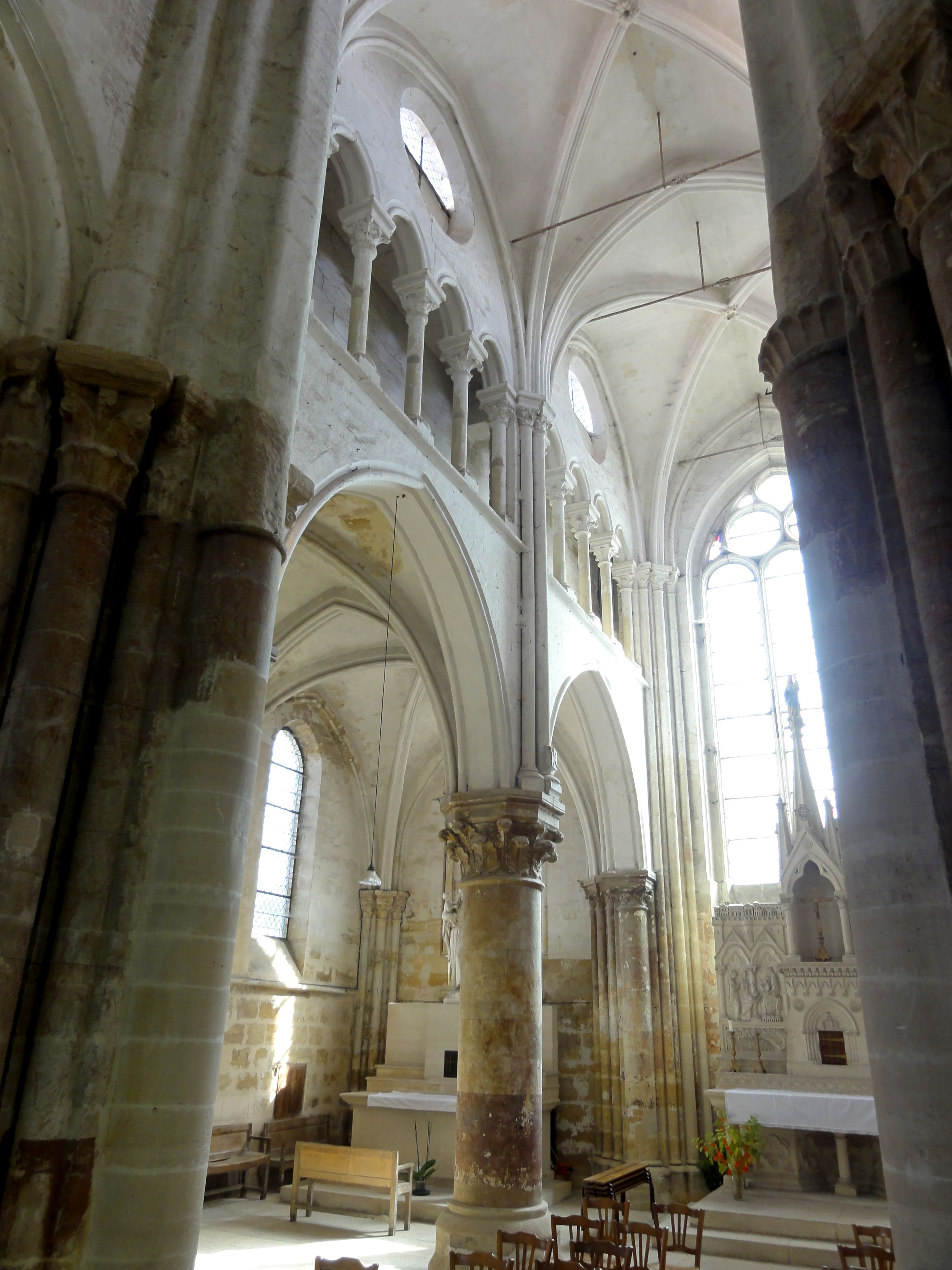
Élévation nord.
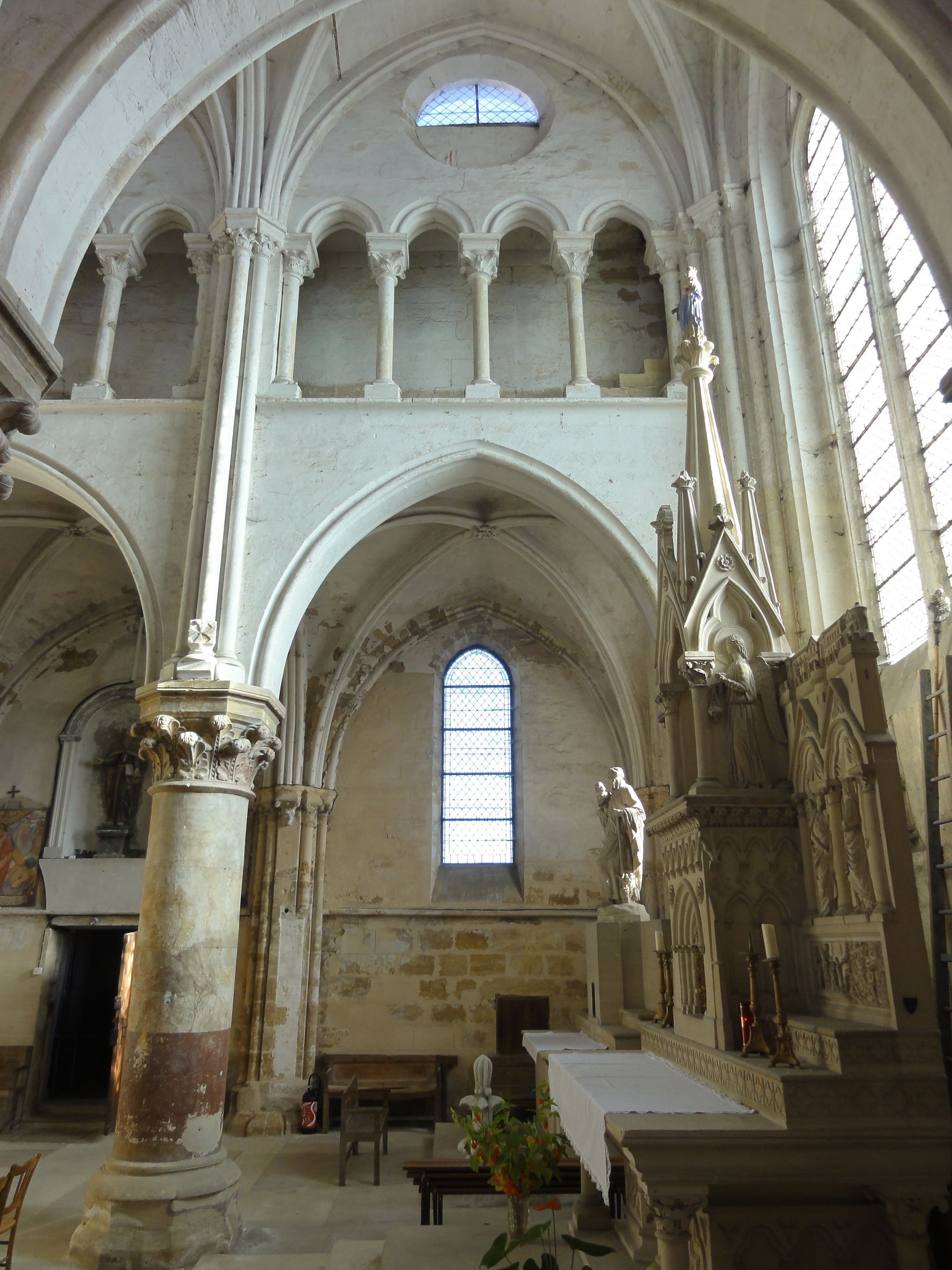
Élévation nord.
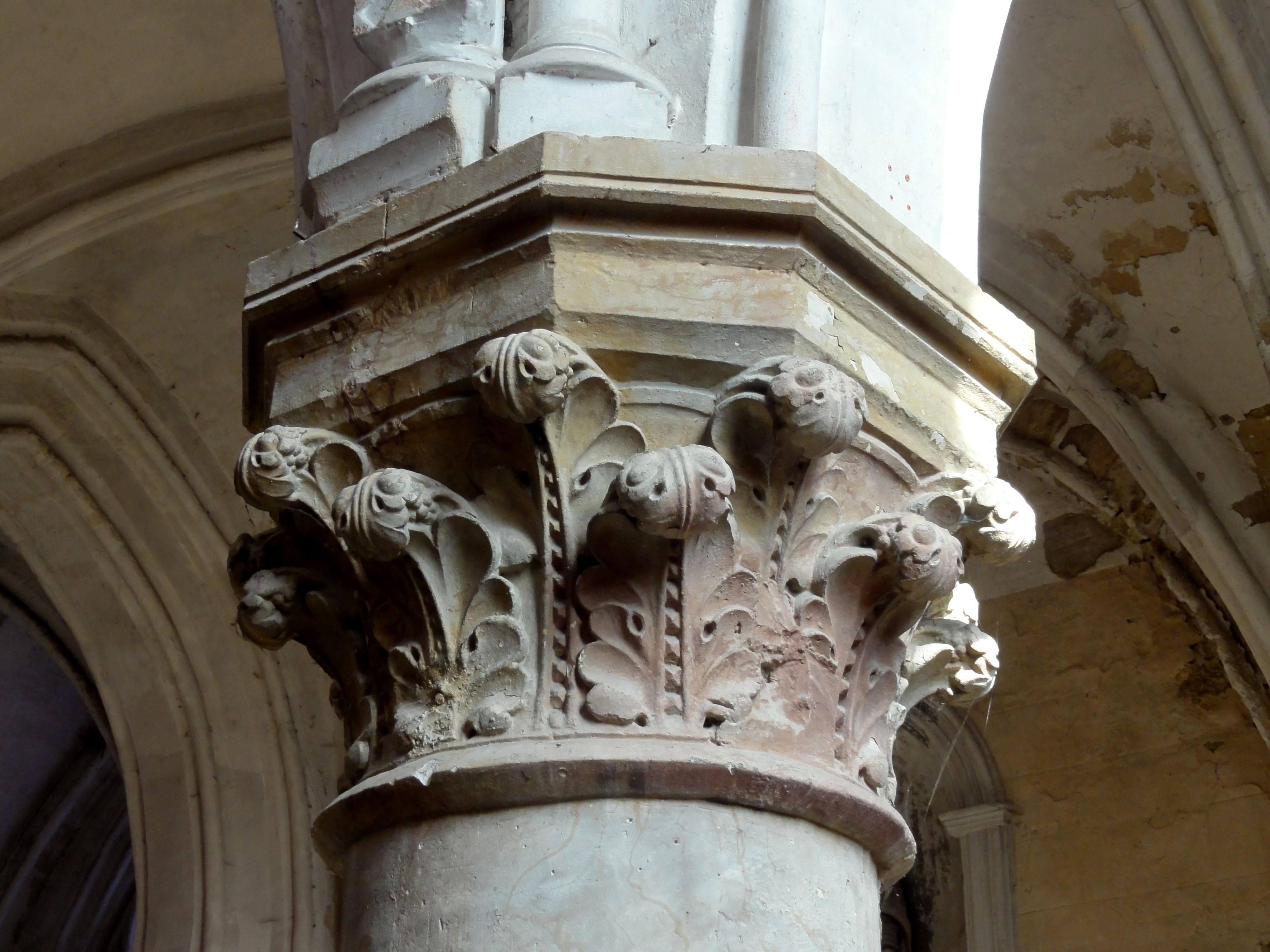
Grand chapiteau au nord.
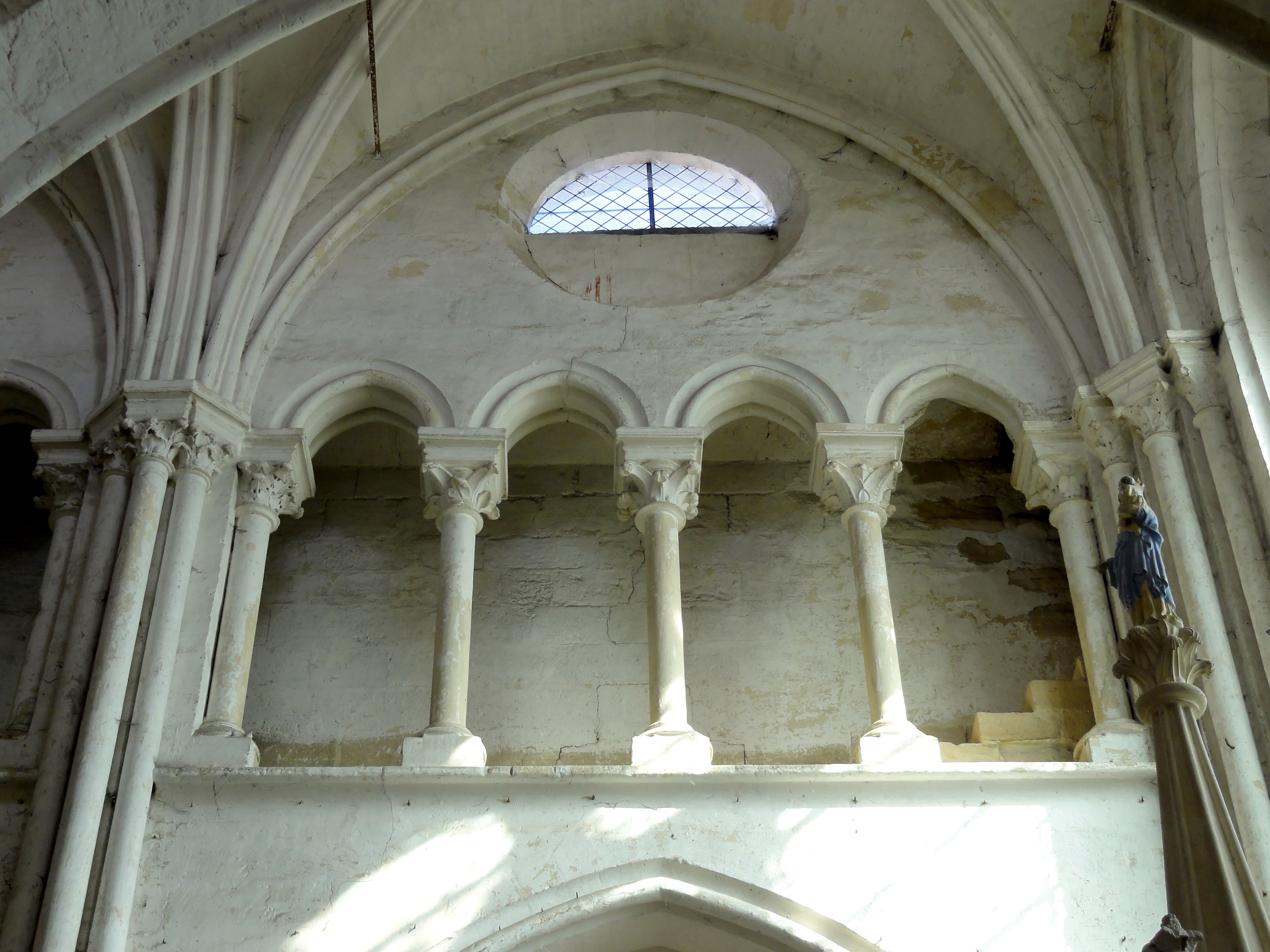
Triforium de la 2e travée.
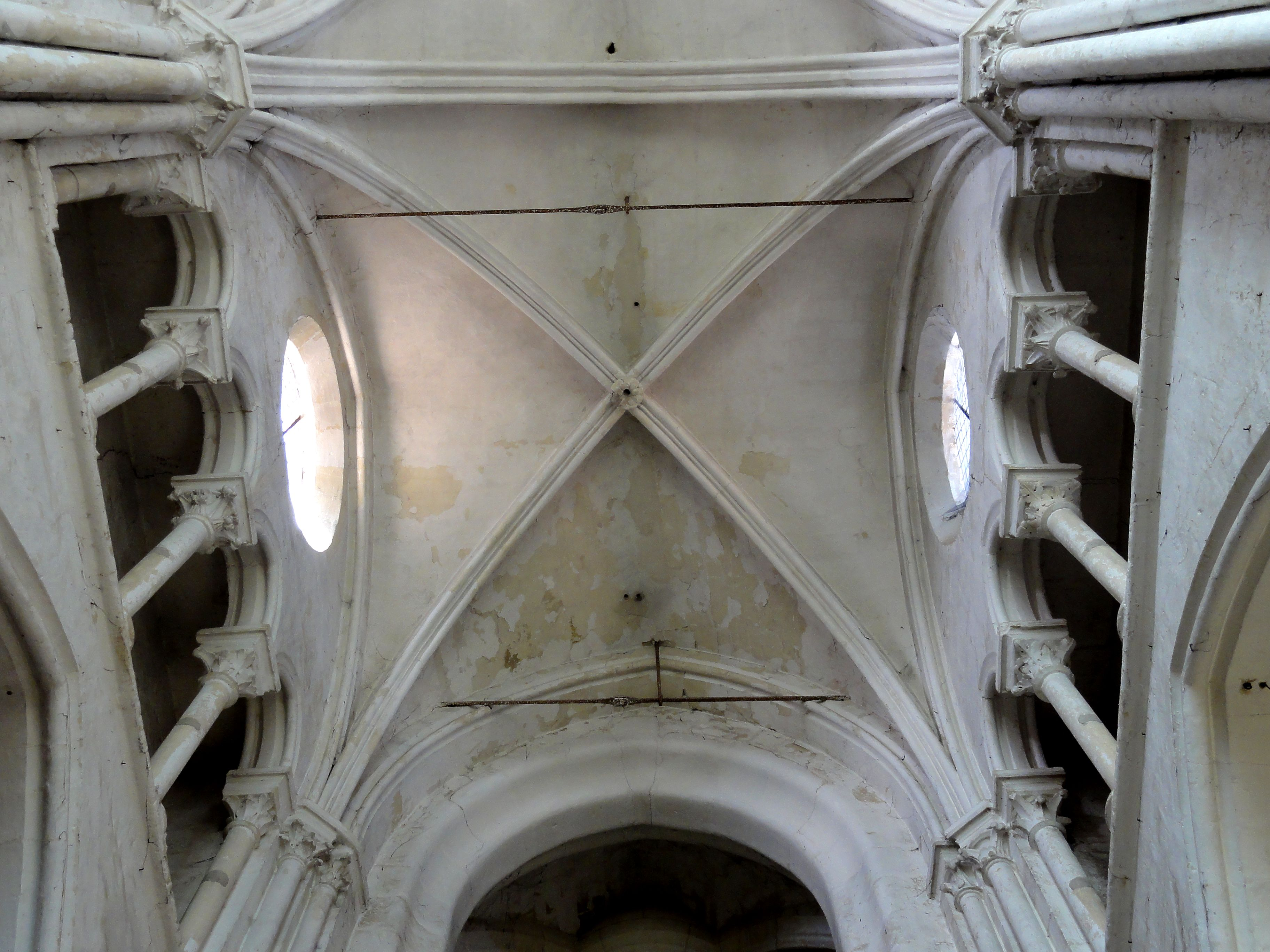
Voûte de la 1re travée.

#### Collatéraux du chœur
Les collatéraux sont tout à fait homogènes avec le chœur. Aussi larges que celui-ci, ils sont aujourd'hui sans utilité car les messes se célèbrent depuis l'autel à la fin de la nef, qui n'est pas visible ici. Les extrémités des collatéraux peuvent être considérées comme des chapelles, dont celle du nord est dédiée à saint Joseph et celle du sud à la Vierge. Les fenêtres du chevet, sans remplage comme les baies des bas-côté de la nef, sont les seules à être décorées : elles s'ouvrent entre deux colonnettes à chapiteaux et sous une archivolte torique. Les baies latérales ne se distinguent donc pas de celles des bas-côtés de la nef. Dans la première travée du nord, l'adjonction de la sacristie à l'époque moderne a entraînée la disparition de la fenêtre. Une niche a été aménagée au-dessus de la porte de la sacristie afin d'accueillir la statue de saint Gilles. Dans la seconde travée du sud, Louis Régnier mentionne une piscine sous une arcade en plein cintre ; déjà fortement restaurée au XIXe siècle, elle l'a été apparemment une seconde fois, car sa forme actuelle ne correspond plus à la description des années 1920. Les murs extérieurs sont scandés horizontalement par une moulure torique au niveau du seuil des fenêtres. Les doubleaux entre les deux travées sont assez minces et donc pas aussi larges que les grandes arcades et les doubleaux vers les anciens croisillons. Il est à noter que ces arcades sont munis de doubleaux secondaires côté est, et que les formerets disposent de colonnettes à chapiteaux qui leur sont réservées, ce qui donne des faisceaux de trois colonnettes dans les quatre extrémités, et des faisceaux de cinq colonnettes au droit des murs latéraux, à l'intersection entre les deux travées,.

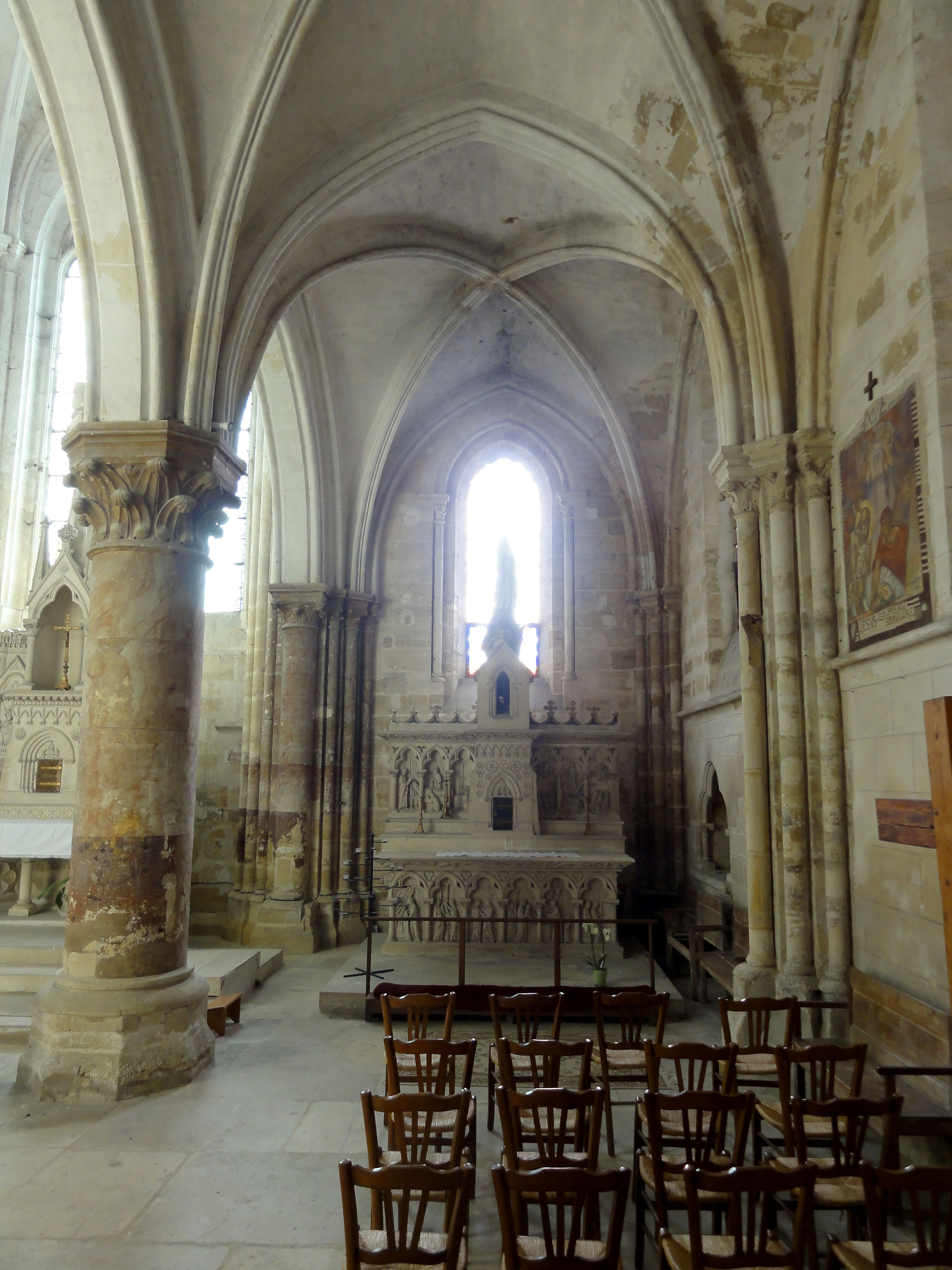
Collatéral sud, vue vers l'est.
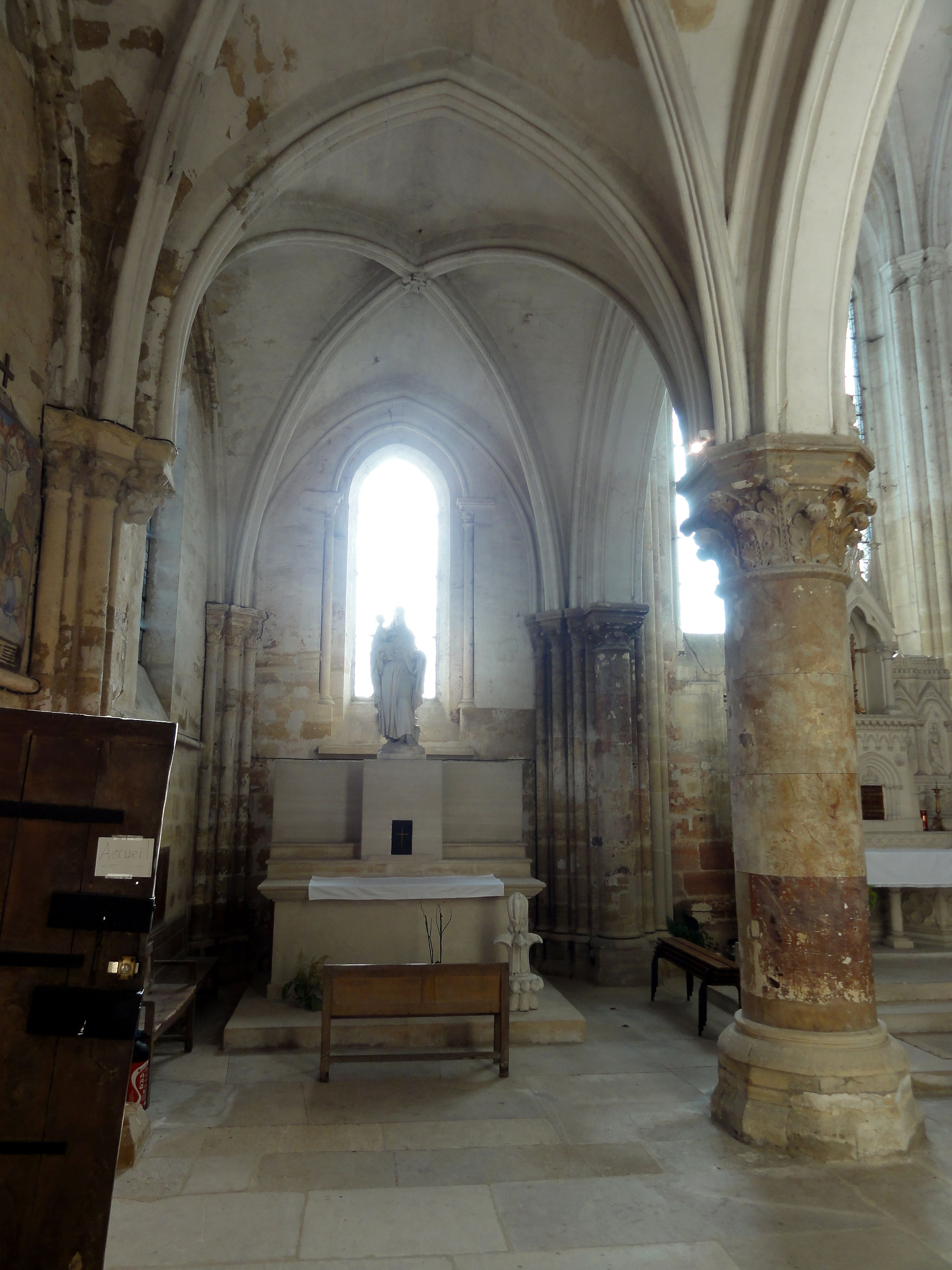
Collatéral nord, vue vers l'est.
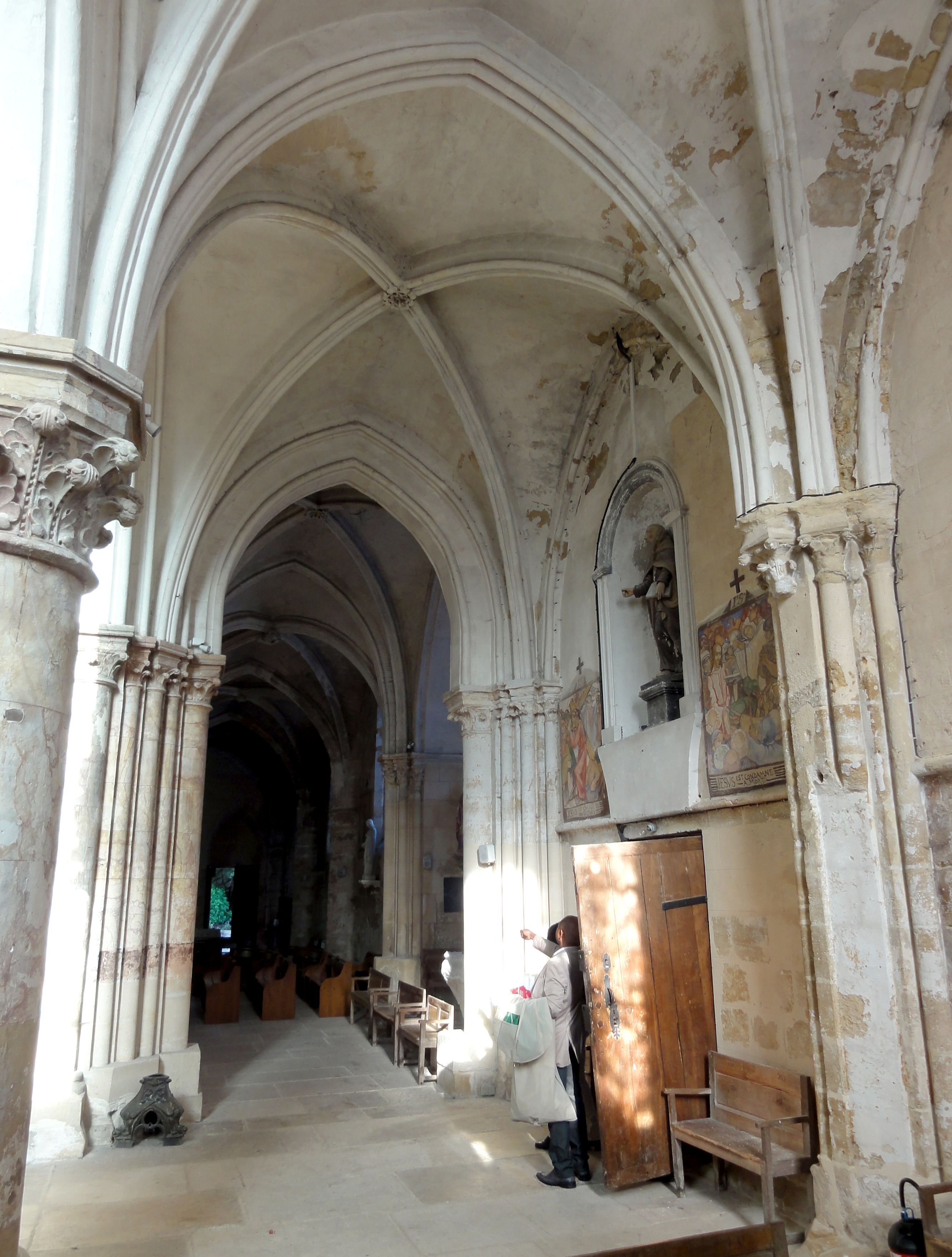
Collatéral nord, vue vers l'ouest.
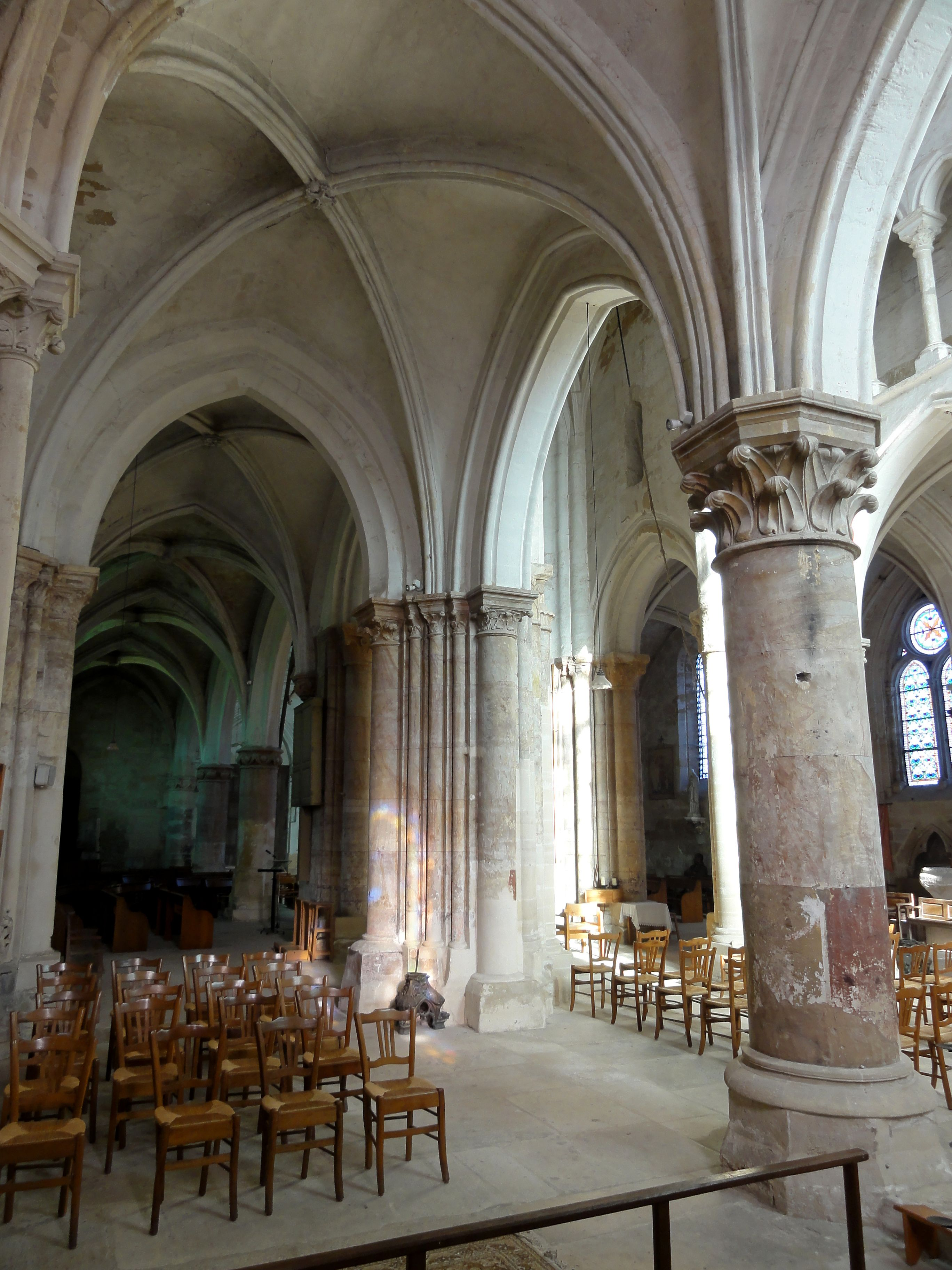
Collatéral sud, vue vers l'ouest.
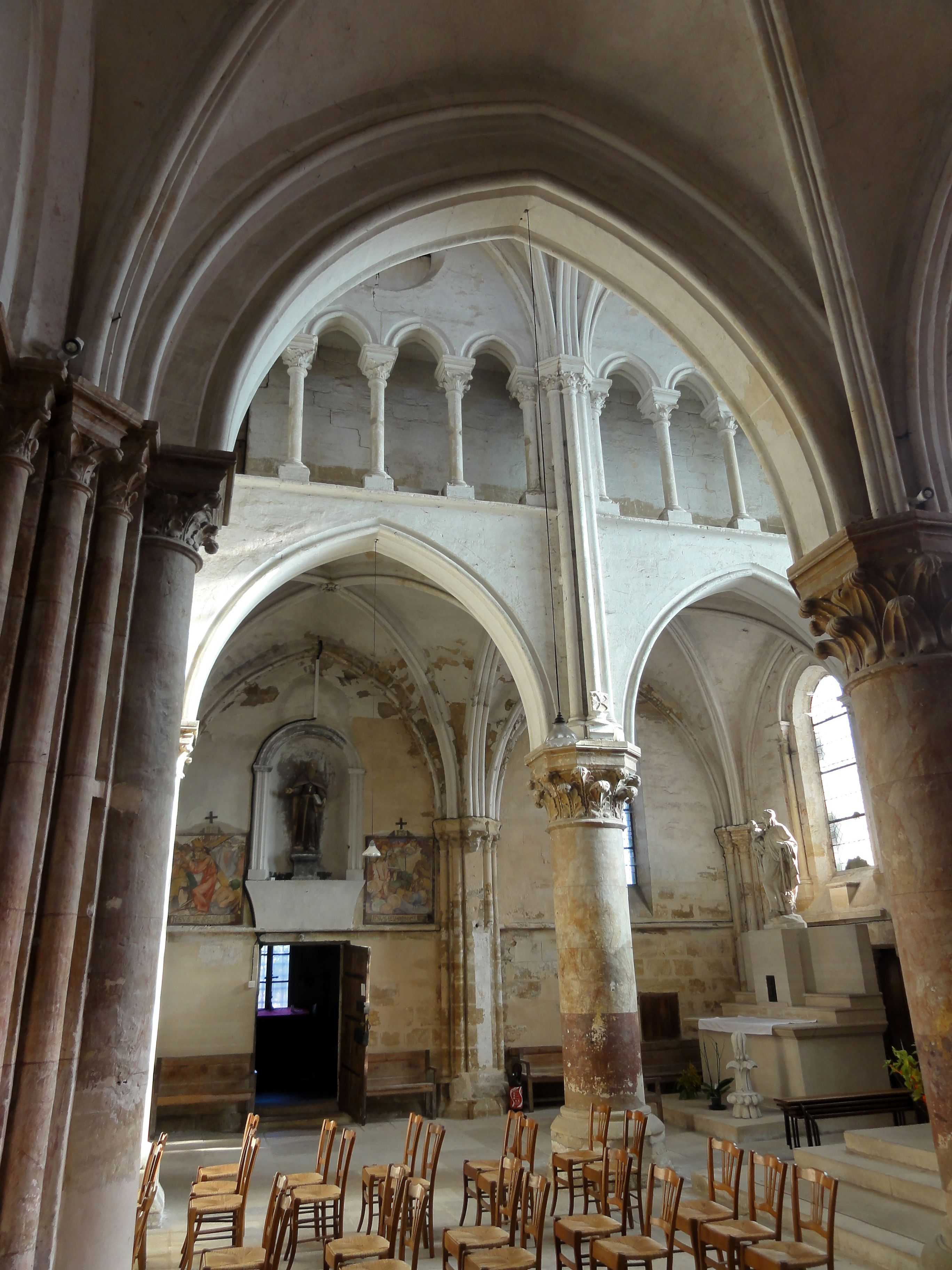
Collatéral sud, vue par la 1re grande arcade.
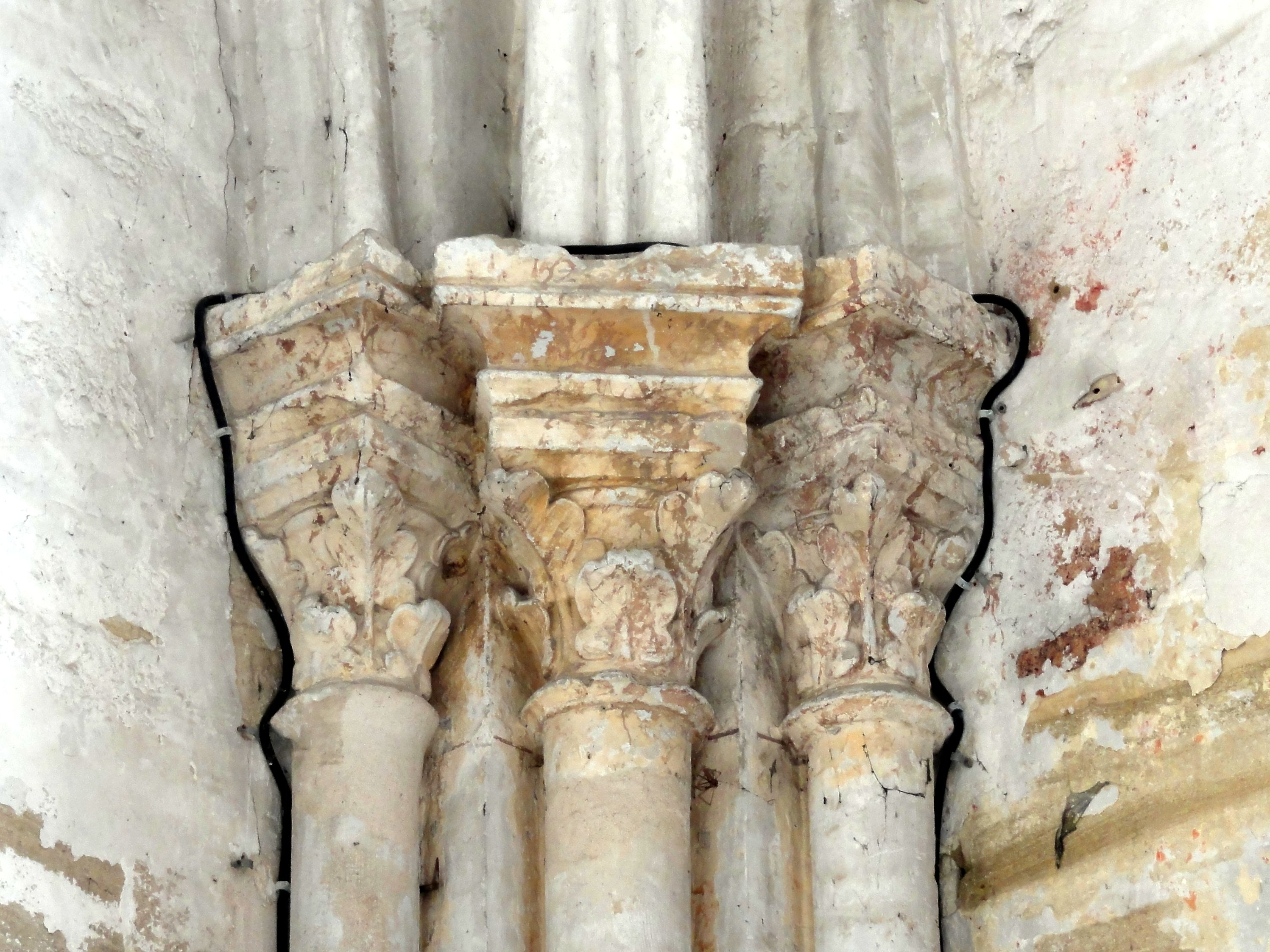
Collatéral nord, chapiteaux dans l'angle nord-est.

### Extérieur

#### Façade occidentale

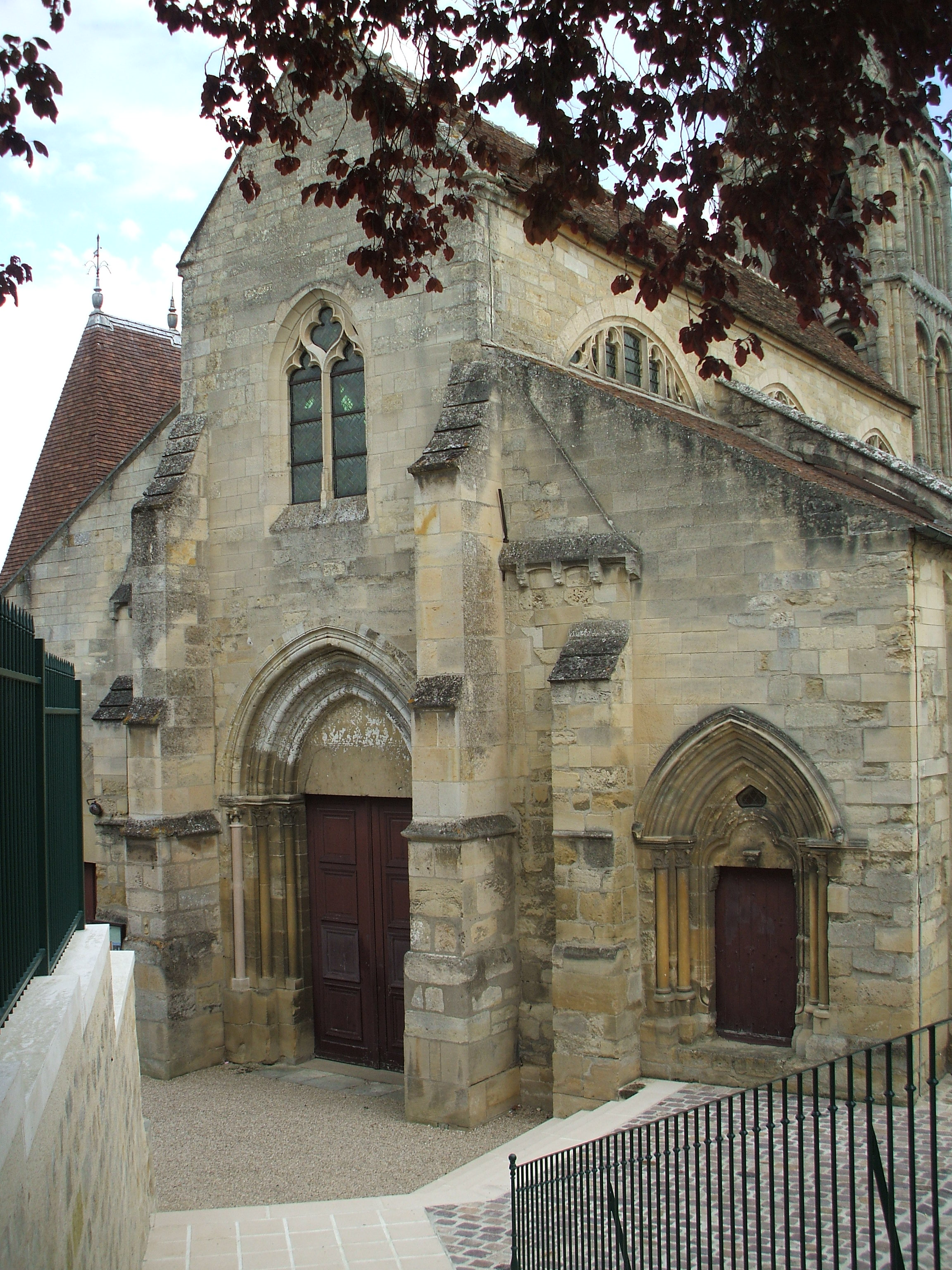
Façade occidentale.

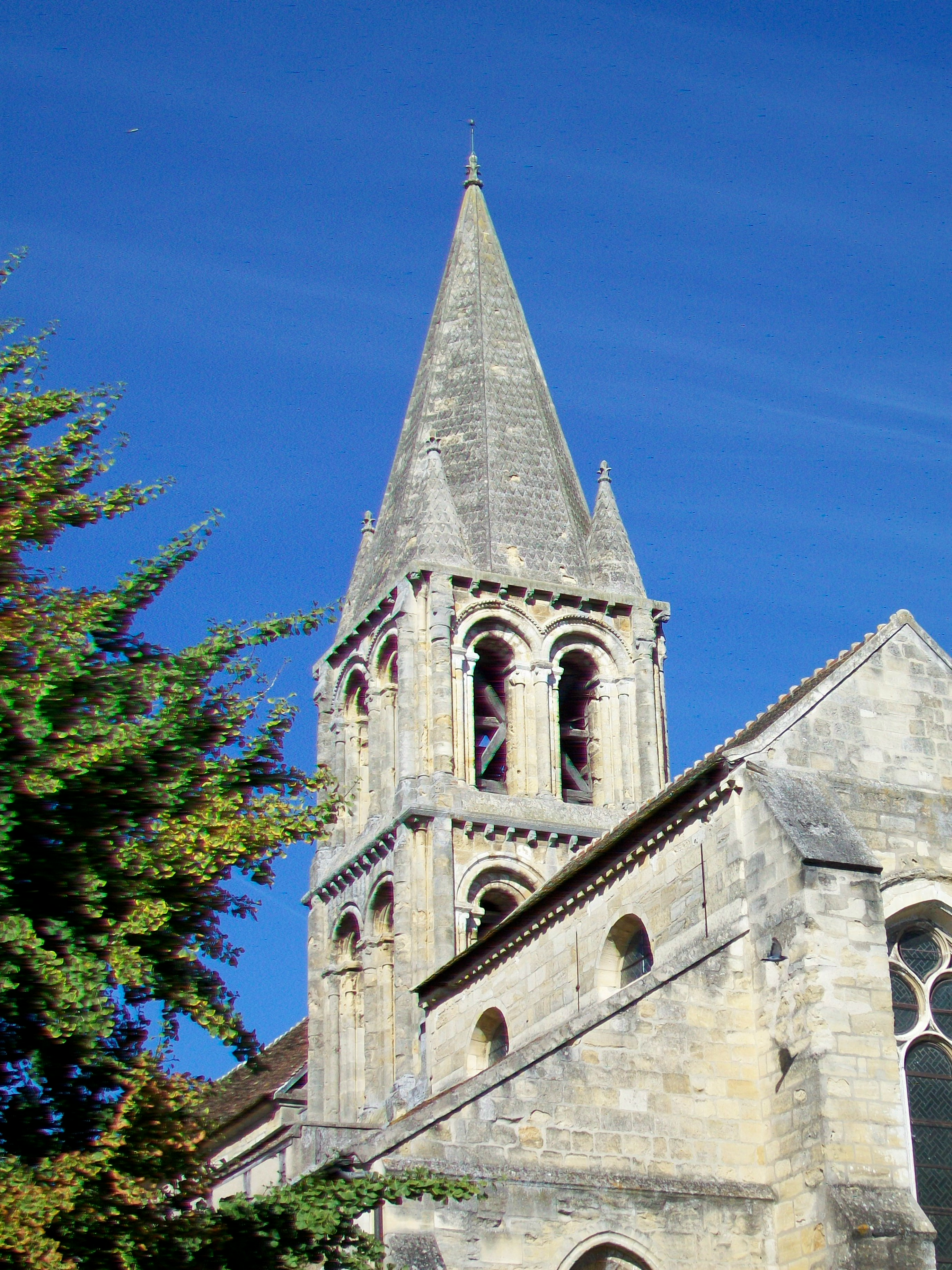
Clocher, côté est.

La façade est qualifiée par Michel Join-Lambert comme la partie la plus disparate de l'église. Elle est toutefois entièrement bâtie en pierre de taille du même teint, ce qui ne met pas trop en évidence les traces des différentes campagnes de construction. Ce qui frappe d'abord est la position inhabituelle des contreforts devant les murs des bas-côtés, qui s'ajoutent aux contreforts de la nef situés à peu de distance. Les derniers ont été ajoutés lors de la reconstruction flamboyante de la nef au premier quart du XVIe siècle et bouchent deux petites fenêtres, alors que les premiers sont les vestiges les plus évidents de la nef du second milieu du XIIe siècle, et apportent la preuve que celle-ci était bien plus large que la nef actuelle. D'après Louis Régnier, cette nef aurait été dépourvue de bas-côtés, mais quoi qu'il en soit, deux contreforts analogues épaulent l'angle du bas-côté nord. L'angle du bas-côté sud est tout au contraire dépourvu de contreforts, ce qui est inhabituel, mais n'étonne pas du fait de la modification déjà signalée à l'intérieur. Au moins à cet angle, le bas-côté n'atteignait intérieurement pas le niveau du mur occidental de la nef, alors que le portail latéral est bien situé au même niveau que le portail de la nef. Michel Join-Lambert s'est donc interrogé si le portail n'a pas été déplacé. On ne peut plus guère le vérifier puisqu'il a été presque entièrement refait, mais le style évoque la seconde moitié du XIIIe siècle et le portail n'a donc pas existé sous sa forme actuelle lors de la construction du bas-côté vers 1220. Outre le déplacement du portail, l'explication peut être la présence d'une construction antérieure à l'église à cet endroit, ou bien la présence d'une tourelle d'escalier : on en trouve généralement à l'angle de la nef et non du bas-côté, mais l'exemple de l'église de Haravilliers montre que des exceptions sont possibles,.
En plus des deux contreforts de l'ancienne nef, entre ceux-ci et les contreforts du XVIe siècle, on constate la présence d'une corniche à cavet portée par des modillons. D'habitude, l'architecture gothique ne connaît pas de corniche à la naissance des pignons. S'il y en a eu ici, c'était, selon Louis Régnier, pour réduire l'épaisseur du pignon, sachant que l'épaisseur du mur du rez-de-chaussée s'explique par la nécessité de compenser la profondeur du portail, qui ne fait pas saillie devant la façade. Le décrochement sur le demi-pignon du bas côté sud, suggérant la limite de l'ancien pignon, semble démentir cette hypothèse. Or, le décrochement semble être une création volontaire provenant d'une restauration, destinée à faciliter l'interprétation de la façade. Sinon, les demi-pignons des bas-côtés sont sans caractère, et leur faible inclinaison résulte à la fois de la largeur importante des bas-côtés, et de la volonté de ne pas obturer les fenêtres hautes. Le pignon de la nef étonne par sa nudité, exceptionnelle pour la période flamboyante quand la nef a pourtant fait l'objet d'une importante reconstruction. Seulement le remplage de la fenêtre haute en témoigne. L'appareil en dessous indique que la fenêtre du XIIIe siècle devait descendre plus bas. Le portail de la nef remonte au premier quart du XIIIe siècle, voire encore au XIIe siècle si l'on prête foi à Michel Join-Lambert, mais comme déjà signalé, seulement les tailloirs sont encore authentiquement de cette époque. Les colonnettes ont été refaites sans bases au XVIe siècle. Les chapiteaux semblent toutefois des copies des anciennes, et, selon Louis Régnier, appartiennent à un style étoffé, nerveux à feuilles pleines et largement traitées, qui caractérise les chapiteaux de la nef d'Ennery, du chœur de Puiseux-Pontoise et du donjon de Lavilletertre. Selon Michel Join-Lambert, qui en a vu une photographie d'avant la restauration, le portail latéral du bas-côté nord devait initialement être analogue,.

#### Clocher
Le clocher roman et salué par tous les auteurs pour ses proportions harmonieuses et son ornementation habile. Il se range dans un groupe de cinq clochers romans à deux étages qui comporte également Cergy, Ennery, Nesles-la-Vallée et Santeuil, églises déjà mentionnées pour la plupart. Tous ces clochers remontent sans aucun doute au second quart du XIIe siècle, et le clocher de Nesles-la-Vallée qui est le plus perfectionné doit être considéré comme le plus jeune. En faisant abstraction du nombre d'étages et en élargissant le périmètre géographique, l'on trouve de nombreux autres clochers comparables, ce qui permet de parler d'un type vraiment caractéristique de la région : Béthisy-Saint-Martin, Chamant, Conflans-Sainte-Honorine, Courcelles-sur-Viosne, Limay, Saintines, Saint-Vaast-de-Longmont, Sarcelles, etc. Le clocher de Jouy-le-Moutier a comme particularité de ne pas de portions de mur nues entre les angles et les baies, qui sont en plein cintre et au nombre de deux par face et par étage. Les deux étages sont largement identiques, ce qui n'est pas toujours le cas ailleurs. Comme différence, les contreforts-colonnes du premier étage ne se terminent pas par des chapiteaux mais par des glacis ; les fenêtres du premier étage sont un peu plus petites pour des raisons de solidité mais leurs archivoltes extérieures sont de dimensions identiques qu'au niveau du second étage ; et des cordons de fleurs de violette surmontant les baies de l'étage supérieur seulement. Entre les contreforts, les angles du clocher sont agrémentés de fines colonnettes appareillées. Chaque baie s'ouvre entre deux paires de colonnettes à chapiteaux et sous une double archivolte torique, les archivoltes supérieures de deux baies voisines se partageant une même colonne au centre. Les tailloirs, fort simples, sont des tablettes dont le profil gravée de dents de scie est également visible au niveau des impostes des fenêtres. Tous les chapiteaux sont décorés uniformément de feuilles plates et de volutes d'angle. Chacun des étages se termine par une corniche de modillons, dont une partie est sculptée en masques. La flèche octogonale en pierre est flanqué de quatre cônes (et non de pyramidons comme c'est souvent le cas), amorties par des fleurons refaits au XIXe siècle tout comme l'essentiel du parement couvert de grandes dents de scie en bas-relief,,.

#### Élévations latérales et chevet

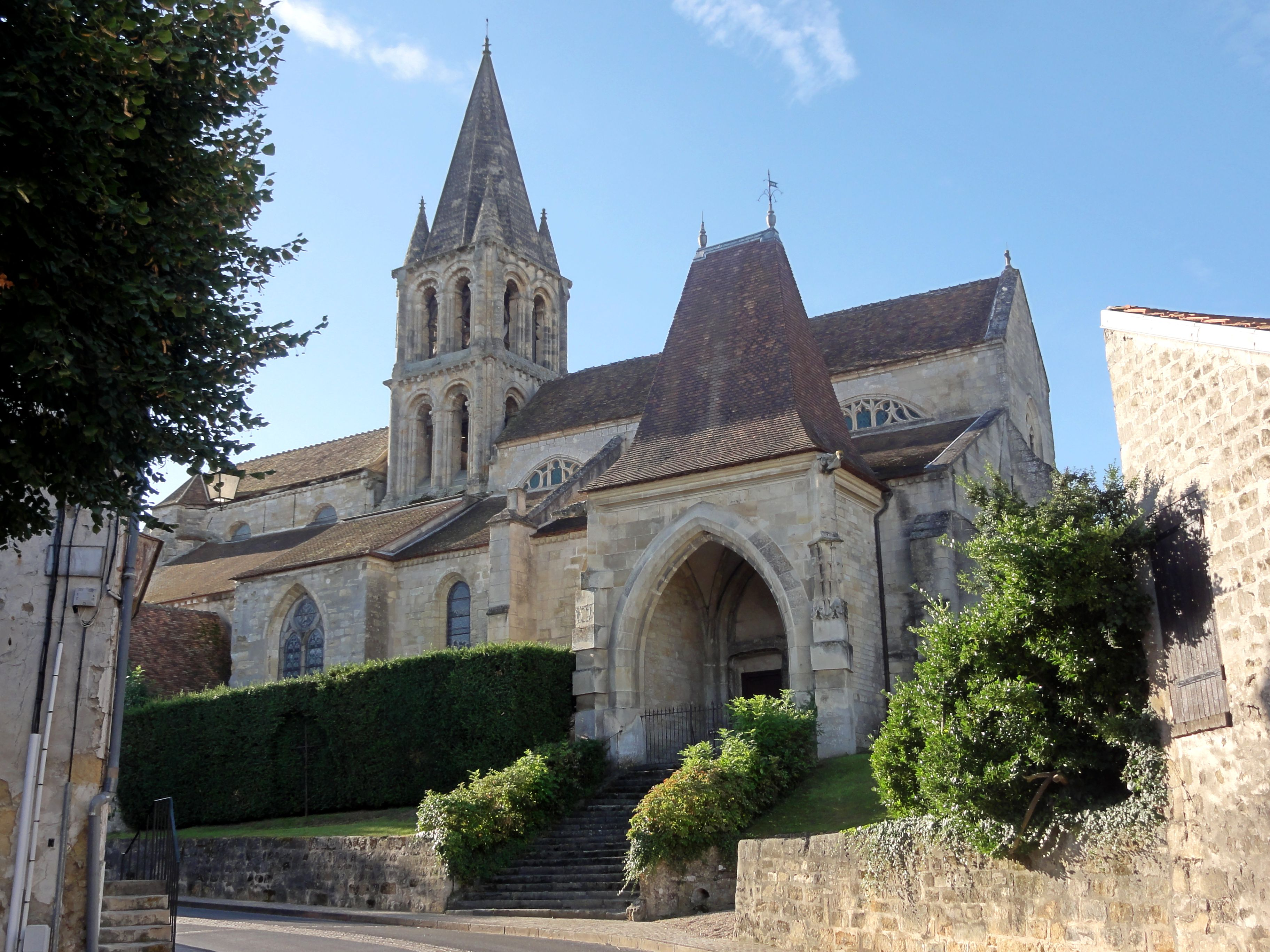
Vue depuis le nord.
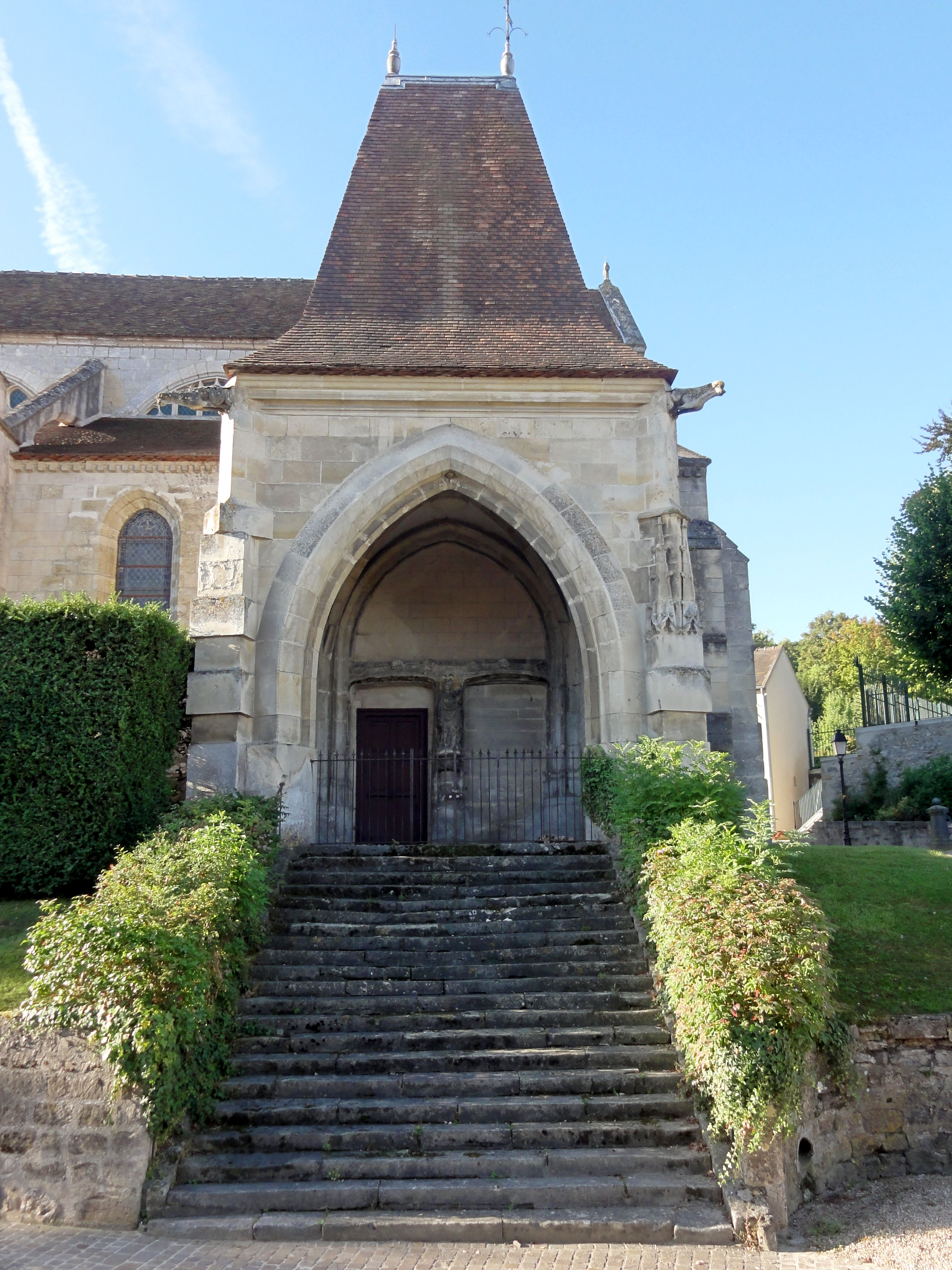
Porche au nord.
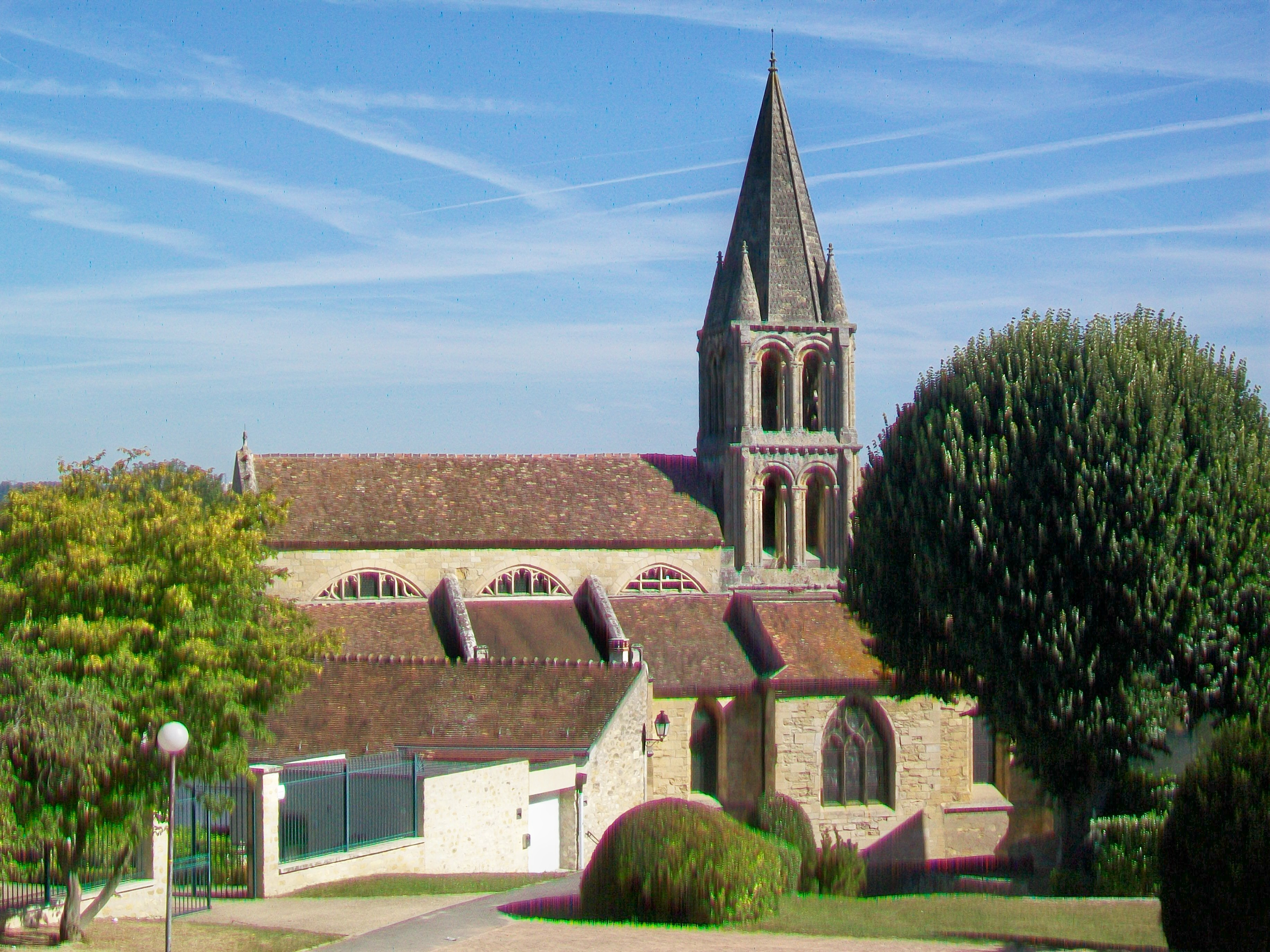
Vue depuis le sud.
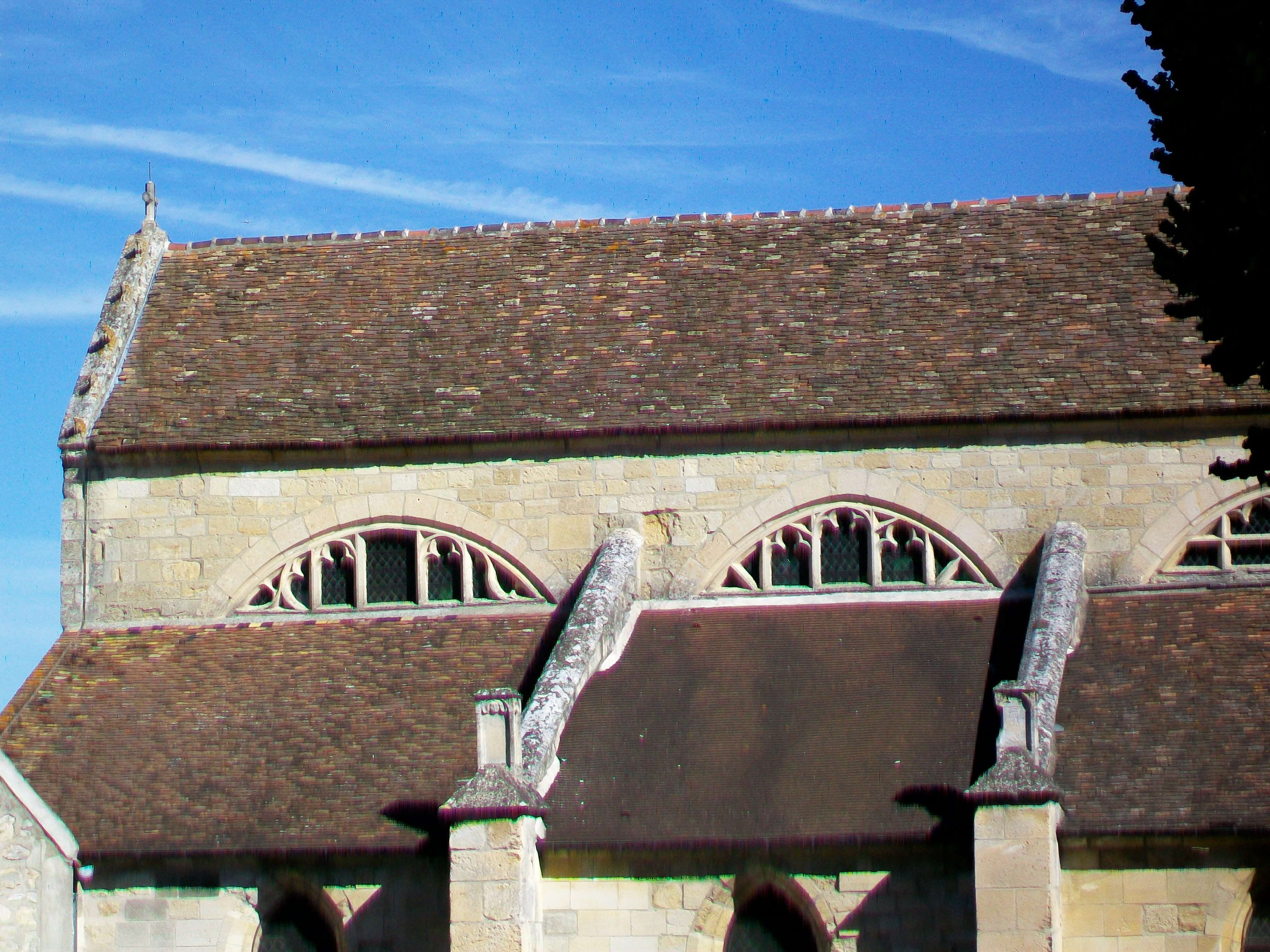
Nef, fenêtres hautes.
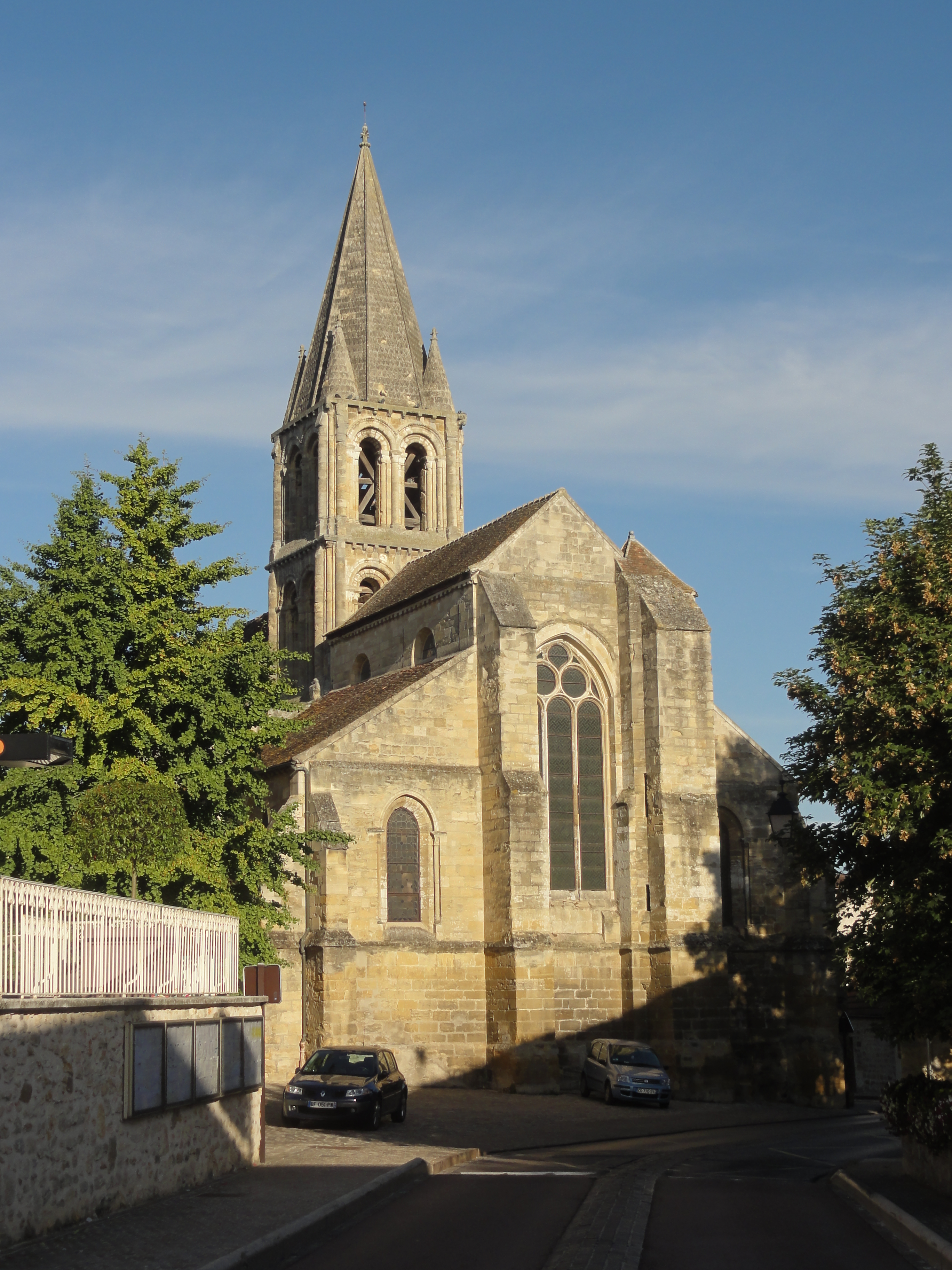
Vue depuis l'est.
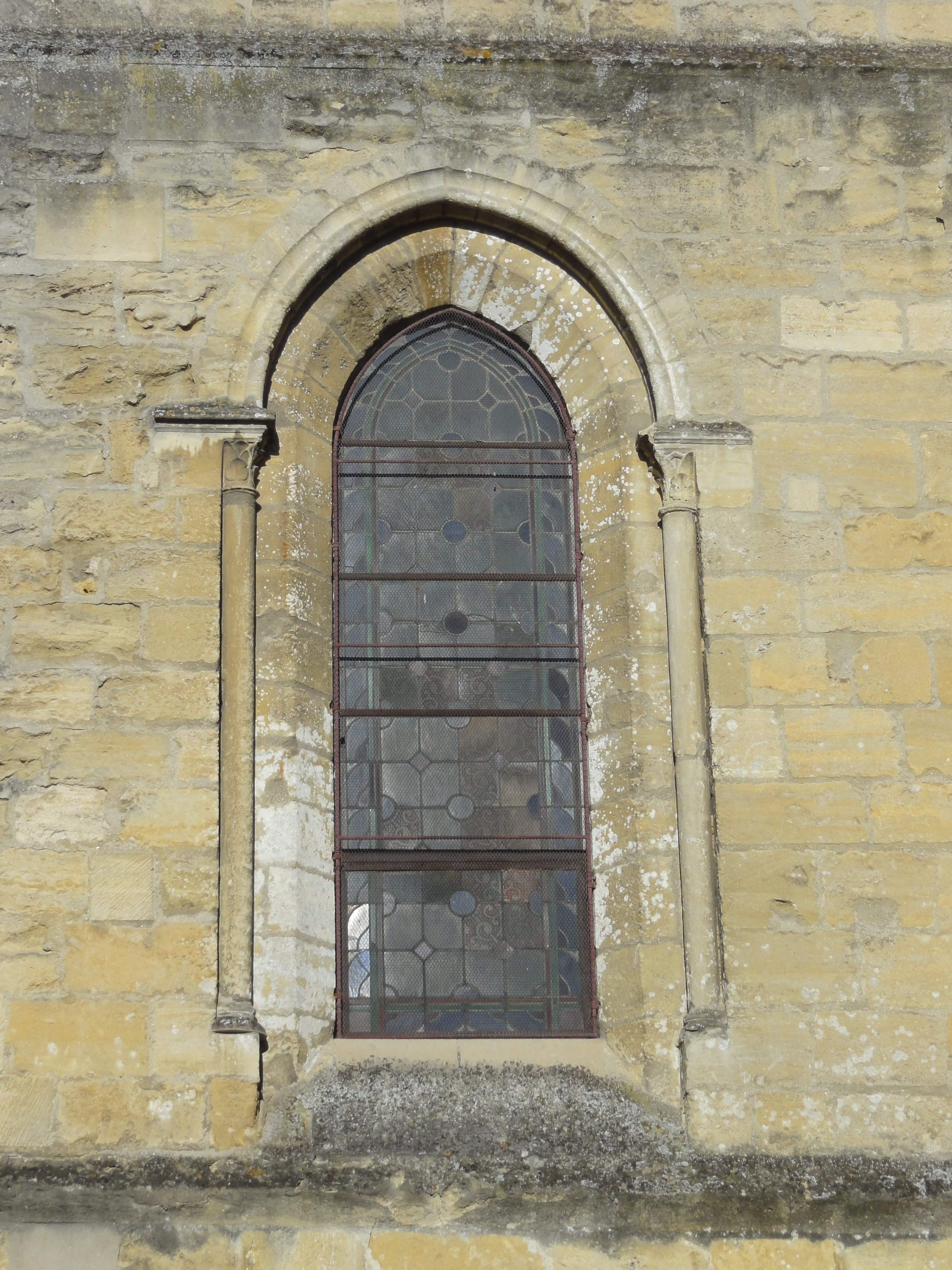
Fenêtre latérale du chevet.

Les élévations latérales sont très loin d'indiquer tout l'intérêt que présente l'intérieur de l'église. La nef est consolidée par deux arcs-boutants de chaque côté, qui disparaissent presque entièrement sous les toits en appentis des bas-côtés. Les culées sont décorées fort simplement d'une arcature trilobée plaquée sur chaque face, et l'on est loin des clochetons, pinacles et animaux fantastiques qui sont normalement de rigueur à l'apogée de la période flamboyante. Au nord, le mur du bas-côté est couronné par une corniche de modillons non décorés. Les toits des deux croisillons comportent une section parfaitement plate en hauteur, au niveau du début du premier étage de baies du clocher : c'est un aménagement provenant d'une restauration, ayant permis de dégager entièrement les baies du premier niveau pour mieux mettre en valeur le clocher. Le chœur et ses collatéraux possèdent la même corniche que le bas-côté nord. Les baies orientales des collatéraux, ainsi que les baies méridionales du collatéral sud, sont les seules à être décorées, et la disposition est la même qu'à l'intérieur : deux fines colonnettes en délit supportant une archivolte torique. Le chœur ne possède pas d'arc-boutant, ce que Michel Join-Lambert a vérifié dans les combles. La vaste baie du chevet s'ouvre un peu en dessous d'une archivolte en plein cintre, qui ne peut que provenir d'une rosace, comme on peut en voir au-dessus des verrières des chevets d'Arcueil et de Cormeilles-en-Vexin. À droite de la baie, un large contrefort très saillant et se terminant par un glacis n'est autre que la tourelle d'escalier interne, dont les meurtrières l'éclairant faiblement sont perceptibles dans l'angle rentrant. L'unique élément réellement digne d'intérêt sur les élévations latérales est le porche du bas-côté nord. L'on y accède par une arcade au profil prismatique, dont les piédroits devaient initialement porter la riche ornementation qui manque sur les élévations latérales de la nef. Mais les dais, clochetons et pinacles devaient être très abîmés, et leur restauration au XIXe siècle avait prévu leur reconstitution. La sculpture devait être réalisée sur place, comme de coutume à partir de la Renaissance, mais seulement deux clochetons du contrefort de droite ont été achevés. L'intérieur du porche est de plan carré et voûté d'ogives, avec des nervures prismatiques et pénétrantes, sans supports. La large clé de voûte circulaire a été privée de sa décoration, sans doute à la Révolution. Le portail en tiers-point est entouré de moulures prismatiques, et en dessous du linteau, existaient initialement deux portes séparées par un trumeau. Sa Vierge à l'Enfant est l'une des grandes richesses artistiques de l'église (voir ci-dessous). Au milieu du XIXe siècle, le portail du porche était le seul utilisé ; aujourd'hui, la porte de droite est murée,.

## Mobilier
L'église renferme six éléments du mobilier classés monument historique au titre objet :
- Les fonts baptismaux du XIIIe siècle, comportant un court socle et une cuve baptismale en forme de navette, dont la partie supérieure est simplement décorée d'une moulure en forme de larmier[29]. Le profil est le même que celui des tailloirs des collatéraux du chœur et des anciens croisillons, ce qui explique la datation de ces fonts d'une grande sobriété[30].
- Une statue en pierre tendre de la Vierge à l'Enfant à l'oiseau, haute de 125 cm et datant du XIVe siècle. Elle a longtemps été placée sous le porche, ce qui l'a fait souffrir des intempéries et de la pollution. Le bras droit de la Vierge, la tête de l'enfant et la tête de l'oiseau manquent[31]. « Elle appartient au type hanché si commun pendant tout le XIVe siècle et reproduit presque toutes les particularités habituelles à la parure de la Vierge mère en cette période. L'enfant, vêtu, est assis sur la main gauche, il a été mutilé. La main droite de la Vierge tenait un sceptre. Cette statue en pierre conserve des traces du polychrôme ancien, qui comprenait notamment, sur la robe un sémi de fleurons. On peut encore constater que les chaussures étaient pointues » (Louis Régnier)[32].
- Une statue en pierre de la Vierge à l'Enfant assise et allaitante, haute de 75 cm et datant du XIVe siècle. Elle était placée dans une niche au-dessus du portail occidental jusqu'en 1929[33], d'après le ministère de la Culture ; or, le trumeau avec la niche avait déjà disparu longtemps avant, Louis Régnier ne connaissant son existence que grâce au récit du baron de Guilhermy[34].
- Une statue en bois de saint Gilles l'Ermite, haute de 137 cm et datant du XVIIe siècle[35].
- Un tableau ex-voto peint à l'huile sur toile, représentant sainte Thérèse d'Avila sur un nuage intercédant pour la naissance du Dauphin, et en bas à gauche, Anne d'Autriche vouant le jeune Louis XIV à la Vierge. Haute de 145 cm et large de 111 cm, cette œuvre anonyme de 1646 est accompagnée d'une légende erronée sur son cadre : Blanche voue à la Vierge St-Louis son fils à Maubuisson[36],[37].
- Des fragments de vitraux Renaissance de 1530, à savoir les restes trois lancettes et un tympan[38].
- Une cloche en bronze de 1554 a encore été classée monument historique en 1944, mais a « probablement » été détruite en étant refondue à la fin du XIXe siècle. Déjà en 1927, Louis Régnier signale cette perte et indique la date de 1879 pour la refonte de la cloche, soit soixante-cinq ans avant le classement[39]! Le baron de Guilhermy a relevé l'inscription : « + lan mil vc liiii nous semme faites fontes un par les habitans de Jouy et nommees Marie »[40].

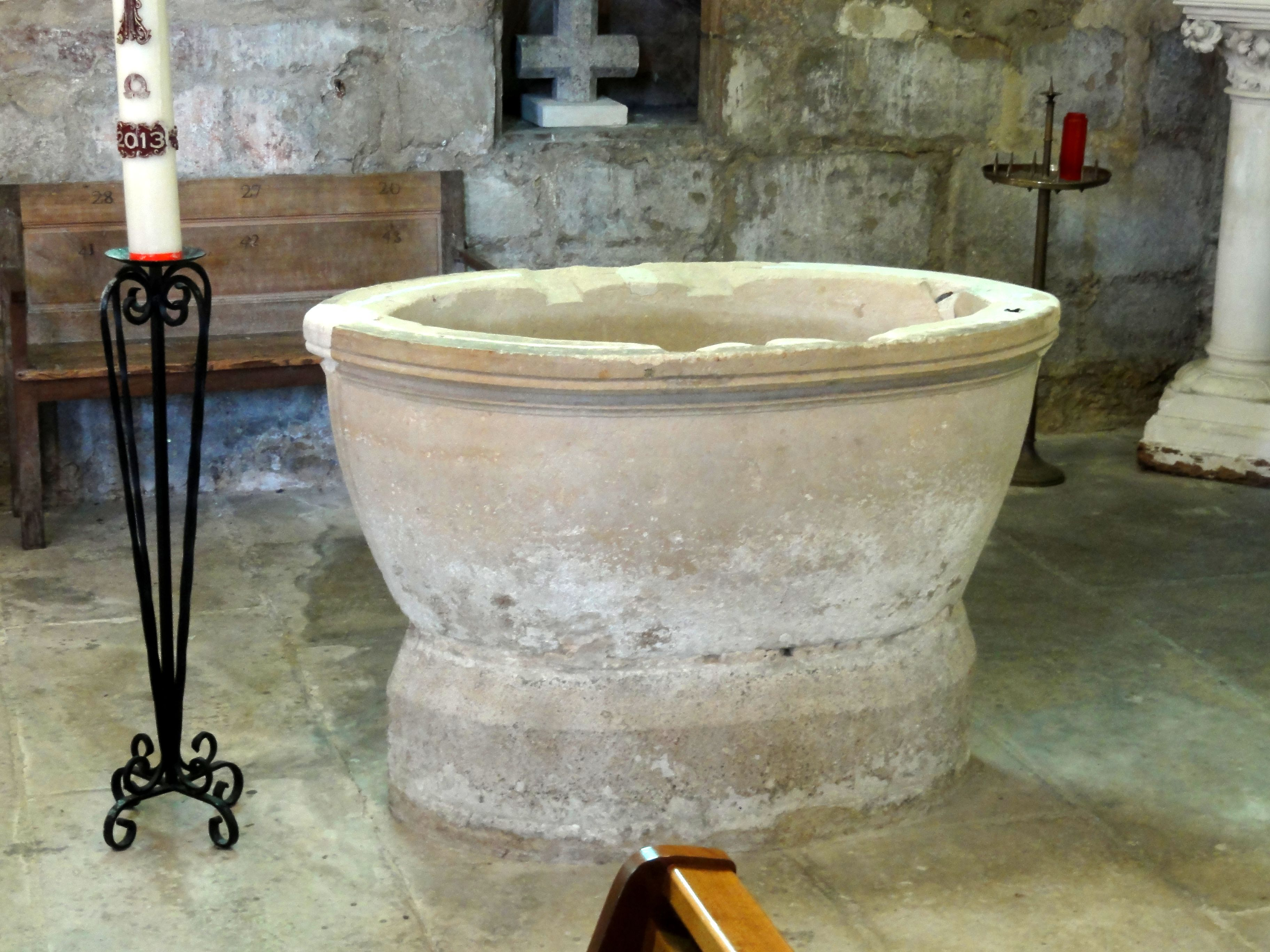
Fonts baptismaux.
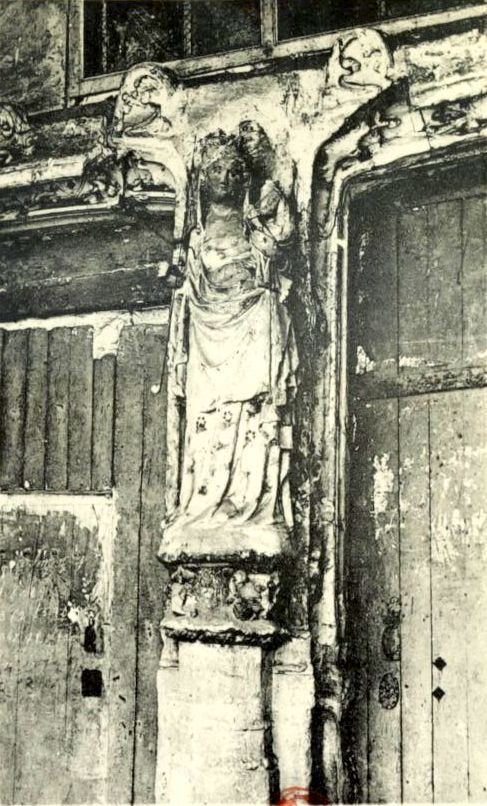
Vierge à l'Enfant à l'oiseau.
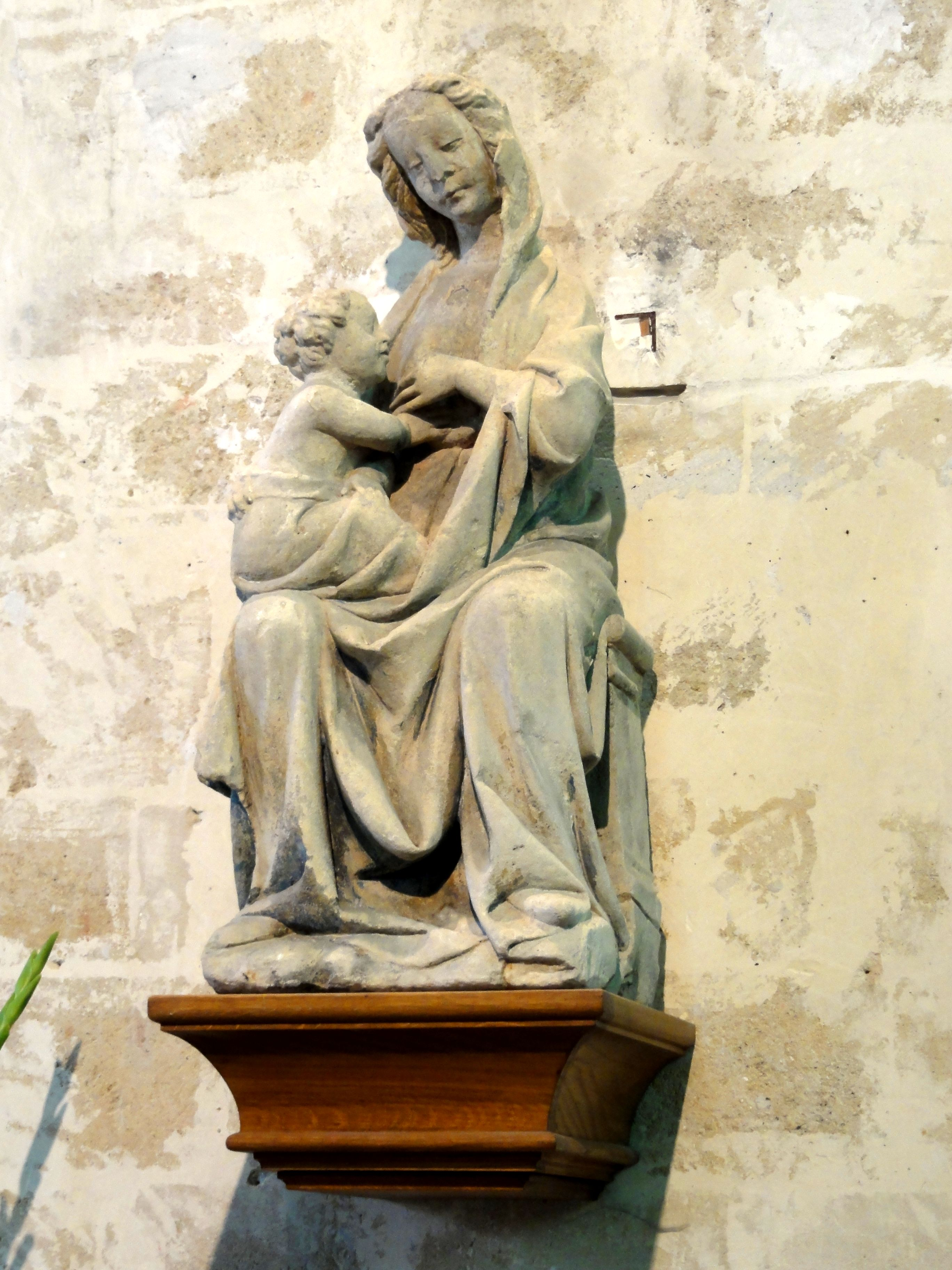
Vierge à l'Enfant allaitante.
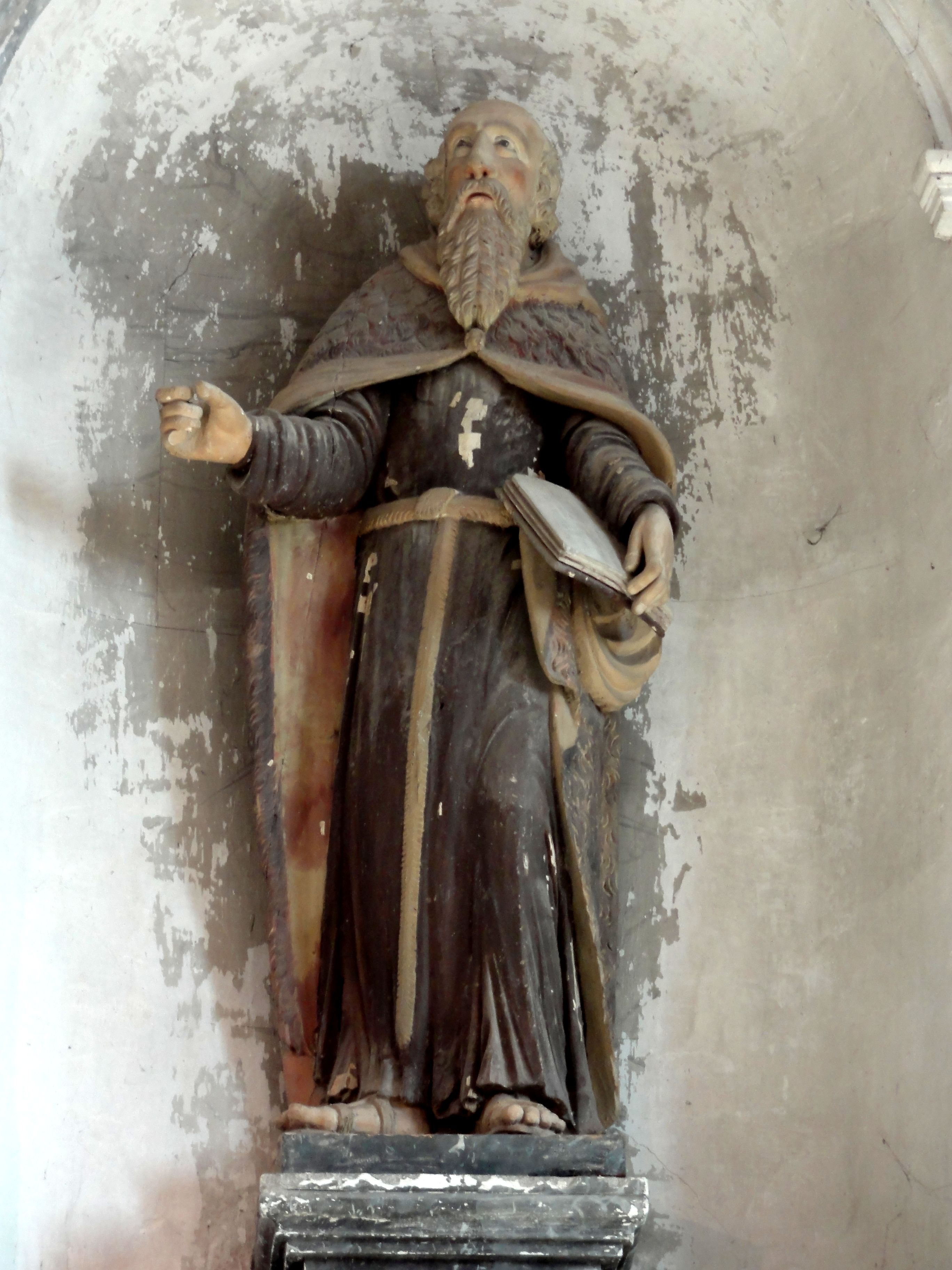
Statue de saint Gilles.
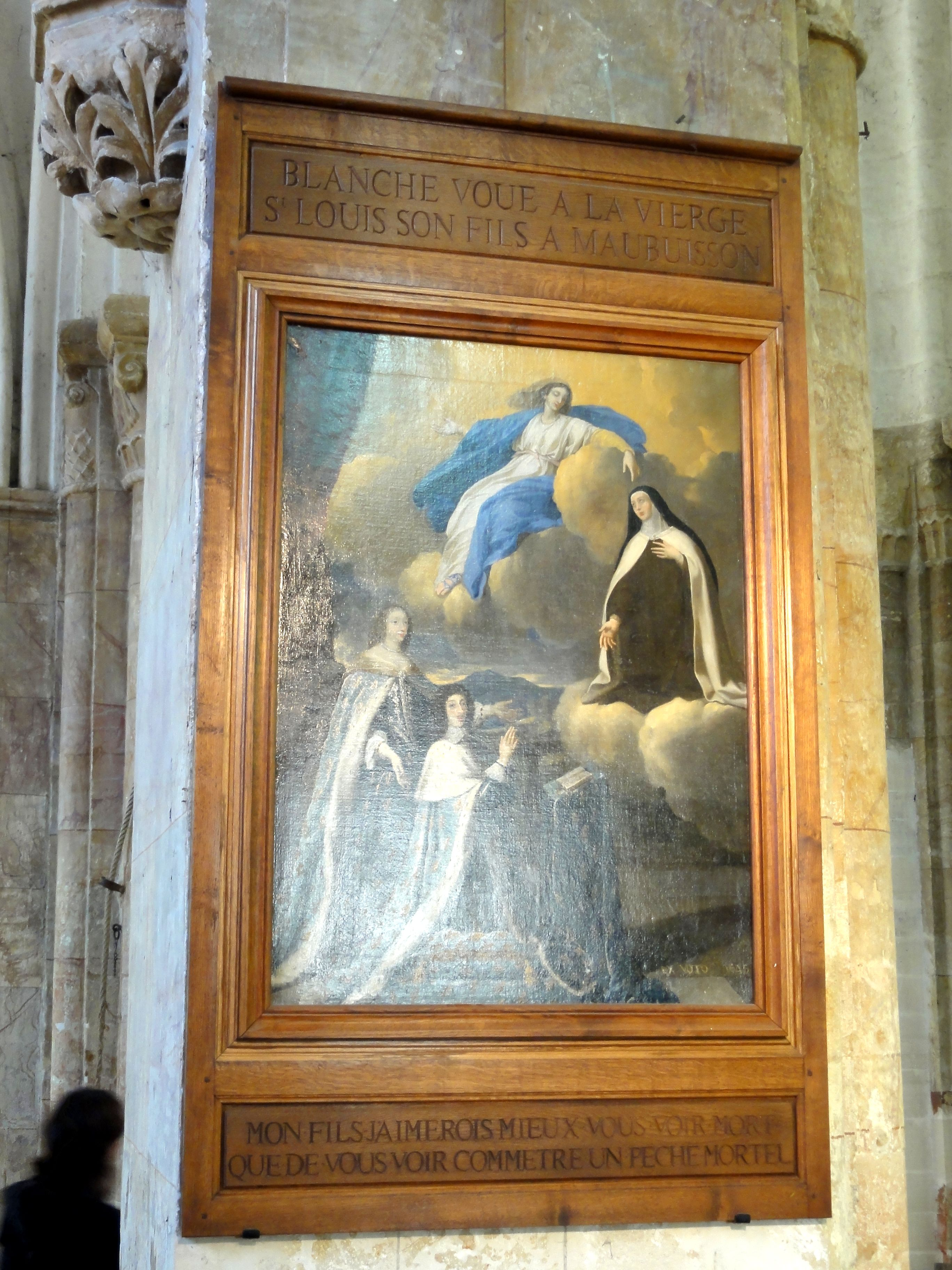
Tableau ex-voto.
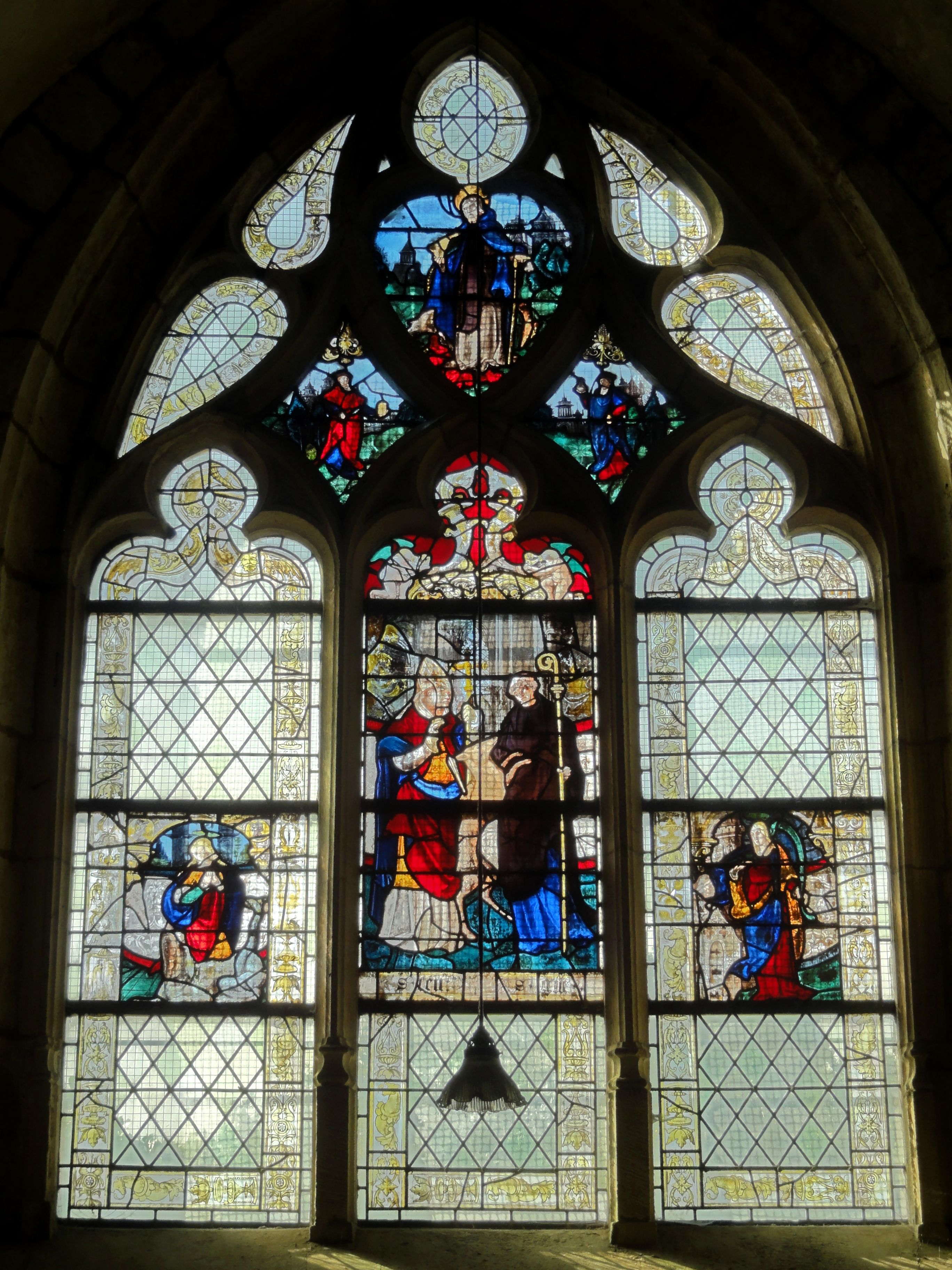
Fragments de vitraux de 1530.